# Stadt

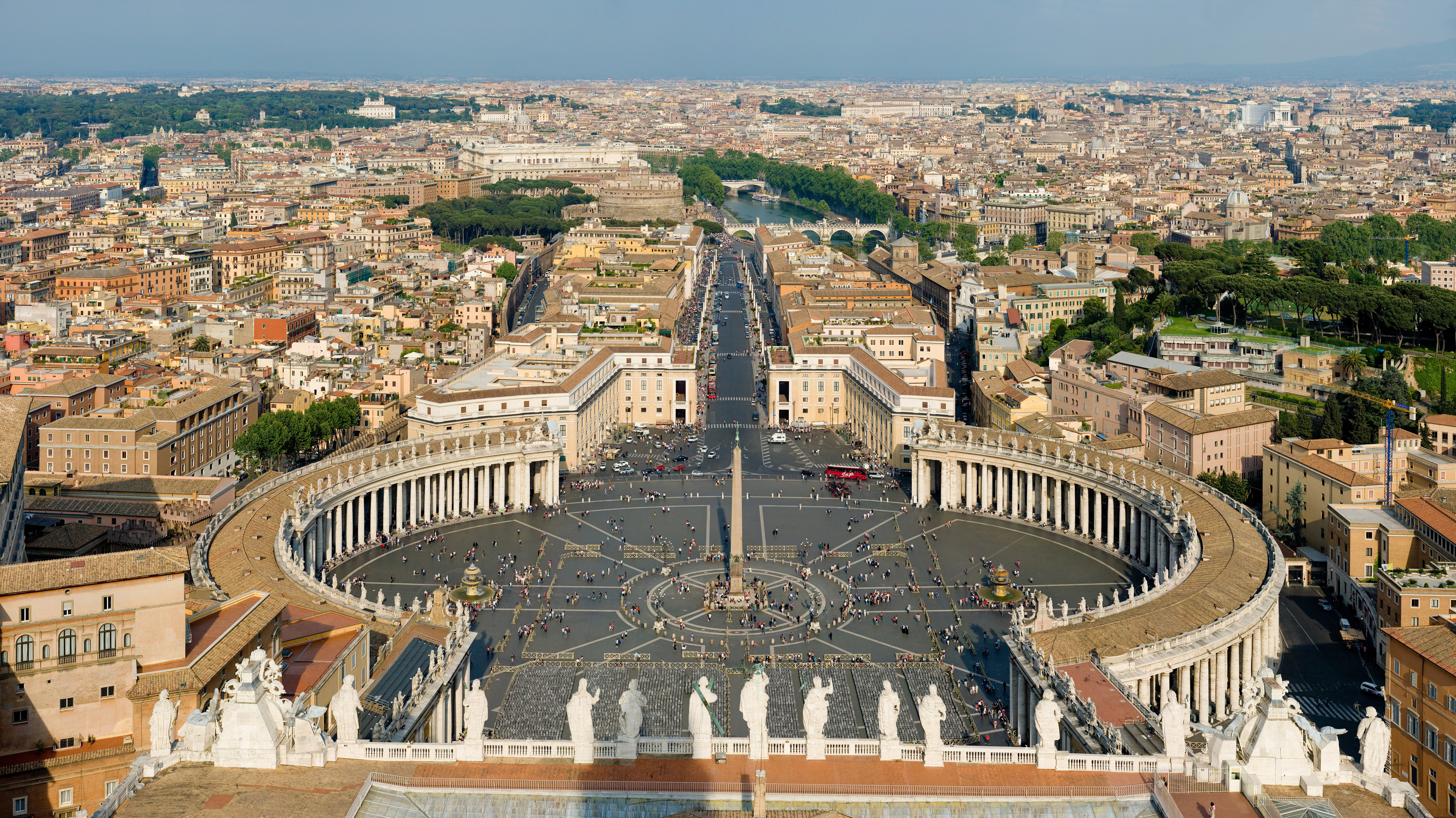
Rom

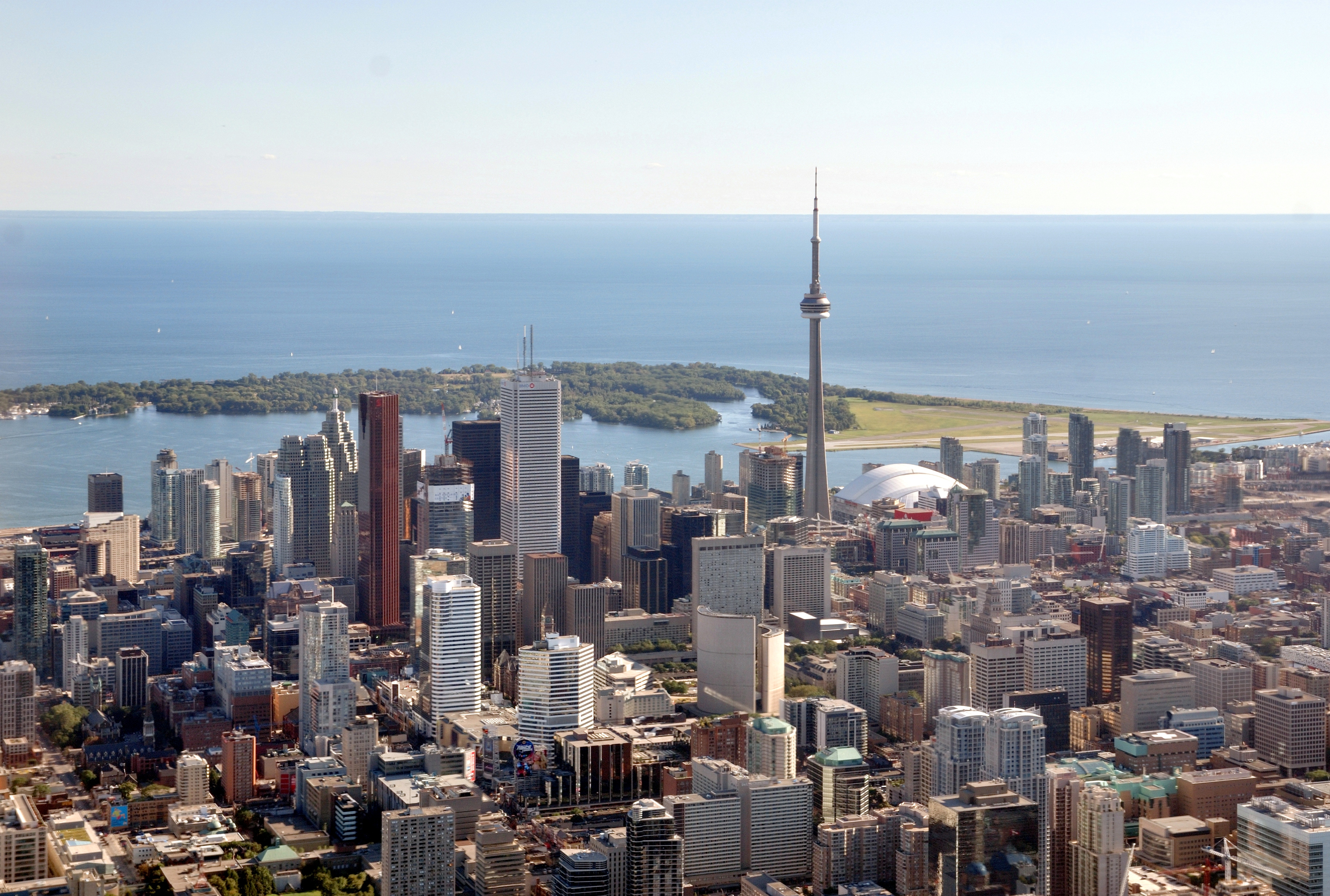
Toronto

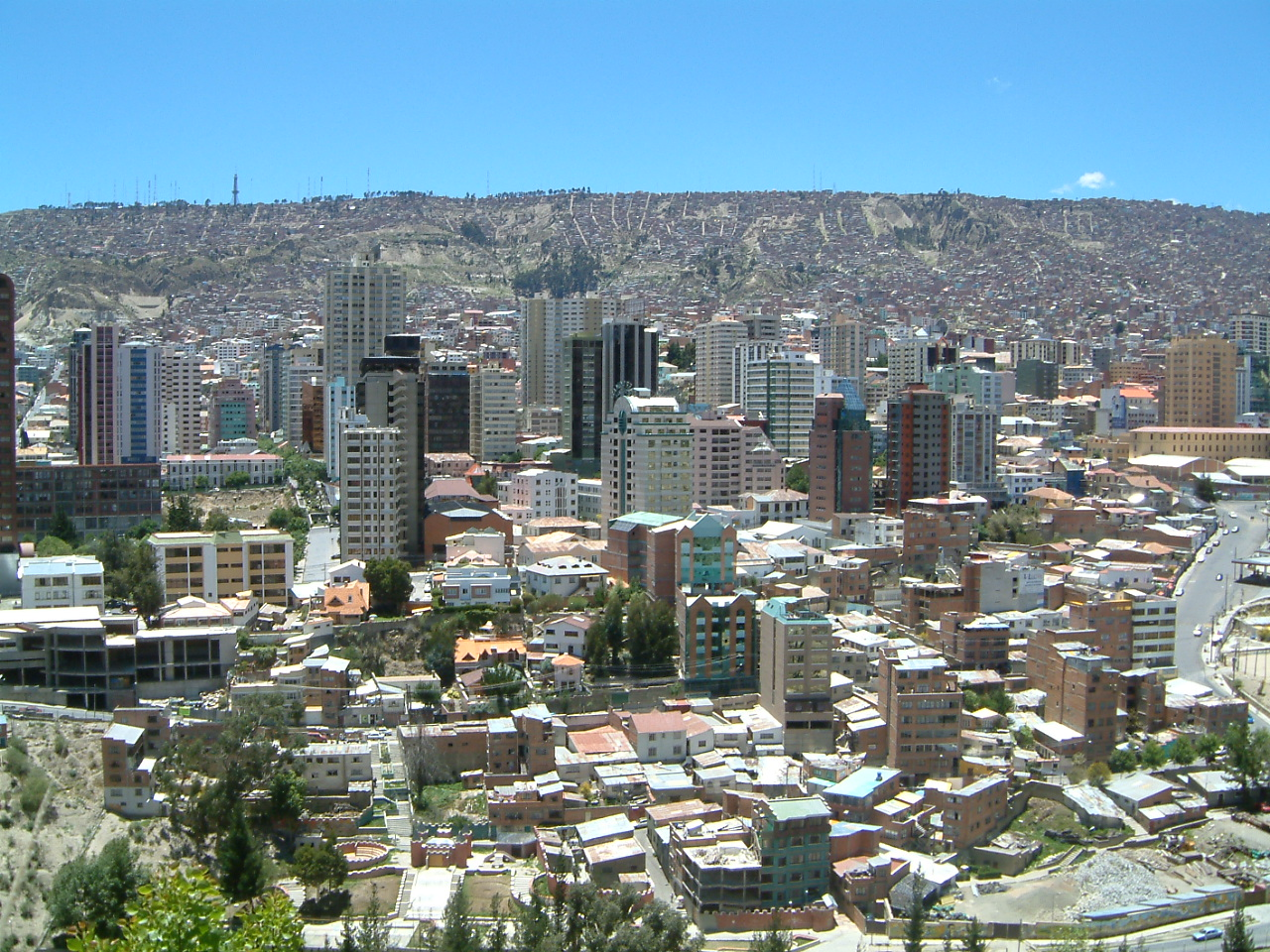
La Paz

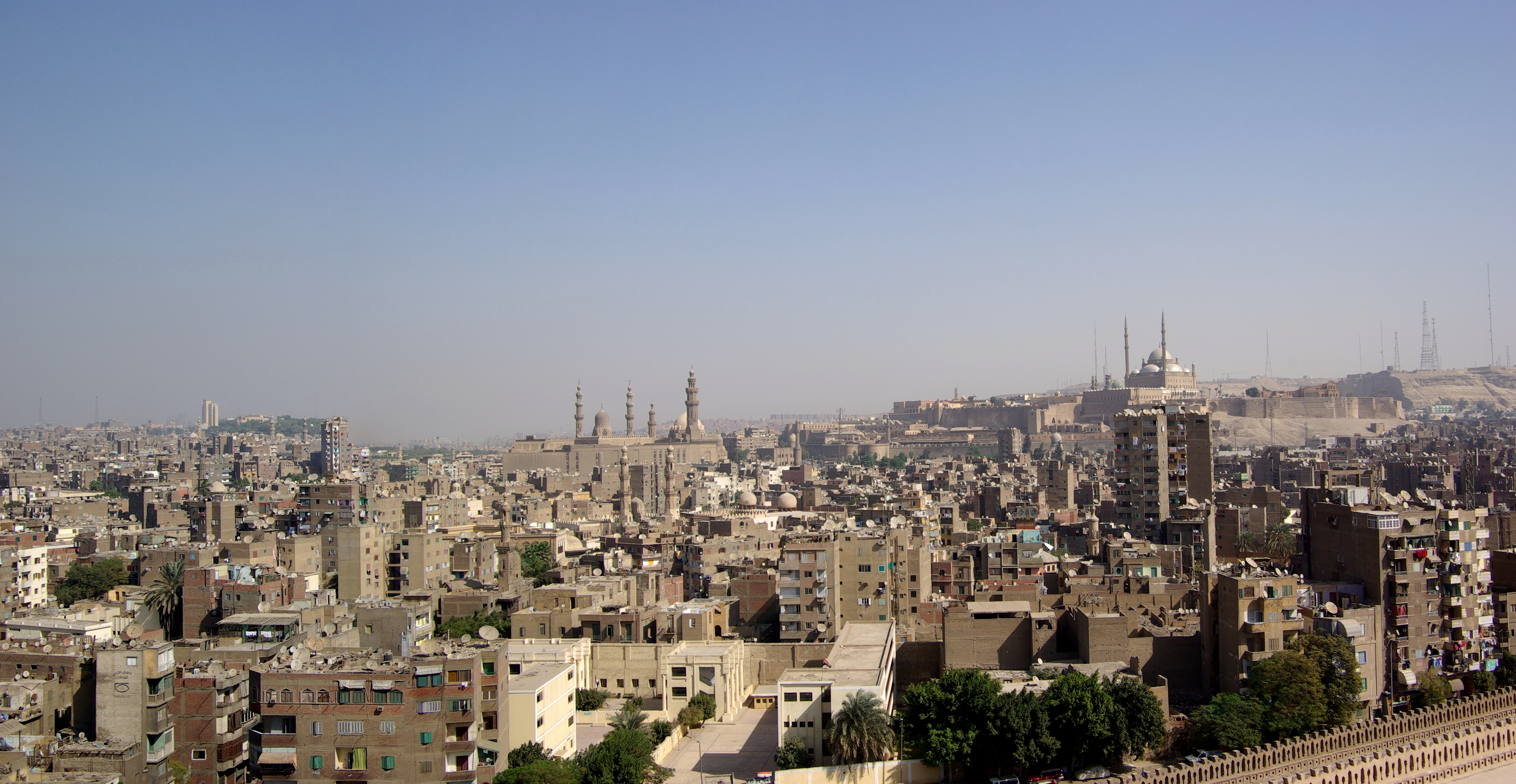
Kairo

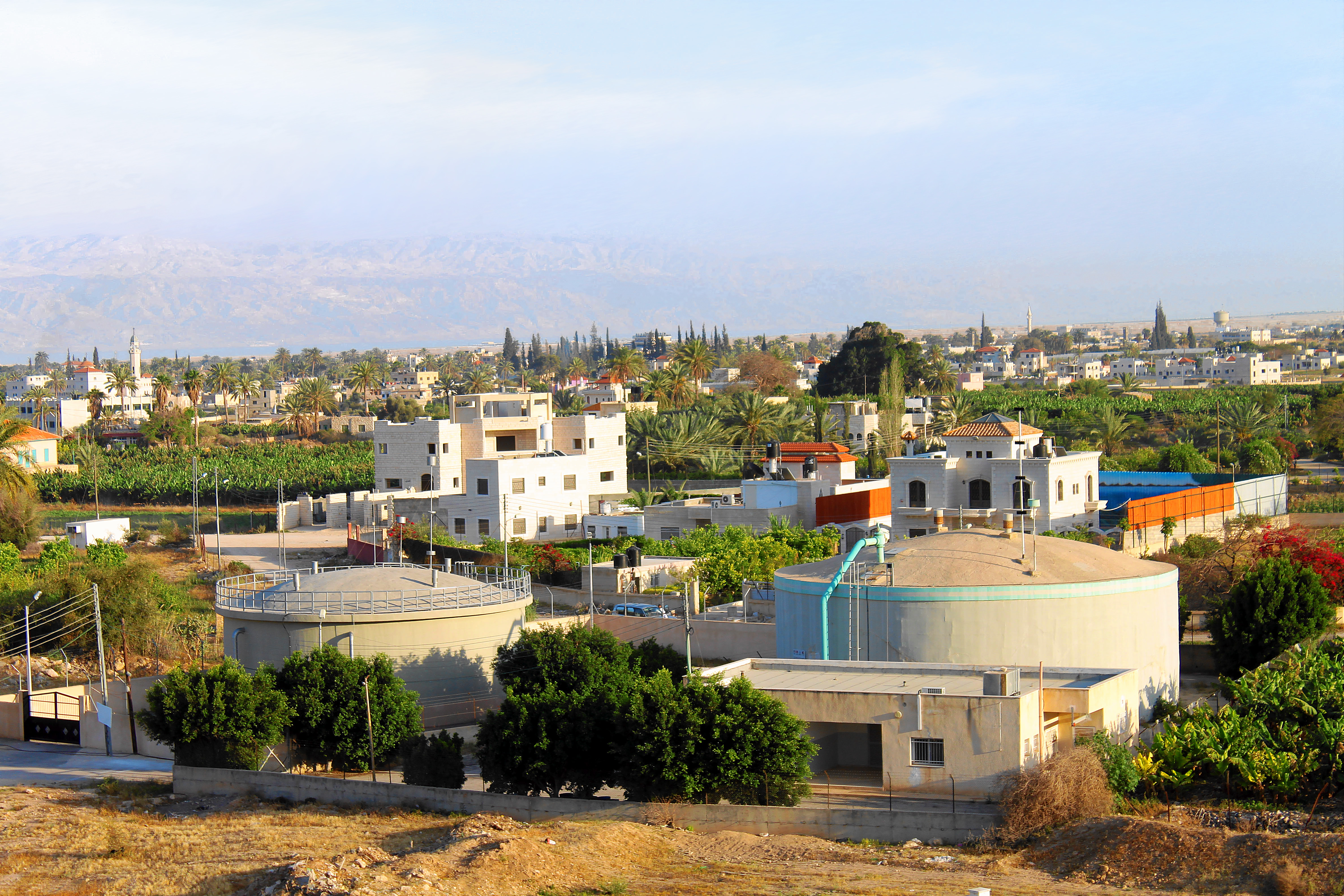
Jericho, die tiefstgelegene Stadt der Welt

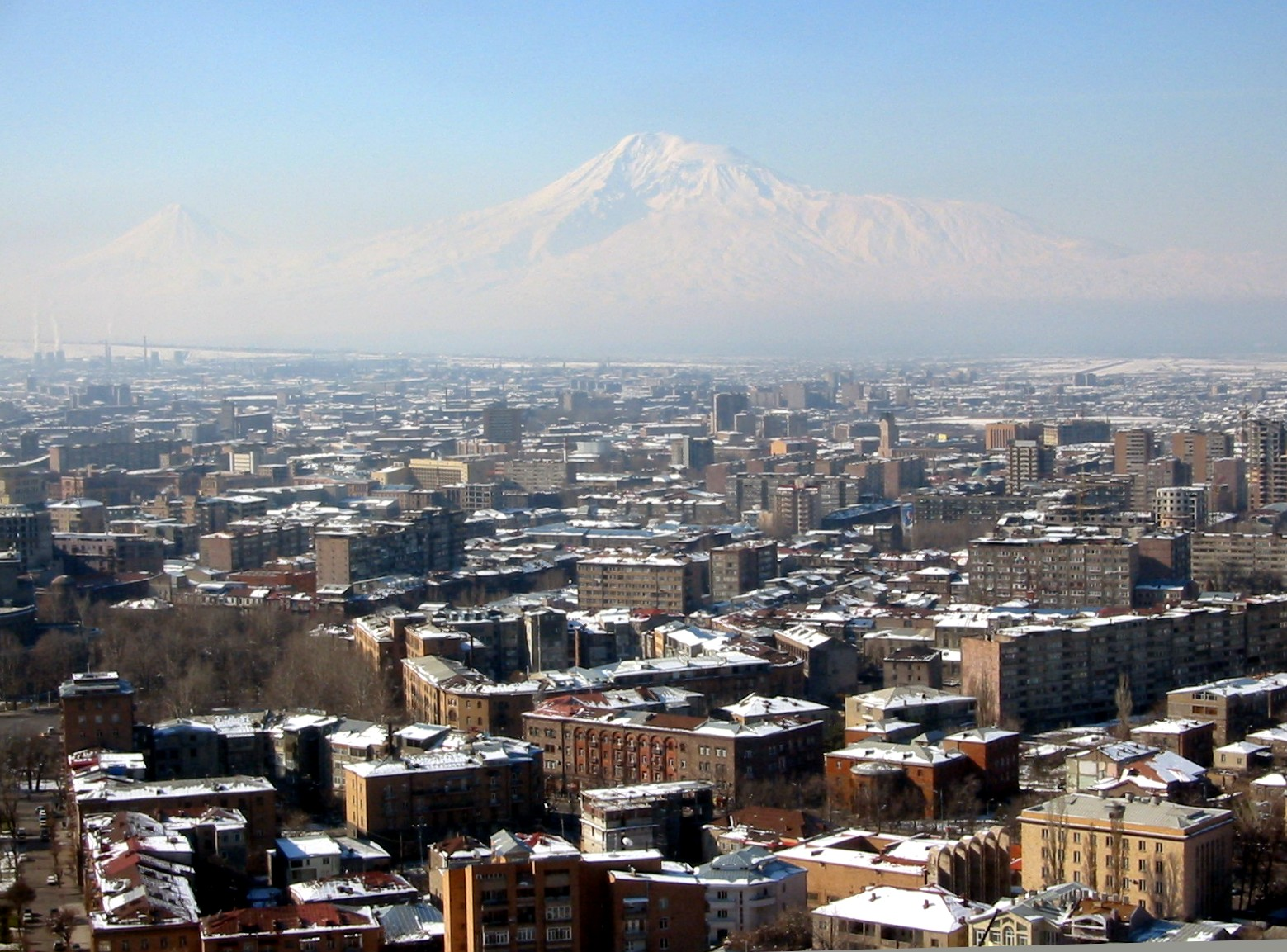
Jerewan

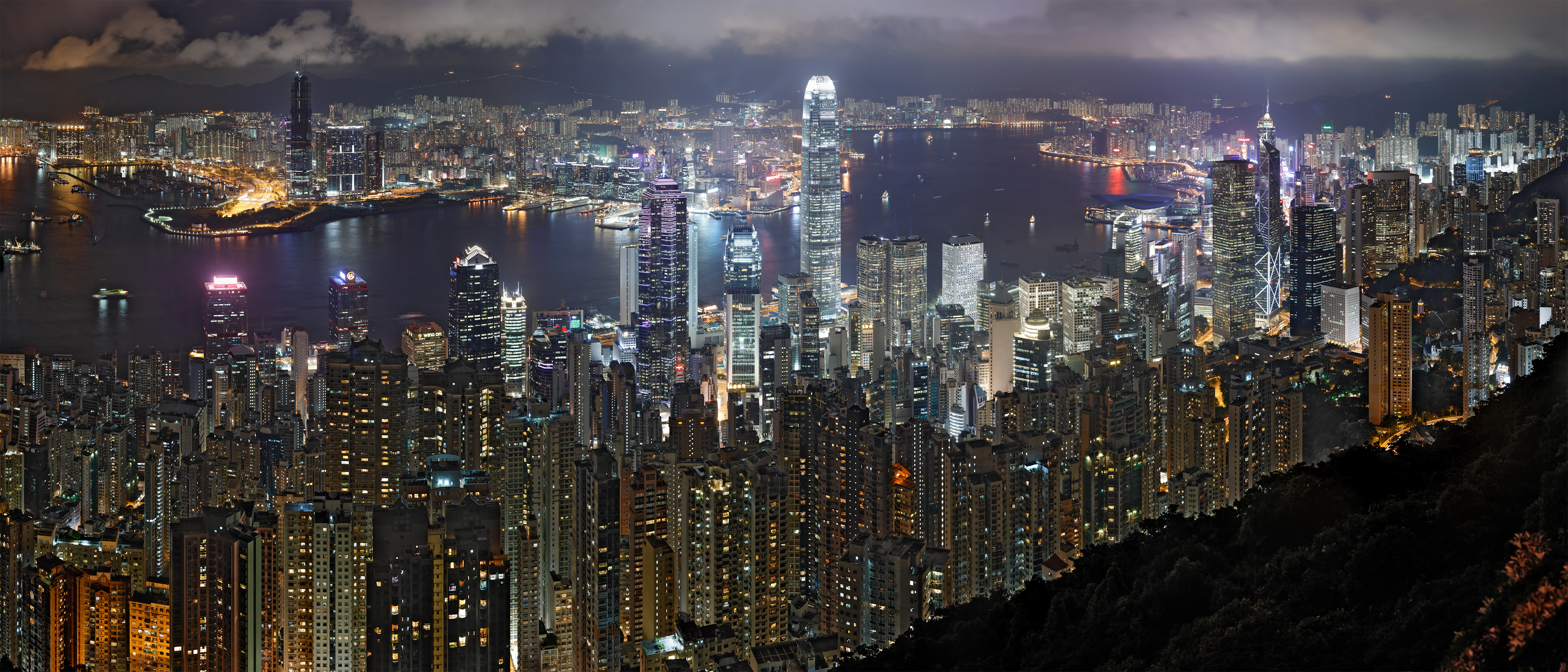
Hongkong

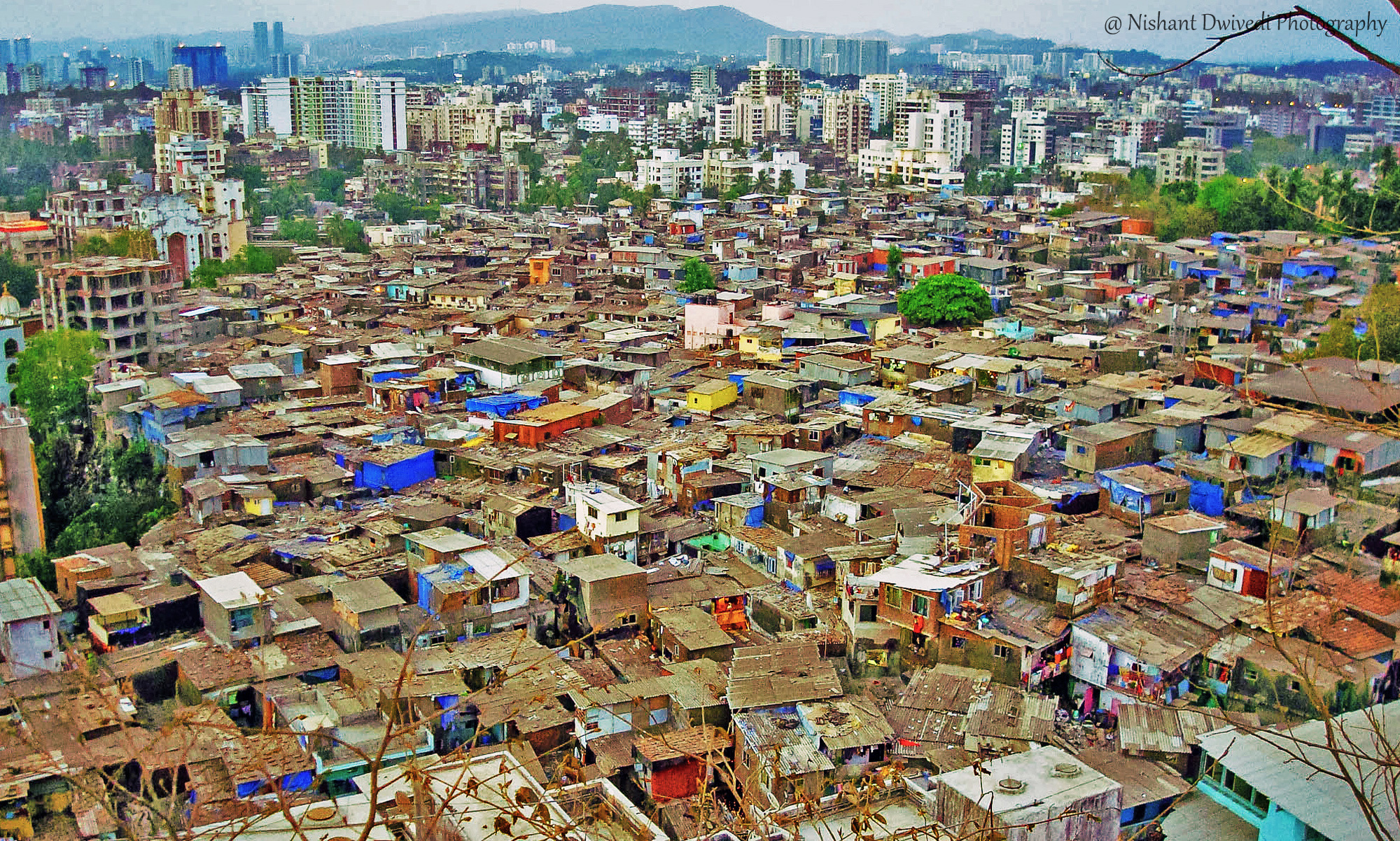
Mumbai

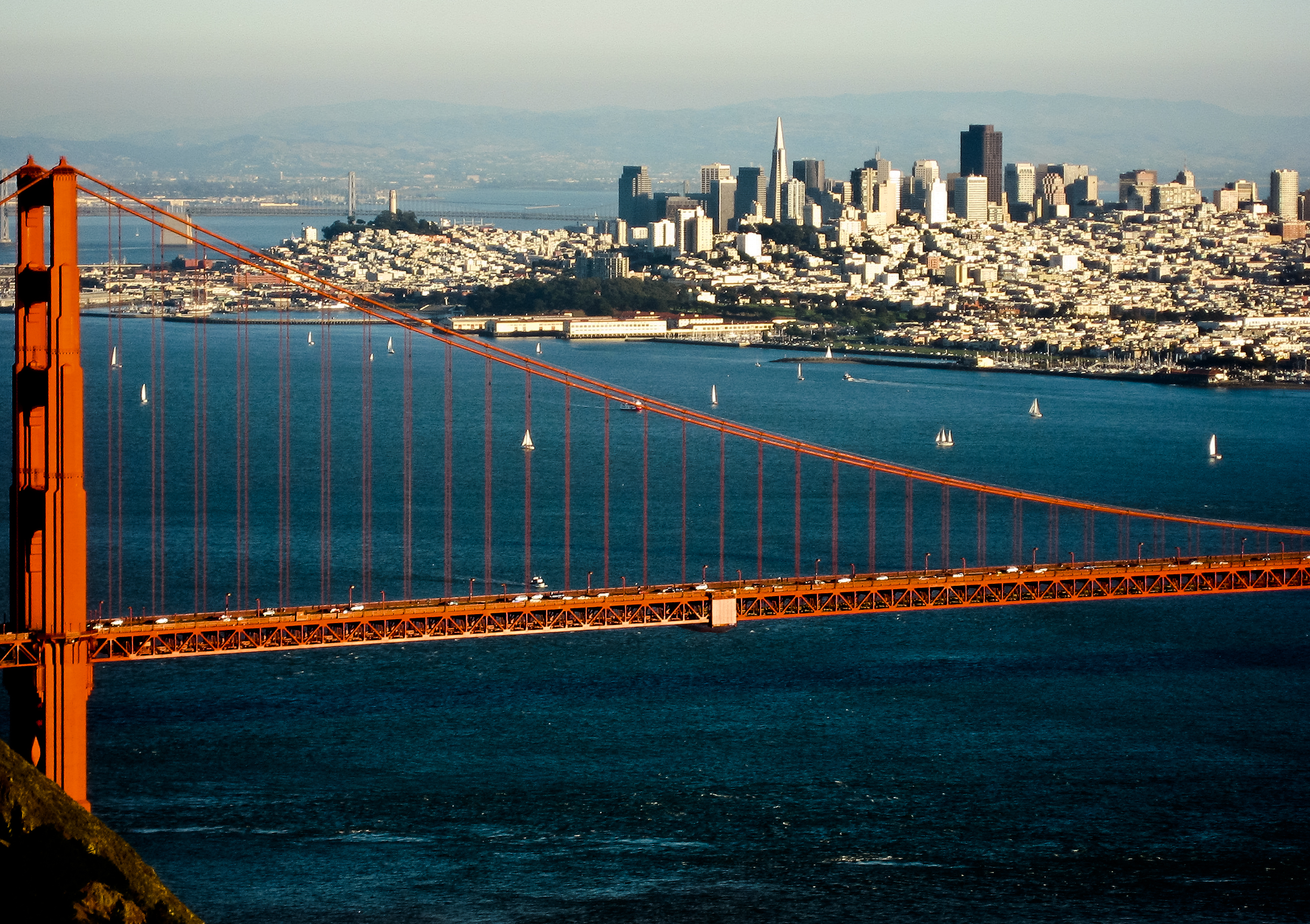
San Francisco

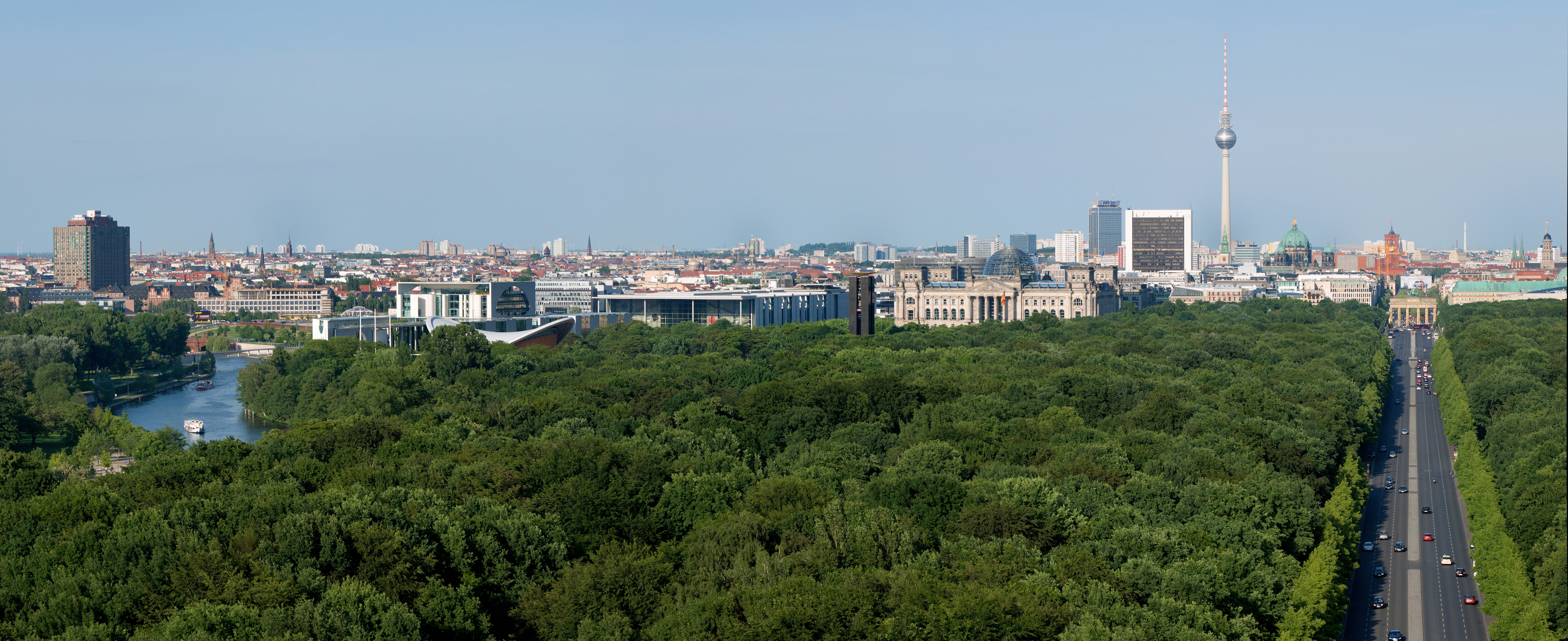
Berlin

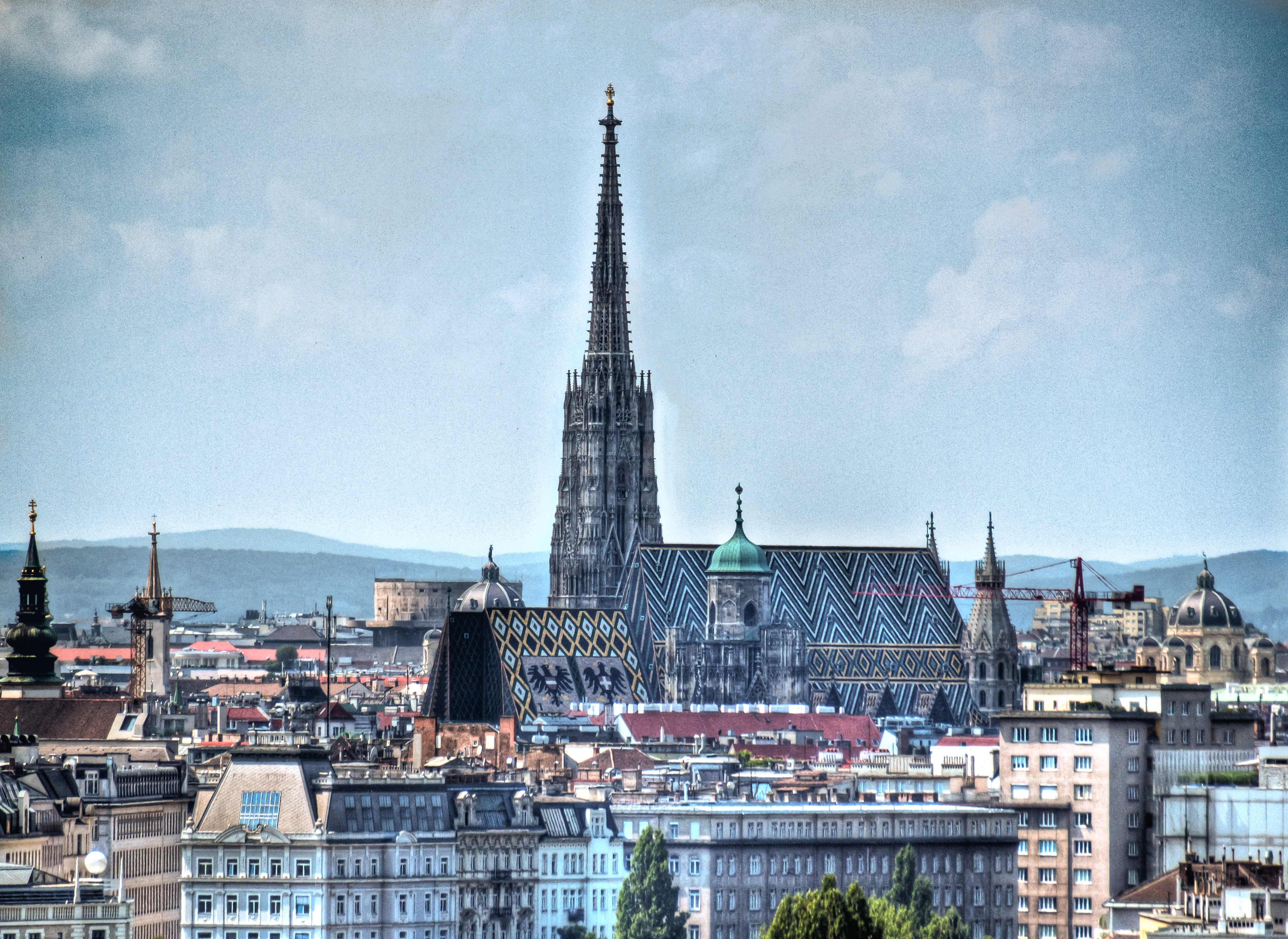
Wien

Eine Stadt (von althochdeutsch stat ‚Standort‘, ‚Stelle‘; etymologisch eins mit Statt, Stätte; vgl. dagegen Staat) ist eine größere, zentralisierte und abgegrenzte Siedlung im Schnittpunkt größerer Verkehrswege mit einer eigenen Verwaltungs- und Versorgungsstruktur. Damit ist fast jede Stadt zugleich ein zentraler Ort.
Städte sind aus kulturwissenschaftlicher Perspektive der Idealfall einer Kulturraumverdichtung. Aus Sicht der Soziologie sind es vergleichsweise dicht und mit vielen Menschen besiedelte, fest umgrenzte Siedlungen (Gemeinden) mit vereinheitlichenden staatsrechtlichen oder kommunalrechtlichen Zügen wie eigener Markthoheit, eigener Regierung, eigenem Kult und sozial stark differenzierter Einwohnerschaft. Letzteres unterscheidet sie von Lagern wie Arbeitslagern, Straflagern, Winterquartieren von Heeren, das Erstere zum Beispiel vom Dorf.
Aus politischer Sicht sind Städte vor allem in Demokratien eine politische Ebene und Verwaltungseinheit, mit einem eigenen Stadtrat und einem Bürgermeister als Vertreter. Sie sind somit Teil der Kommunalpolitik.
Die Wissenschaft, die sich mit der Erforschung der Stadt in ihren Facetten befasst, ist die Urbanistik.

## Form und Entwicklungen

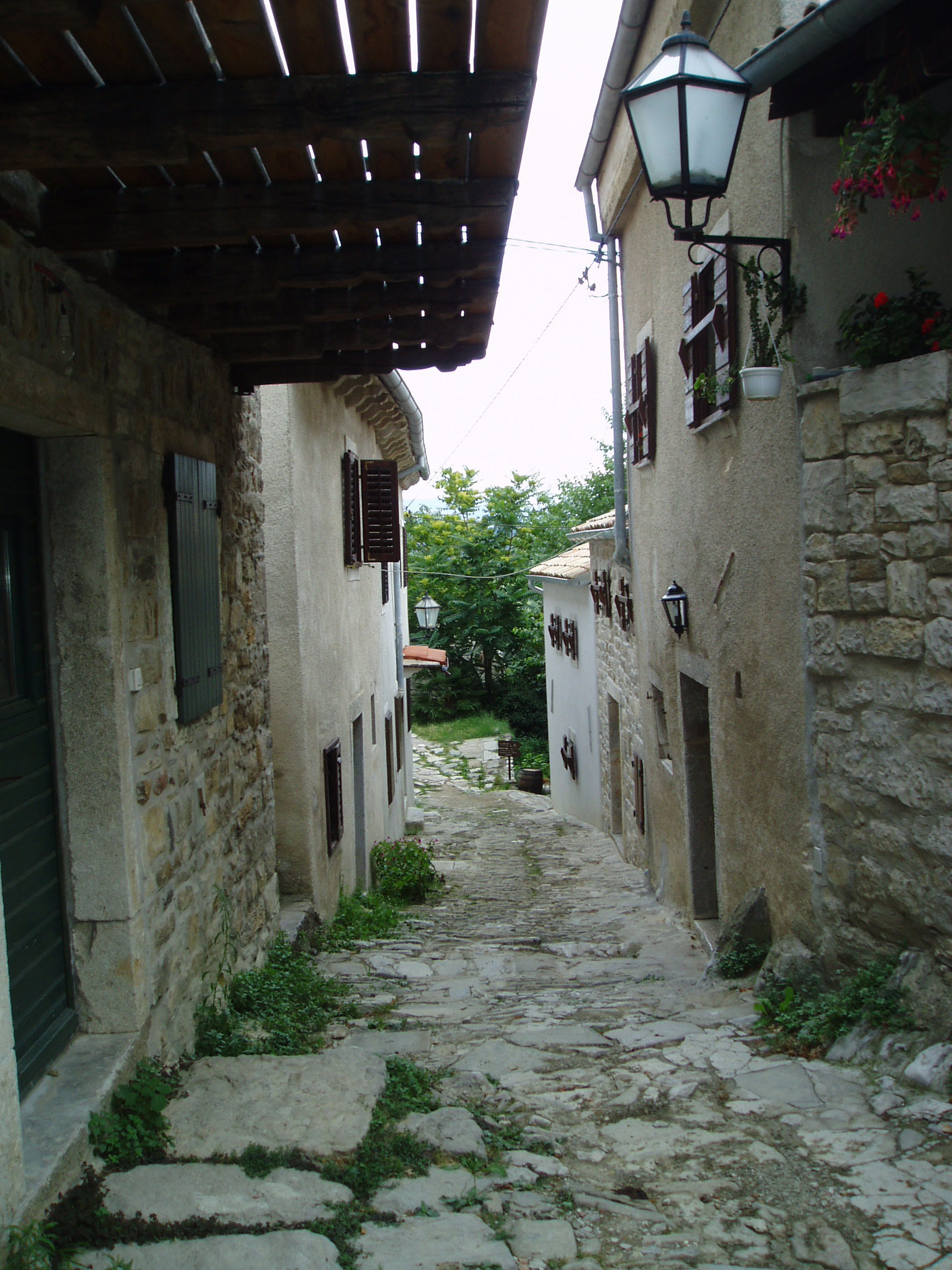
Gasse in Hum, das als kleinste Stadt der Welt gilt

### Stadtgröße und Stadttyp
Je nach Größe, Bedeutung, Verbund oder Funktion einer Stadt werden Städte unterschieden nach: 
- der Ortsgröße in: Landstadt, Kleinstadt, Mittelstadt, Großstadt, Millionenstadt, aber auch in Weltstadt, Megastadt, Metastadt, Stadtregion oder Ballungsraum, Megalopolis, Global City, Megaplex,
- der Bedeutung: Hauptstadt,
- der Entwicklung und Art unter anderem in: Landstadt, Ackerbürgerstadt, Bürgerstadt oder Hansestadt, Residenzstadt oder Bischofsstadt, Universitätsstadt, Festungsstadt, Burgstadt, Seebäderstadt (Kurstadt), Industriestadt, Kreisstadt, Bergstadt, Fachwerkstadt, Trabantenstadt, Satellitenstadt, Planstadt.

### Definition nach Einwohnerzahl
Während etwa in Dänemark die Untergrenze der Bevölkerungszahl bei einer städtischen Siedlung bei 200 Einwohnern liegt, sind es in Deutschland und Frankreich 2000, in Österreich 5000, in der Schweiz, Italien, Spanien und Großbritannien 10.000 und in Japan 50.000 Einwohner.
Der Begriff Stadt ist rechtlich nicht eindeutig definiert, so gibt es Gegenbeispiele: Die kleinste Stadt Deutschlands ist mit 278 Einwohnern (2014) Arnis. Arnis wurde 1934 zur Stadt ernannt, da die Ortsbezeichnung Flecken in Schleswig-Holstein abgeschafft wurde. Die kleinste Stadt mit altem Stadtrecht (verliehen 1326) ist Neumark in Thüringen mit 453 Einwohnern (2014). Andererseits haben unter anderem Haßloch mit über 20.000 und Seevetal mit über 40.000 Einwohnern kein Stadtrecht. Hum in Kroatien ist pro forma eine Stadt, die nur etwa 30 Einwohner zählt.
Die Universität Münster gibt eine Übersicht zum Stadtbegriff und stellt fest: „Eine allgemeingültige epochen- und regionenübergreifende Definition für die Stadt existiert nicht.“ Ausführlich diskutiert wird der Begriff der Stadt von Michael Mitterauer.

### Stadtplanung, Städtebau
Mit der Planung von Städten beschäftigt sich die Stadtplanung und der Städtebau. Essenziell für das Funktionieren einer Stadt sind die Stadt- und Verkehrsplanung. Bebauungs- und Flächennutzungspläne beschäftigen sich mit der optimalen Abstimmung von privat, kommerziell und öffentlich genutzten Flächen, Gebäuden und Einrichtungen. Stadtentwicklungspläne geben die Richtung der Stadtentwicklung vor und können negative Auswirkungen gegenwärtiger Probleme und Trends wie Urbanisierung und Suburbanisierung durch geschickte Planung für die Zukunft minimieren.

### Stadt und Verstädterung
Die Zahl der Städte nimmt zu, dies kann durch Neugründungen oder Verleihung des Stadttitels geschehen. Typische Gründungsphasen sind Hochmittelalter, Barock (Residenz-/Festungsstädte) und das Industriezeitalter (Wolfsburg, Eisenhüttenstadt). Um 1800 lebten nur etwa 5 % der deutschen Bevölkerung in Städten, 2005 wohnten 76 % der Bevölkerung in der Stadt. Eine ähnliche Entwicklung ist in allen Industrienationen zu verzeichnen, in denen im Jahr 2005 zwischen 61 % (Irland) und 97 % (Belgien) der Bürger in der Stadt wohnten. Weitere Angaben (Stand 2005): Japan: 66 %, Österreich: 66 %, Italien: 68 %, Russland: 73 %, Schweiz: 75 %, Frankreich: 77 %, Vereinigte Staaten: 81 %, Vereinigtes Königreich: 90 %.
Ausgesprochen niedrig ist der Anteil an der städtischen Bevölkerung in einigen Entwicklungsländern, auch hierzu einige Daten (2005): Afghanistan: 23 %, Äthiopien: 16 %, Bangladesch: 25 %, Eritrea: 19 %, Kenia: 21 %, Demokratische Republik Kongo: 32 %, Laos 25 %, Niger 17 %, Ruanda 19 %, Sri Lanka 15 %, Tansania: 24 %, Uganda: 13 %, Vietnam: 28 %.
Folgende Anteile der städtischen Bevölkerung in % und im Vergleich dazu folgendes Bruttonationaleinkommen (BNE) in US-$ pro Kopf waren 2004 in den Weltregionen zu verzeichnen:
| Weltregionen               | Bevölkerung in % | BNE in US-$ |
| -------------------------- | ---------------- | ----------- |
| Afrika südl. der Sahara    | 36               | 0601        |
| Vorderasien und Nordafrika | 56               | 1971        |
| Südostasien                | 28               | 0594        |
| Ostasien und Pazifik       | 41               | 1416        |
| Lateinamerika              | 77               | 3576        |
| Europa und Zentralasien    | 64               | 3295        |
| Unterentwickelte Welt      | 27               | 0333        |
| Welt                       | 49               | 6329        |

Der Hauptgrund der Verstädterung ist der sich verändernde Anteil der Wertschöpfung in den einzelnen Wirtschaftssektoren und damit der Menschen, die dafür tätig sind (siehe Tabelle). Dazu folgende ausgewählte Länder im Vergleich:
| Wirtschaftssektor                      | USA    | Deutschland | Indien | Tansania |
| -------------------------------------- | ------ | ----------- | ------ | -------- |
| I. Primär: Landwirtschaft              | 01,6 % | 02,3 %      | 59 %   | 80 %     |
| II. Sekundär: Industrie, Bergbau       | 22 %,0 | 30 %,0      | 22 %   | 09 %     |
| III. Tertiärer: Dienstleistung, Handel | 77 %,0 | 68 %,0      | 19 %   | 11 %     |

Urbanisierung in Europa 2010

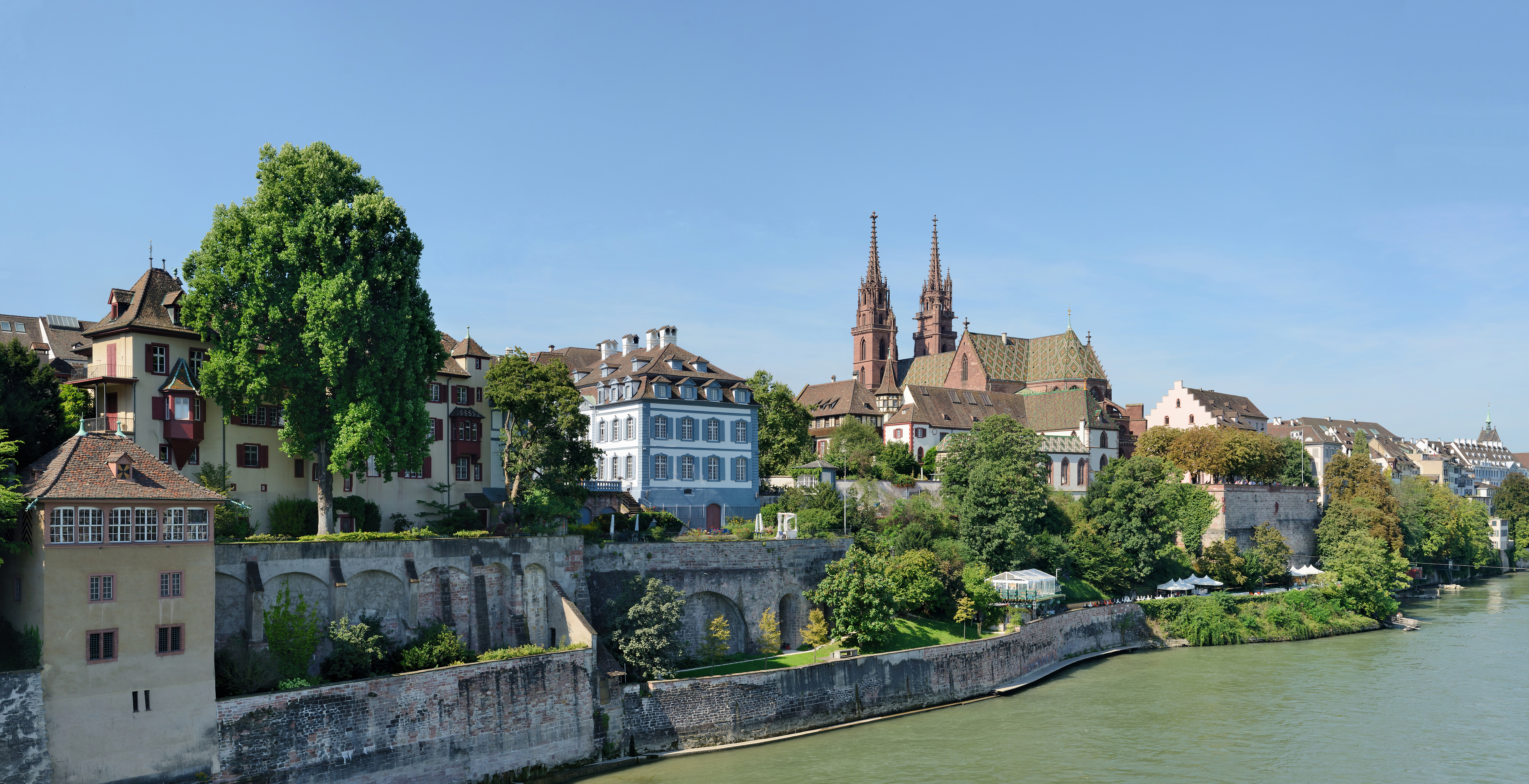
Basel

Der Anteil der in Städten lebenden Einwohnern ist in Deutschland größer als im weltweiten Durchschnitt. Die Liste der Städte in Deutschland enthält eine vollständige Auflistung aller 2059 Städte in Deutschland. 2004 lebten 25,3 Millionen Einwohner (= 30 %) in 82 Großstädten über 100.000 Einwohner. Die elf Agglomerationsräume mit mehr als einer Million Einwohnern (davon drei mit je mehr als drei Millionen Einwohnern) zählen allein rund 25,6 Millionen Menschen.
In Österreich existierten im Jahr 2004 über 200 Städte, darunter fünf Großstädte einschließlich Wien, das als Agglomeration fast zwei Millionen Einwohner aufweist, sowie 72 Städte, mit mehr als 10.000 Einwohnern (dazu Liste der Städte in Österreich).
In der Schweiz gab es 2010 rund 230 Städte, darunter sechs Großstädte und 139 Städte mit mehr als 10.000 Einwohnern (dazu Liste der Städte in der Schweiz). Zu den Großstädten der Schweiz zählen Basel, Bern, Genf, Lausanne, Winterthur und Zürich.
In Europa (bis zum Ural) befanden sich (2004) etwa 17 Agglomerationen mit mehr als drei Millionen Einwohnern und etwa 35 Städte mit mehr als einer Million Einwohnern (dazu Liste der größten Städte der Europäischen Union).
Weltweit existieren (2006) über 134 Agglomerationen mit mehr als drei Millionen Einwohnern, mehr als 62 Städte mit mehr als 3 Millionen Einwohnern und über 310 Städte mit mehr als einer Million Einwohnern. Seit dem Jahr 2006 wohnt mehr als die Hälfte der Weltbevölkerung in Städten, während 1950 noch 70 % auf dem Land lebten. Nach Prognosen der UNO wird der weltweite Anteil der städtischen Bevölkerung bis 2030 auf über 60 % steigen (siehe Liste der größten Metropolregionen der Welt). Ihre Einwohnerschaft ist oftmals ethnisch, sprachlich, sozial, kulturell, konfessionell sehr vielfältig.

### Stadtrecht

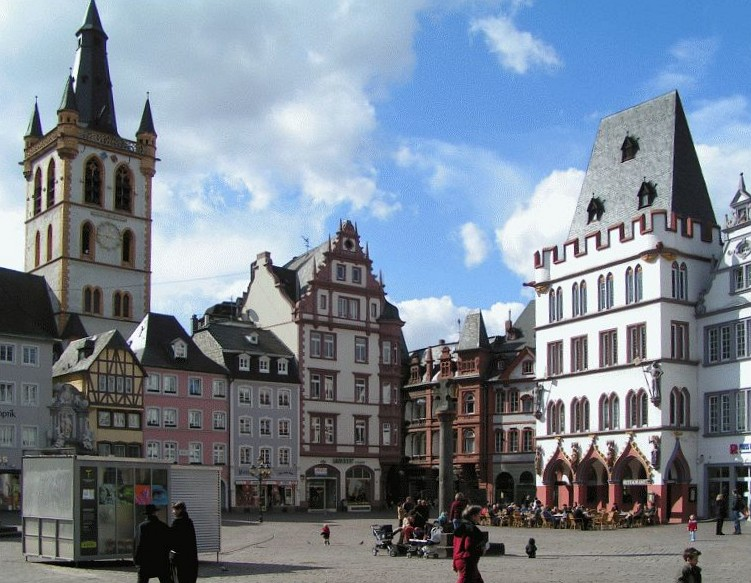
Hauptmarkt in Trier mit Marktkreuz; Trier erhielt im Jahr 958 das Marktrecht.

Der historische Stadtbegriff, der sich in Europa aus dem mittelalterlichen Stadtrecht herleitet, hatte als wesentliche Merkmale das Marktrecht, das Recht auf Selbstverwaltung, die Freiheit der Stadtbürger, das Recht auf Besteuerung, der Gerichtsbarkeit, die Aufhebung der Leibeigenschaft, das Zollrecht, das Recht zur Einfriedung und Verteidigung sowie das Münzrecht.
Im heutigen deutschen Sprachraum gibt es kein Stadtrecht mehr im eigentlichen Sinne, d. h. die Selbstverwaltung in den Städten regeln staatliche Grundsätze und Ländergesetze. Bei den Gemeindeordnungen in Deutschland handelt es sich um Landesgesetze, die jeweils vom Parlament eines Bundeslandes erlassen werden. Die Gemeindeordnung ist die „Verfassung“ einer Gemeinde. Die Bezeichnung Stadt ist ein Titel.
Titularstadt nennt man eine Gebietskörperschaft, die formell den Titel Stadt trägt und in der Regel eine eigenständige Gemeinde ist, der jedoch mehrere Elemente einer Stadt fehlen. Titularstadt wird gelegentlich – in Nichtübereinstimmung mit der historischen Bedeutung – ein Ort genannt, der im Zuge einer kommunalen Neugliederung das Stadtrecht verloren hat, z. B. im deutschen Bundesland Sachsen-Anhalt. In Einzelfällen wird der Zusatz aus historischen Gründen oder zur Differenzierung von anderen Orten als Teil des Namens geführt.
Auch heute noch ist das Überschreiten einer bestimmten Einwohnerzahl in den meisten Ländern nicht automatisch mit der Erhebung zur Stadt verbunden, sondern es bedarf eines ausdrücklichen Beschlusses einer höherrangigen Gebietskörperschaft – in Deutschland und Österreich ist dies das jeweilige Bundesland. Im Bundesland Oberösterreich wird seit 2002 als einziges Kriterium eine Bevölkerungszahl von über 4500 gefordert. In Deutschland gibt es mit dem Deutschen Städtetag eine eigene Organisation, in Österreich wird mit der Statutarstadt auch eine Verwaltungsfunktion festgelegt.
In den USA erfolgt der Erwerb von Stadtrechten über die Anerkennung einer eigenständigen Stadtverwaltung durch die nächsthöhere Verwaltungsorganisation. Eine Gemeinde gründet sich hierbei selbst und meldet die Selbstverwaltung als Municipal Corporation an.

### Stadtstatus
In Deutschland unterscheidet man rechtlich
- kreisangehörige Städte, die ebenso wie sonstige Gemeinden Träger der kommunalen Selbstverwaltung sind. Die Aufgaben und Rechte und Kompetenzen kreisangehöriger Städte unterscheiden sich nicht von denen der Gemeinden ohne Stadtrecht. Die Stadt, in deren Sitz die Kreisverwaltung (Landratsamt) liegt, wird auch als Kreisstadt bezeichnet. In einigen Bundesländern gibt es kreisangehörige Städte und Gemeinden mit bestimmten Sonderrechten (Sonderstatusstadt, Große Kreisstadt, Große kreisangehörige Stadt oder selbständige Gemeinde). Die kreisangehörigen Städte und Gemeinden sind im Deutschen Städte- und Gemeindebund organisiert.
- kreisfreie Städte, das sind solche Städte, die keinem Landkreis angehören. Sie bilden sozusagen einen eigenen Kreis. Im Gegensatz zu kreisangehörigen Städten haben kreisfreie Städte zusätzliche Aufgaben. So sind sie unter anderem untere staatliche Aufsichtsbehörde oder Aufgabenträger für den öffentlichen Nahverkehr. Diese Aufgaben werden bei Gemeinden (und damit auch kreisangehörigen Städten) von den Landkreisen wahrgenommen.

Alle zusammen, auch die kreisfreien Städte, sind Gemeinden.
Auf amtlichen topografischen Karten Deutschlands werden Städte in Versalien beschriftet. Diese Konvention wurde weithin von Herstellern von Straßenatlanten übernommen, jedoch in den digitalen Kartenangeboten nicht mehr fortgeführt.
In Österreich unterscheidet man zwischen Städten mit eigenem Statut (sind Gemeinden, die zugleich die Aufgaben eines Bezirkes übernehmen) und sonstigen Städten (sind Gemeinden, die zu einem Bezirk gehören). Eine Stadt mit eigenem Statut ist meist auch Sitz der Bezirkshauptmannschaft des Umland-Bezirks, der auch in den meisten Fällen so heißt (zum Beispiel Innsbruck-Stadt und Innsbruck-Land). Heute kann jede Stadt mit mehr als 20.000 Einwohnern ein eigenes Statut anfordern. Eine der kleinsten Städte überhaupt ist das niederösterreichische Hardegg: Mit allen eingemeindeten Orten hat es 1384 Einwohner, die eigentliche ursprüngliche Stadt jedoch nur 78. Die tatsächlich kleinste Stadt Österreichs ist Rattenberg mit 405 Einwohnern.
In der Schweiz gelten Ortschaften dann als Stadt, wenn sie entweder mehr als 10.000 Einwohner haben (Stadt im statistischen Sinne) oder wenn ihnen im Mittelalter das Stadtrecht verliehen wurde (Stadt im historischen Sinne). Verwaltungsrechtliche Bedeutung hat der Begriff Stadt in der Schweiz nicht.
In den Niederlanden ist der Stadtbegriff nicht an den Gemeindestatus gebunden. So werden oft Zentren von Großstädten und eingemeindete Orte aus historischen Gründen weiterhin als Städte bezeichnet.
Im Vereinigten Königreich unterscheidet man zwischen City und Town. Ein Ort darf erst dann als City bezeichnet werden, wenn die Königin oder der König diese zu einer solchen ernennt. In der Regel vergibt der Monarch diesen Titel erst dann, wenn die Siedlung eine Kathedrale besitzt. Die Großstadt Stockport ist beispielsweise keine City, sondern Town, wohingegen die Stadt Sunderland eine City ist. Der Verwaltungsbezirk Greater London ist keine City, aber innerhalb dieser Gebietskörperschaft gibt es die City of London und die City of Westminster.
In Schweden ging man bei der Gemeindereform von 1971 einen anderen Weg. Die Begriffe Stadt (stad) und Minderstadt (köping) wurden aus der verwaltungstechnischen Terminologie gestrichen und durch Ortschaft (tätort) ersetzt. Im allgemeinen Sprachgebrauch existiert die Bezeichnung stad für größere Siedlungen aber weiterhin.

### Siedlungsstruktur
Der Begriff Siedlungsstruktur beschreibt die Struktur der menschlichen Siedlungen. Darin ist die Verteilung der Bevölkerung im Raum, die Art und Dichte der Bebauung, Nutzungen, Infrastruktur und zentrale Einrichtungen enthalten.
Eine grundlegende Theorie zur Verteilung zentraler Nutzungen im Raum stammt von Walter Christaller. Anhand von Untersuchungen in Süddeutschland entwickelte er 1933 die Zentrale-Orte-Theorie. „Zentrale Orte“ besitzen einen Bedeutungsüberschuss: Sie sind Standort von Angeboten (zum Beispiel Einkaufsmöglichkeiten), die nicht nur von den eigenen Bewohnern, sondern regelmäßig auch von Einwohnern der Nachbargemeinden genutzt werden. Christaller entwickelte ein hierarchisches System zentraler Orte mit zehn Stufen. Orte höherer Hierarchie-Stufe besitzen weitere solcher Einrichtungen: Eine Großstadt besitzt nicht nur Einkaufsmöglichkeiten, sondern häufig auch eine Universität und spezialisierte Kliniken, die ein weiteres Umfeld versorgen. Das heute von der Raumordnung und Landesplanung genutzte System zentraler Orte besitzt (je nach Bundesland) vier bis fünf Stufen.
Die Siedlungsstruktur wird entsprechend dem föderalen Staatsaufbau in Deutschland auf mehreren Ebenen geplant:
- Raumordnung (auf Bundesebene insbesondere durch das Raumordnungsgesetz ROG)
- Landesplanung (umfassen das Bundesland, werden vom Landtag beschlossen)
- Regionalplanung (umfassen in Nordrhein-Westfalen Teile der Regierungsbezirke, in Süddeutschland mehrere Landkreise, beschlossen von der Regionalversammlung)
- Flächennutzungspläne (umfassen die Gesamtfläche einer Kommune, werden vom Stadt- oder Gemeinderat beschlossen).

### Stadtstruktur
Die Strukturen einer Stadt bestehen aus baulichen Elementen und aus Netzen. Sie müssen auf die Ausweitung und auf die Änderungen der Kapazitätsanforderungen der Stadt durch Ergänzungen, Komplettierungen oder Korrekturen angepasst werden. Lage, Bevölkerungsveränderungen, Bauwerke, Verkehrsstruktur, Netzwerke und Geschichte bestimmen und formen die Stadtentwicklung und die Eigenart der Stadt.
Die baulichen Elemente einer Stadtstruktur sind:
- Baulich: Die Gebäude, die Baublöcke und die zuzuordnenden Grundstücke
- Organisatorisch und Stadtplanerisch: Das Quartier, der Ortsteil, der Stadtteil und ggf. der Stadtbezirk, der Stadtkern
- Infrastrukturell mit
  - dem Verkehrssystem mit
    - dem öffentlichen Personennahverkehr mit Bahn, Bus, Taxis etc.
    - dem Straßennetz mit Autobahnen, Ringstraßen, Tangenten, Haupt- und Nebenstraßen, Wohnerschließungs- und Wohnstraßen
    - dem Radwegenetz
    - den Gehwegen und Fußgängerzonen

  - den Ver- und Entsorgungsnetzen für Wasser, Abwasser, Strom, Gas, Telekommunikation, Müllentsorgung

Die Stadt als Teil von Netzwerken:
- Räumlich: Umland, andere Städte, Regionen, Land und Länder, ggf. auch Europa oder die Welt.
- Funktional: Wirtschaft, Finanzwirtschaft, Handel, Politik, Soziales, Kultur, Sport usw.
- Politisch: Ortsteil- oder Stadtteilbeirat, ggf. Bezirksrat, Stadtrat, Kreis, ggf. Regierungsbezirk, Land, Staat, Europäische Union.
- Bevölkerungsspezifisch: Abstammung und Sprache, Religion, Soziale Schicht, Lebensalter.

## Die Entwicklung der Stadt (international)

### Stadtentwicklung und Stadtgeschichte
Städte entwickelten sich, je mehr Überschüsse ihre Bewohner durch ihre Arbeit erwirtschafteten. Dies führte zu immer weiterer arbeitsteiliger Spezialisierung ihrer Bewohner und zur Herausbildung typisch städtischer Tätigkeiten, etwa des Handels und des Handwerks. Durch den Tausch der selbst angebotenen Ware oder Dienstleistung gegen die von anderen entstand eine städtische Ökonomie, die sich in ihrer Komplexität erheblich von der ländlichen unterschied.
Die städtischen Funktionen, etwa der Handel mit anderen Regionen oder die Funktion als zentraler Ort für ein ländliches Umland, verlangen eine möglichst günstige Einbindung der Stadt in ihre Umgebung. Deshalb wurden die meisten Städte an sorgfältig ausgewählten Standorten gegründet, etwa an Kreuzungen bereits bestehender Handelsstraßen, an Flussübergängen oder an sturmgeschützten Meeresbuchten. Zur verkehrlich-wirtschaftlichen Bedeutung des Standorts kam häufig auch eine militärische, etwa um den Verkehr auf einer wichtigen Route kontrollieren zu können.

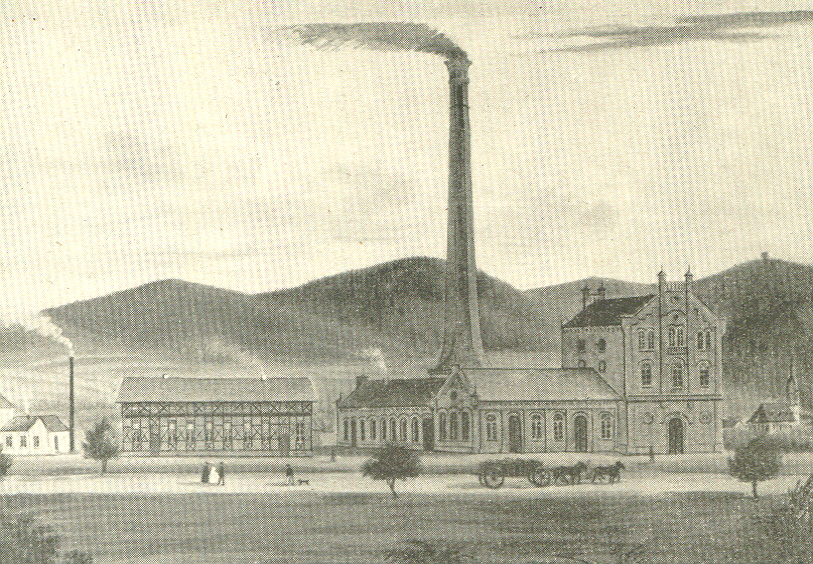
Neue Fabriken um 1860

Die wichtigste Änderung städtischer Entwicklung brachte die Industrialisierung. Durch den Bau der Eisenbahnen wurde die Verkehrszentralität von Städten neu definiert. Bisher eher abseits liegende Städte, die viele Bahnlinien an sich ziehen konnten, wurden zu wichtigen Zentren, andere Städte gingen den entgegengesetzten Weg. Die industrielle Revolution stellte die jeweiligen städtischen Ökonomien auf völlig neue Grundlagen. Städte, die sich der Ansiedlung von Industrie öffneten, wuchsen aufgrund des Arbeitskräftebedarfs der Fabriken rasch an; Städte, die sich der Entwicklung verschlossen, blieben in ihrem Wachstum zurück. Die städtebauliche Entwicklung sprengte die engen Grenzen der vorindustriellen Stadt, die Einrichtung innerstädtischer Verkehrssysteme wurde erforderlich.
Dieser Prozess wurde im 20. Jahrhundert durch eine bis heute anhaltende Entwicklung abgelöst: die Suburbanisierung, d. h., die bisher kompakte Stadt verliert Potentiale an das Umland. Bedingung hierfür war das Entstehen einer breiten Mittelschicht, die Eigenheime oder Reihenhäuser außerhalb der Stadt errichtete, sowie die Massenmotorisierung und ein besseres Bahnnetz zum Überwinden größerer Distanzen zwischen Wohnung und Arbeitsplatz. Die weiterhin anhaltende Suburbanisierung hat ökonomische, ökologische und soziale Folgen, etwa die Zersiedelung bisher unbebauter Räume, das anhaltende Wachstum des Autoverkehrs und bedingt auch eine soziale Entmischung der Bevölkerung.
Durch eine Entwicklung der Stadterneuerung mit politisch und baulich gestärkten dezentralen oder subzentralen Stadtbezirken oder Stadtteilen wurde dem Prozess der Suburbanisierung begegnet. Die Stadt gewinnt wieder an Bevölkerung und Kraft.

### Stadtgrundriss, Straßennetz und Stadtzentrum

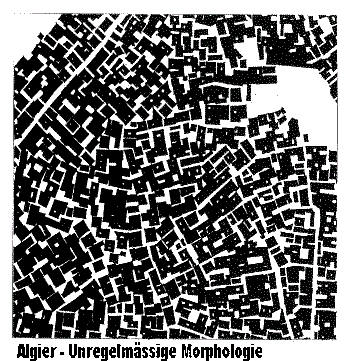
Unregelmäßige Morphologie (Algier)

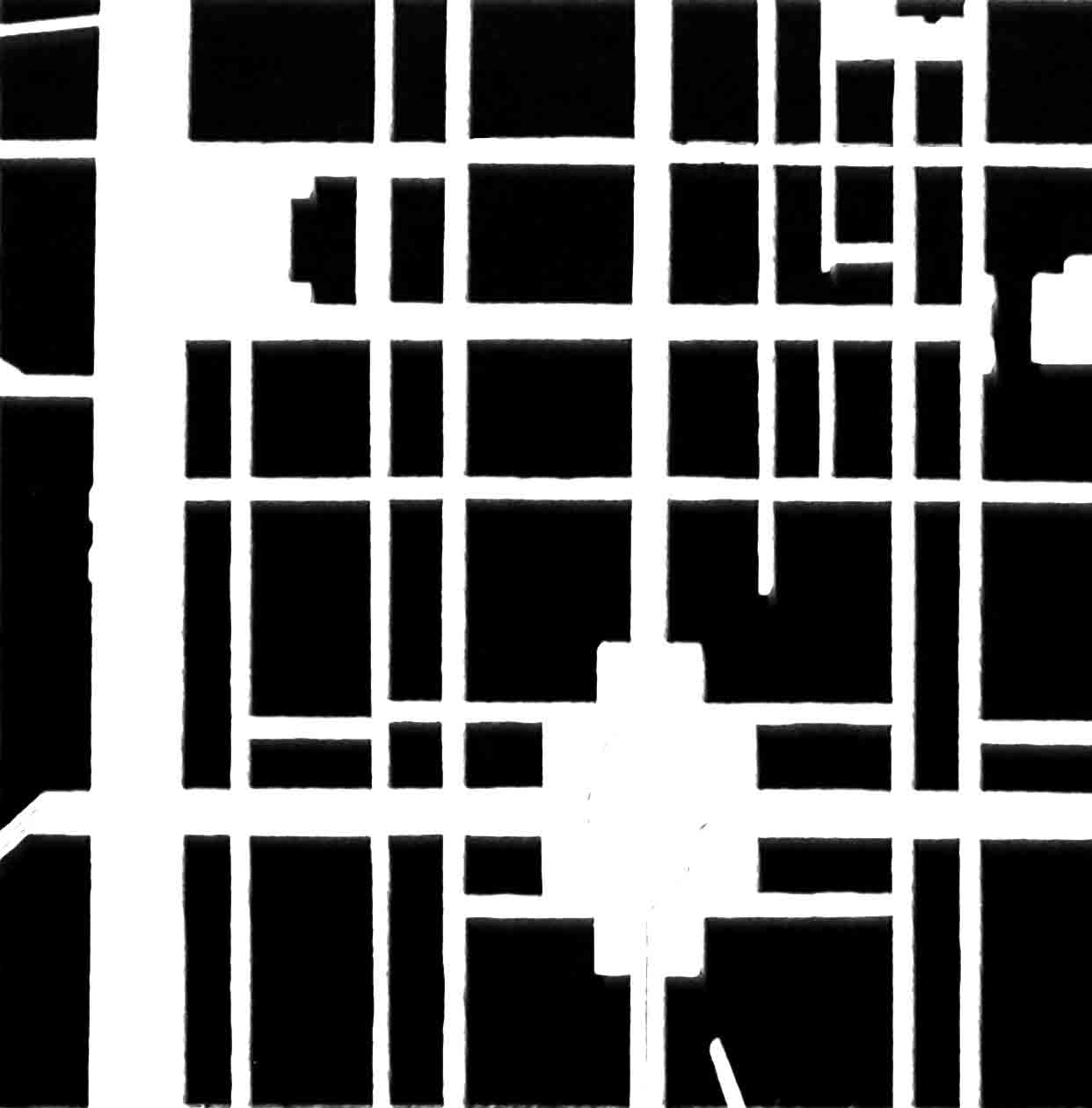
Regelmäßige Morphologie (Krefeld)

Die entwicklungsgeschichtlichen Unterschiede bedingen den Unterschied in der äußeren Gestalt von Städten sowie ihrer jeweiligen sozialen und funktionalen Struktur. Seit den Anfängen städtischer Siedlungsentwicklung (Urbanisierung) vor achttausend Jahren sind vor allem baulicher Grund- und Aufriss (oder Ansicht und Stadtbild, siehe unten) der Städte durch eine fortwährende Entwicklung und Veränderung gekennzeichnet. Dabei findet das siedlungsbezogene Planungs- und Gestaltungshandeln der Menschen seinen Ausdruck in jeweils spezifischem Stadtgrundriss und Stadtbild, die allerdings zugleich auch die jeweilige technologische Machbarkeit repräsentieren.
Sehr früh entstehen nach den Himmelsrichtungen nord-süd- oder ost-west-ausgerichtete rechtwinklige Straßenraster und Stadtgrundrisse (zum Beispiel altchinesische Städte, z. T. alt-amerikanische Städte). Ebenso bilden sich kreisrunde (zum Beispiel Bagdad), aber genauso Städte mit unregelmäßigem, sich dem Gelände anpassendem Umriss (zum Beispiel alt-griechische und organisch gewachsene deutsche mittelalterliche Städte). Jericho (ab 9000 v. Chr.) war nach biblischer Überlieferung offensichtlich eine der ersten Städte mit Stadtmauer. Hingegen besaßen die Städte des alten Kreta keine Stadtbefestigung und wurden um 2000 v. Chr. Opfer einfallender Kriegerscharen der Völkerwanderungen.
Regelmäßige Straßenraster sowie unregelmäßige Straßengrundrisse in einer Stadt erfahren im Lauf der Geschichte eine Abstufung in Haupt- und Nebenstraßen sowie Trennung in Fußgänger- und fahrenden Verkehr. Weiterhin entstehen im Straßennetz zentrale Plätze und besonders ab dem 19. Jahrhundert ausgesparte Baublöcke für allgemein öffentlich zugängige Parks. Wenn die Stadt beispielsweise von einem mächtigen Herrscherbau, einem überragenden kultischen Bauwerk (zum Beispiel Tempel) oder einer beherrschenden Wirtschaftsfunktion (zum Beispiel einem Hafen) stark abhängt, entsteht dort der hauptsächliche Platz, zu dem sich zumindest alle Haupt-, manchmal auch Nebenstraßen und alle Bebauung ausrichten. Das ganze Straßennetz und die gesamte Stadtbebauung laufen dann sternförmig auf dieses Stadtzentrum zu, zum Beispiel auf das barocke Schloss wie in Karlsruhe. Bei Hafenstädten verlagert sich das Stadtzentrum von der Stadtmitte zum Hafen hin wie bspw. in Alexandria (Ägypten) und Hamburg (Deutschland).
Der Traum von einer Idealstadt als stadtplanerische Vorstellung einer Stadt, die unter einheitlichen Gesichtspunkten wie wirtschaftlicher, gesellschaftlicher und politischer Organisation entworfen werden kann, war und ist eine soziale und ästhetische Utopie. Es gilt: „Die Stadt lebt!“
Für den mitteleuropäischen Raum lassen sich historisch bis zum 18. Jahrhundert allgemein vier verbreitete Stadtgrundrisstypen unterscheiden, abzüglich solcher meist topographisch begründeter Sonderformen wie zum Beispiel der Ville enveloppée:
- Straßenmarkttyp, auch Langzeilentyp, rein linear mit einer Straße oder erweitert zum Parallelstraßentyp (Beispiele: Bern, Lemgo)
- Querrippentyp, auch in Abwandlung als Fischgrätentyp (Beispiele: Prenzlau, Lübeck)
- Quadratrastertyp, auch Rechtecktyp, planmäßig angelegt seit der Antike
- radial-konzentrischer Typ, radähnlicher Aufbau, in der Regel keine Planstädte (Nördlingen, Soest)

Diese Stadtgrundrisstypen können in einer Stadt auch kombiniert auftreten. Ein bauhistorisch bekanntes Beispiel für eine solche Kombination mehrerer Grundrisstypen ist Hildesheim.

### Stadtbild, Bebauungshöhe und Baumaterial
Im Stadtbild, in der Ansicht oder in der Höhe ragen Städte heraus, zuerst aufgrund von Türmen (Zikkurat, so der Turm zu Babel, Babylon, oder die mittelalterlichen Kirchtürme), besonders jedoch ab dem 19. Jahrhundert, d. h. der Industrialisierung, der Erfindung des Aufzugs (Fahrstuhl/Lift) und dem Beginn des Hochhausbaus, wie etwa ab 1870–1880 Chicago und New York sowie heute Shanghai oder Frankfurt am Main. Lehm, Stein und Holz finden sich als Baustoff seit der Vor- und Frühgeschichte sowie heute Beton, Stahl und Kunststoffe. Wichtige Bauten liegen meist auf den hervorgehobenen Stellen (Anhöhen, zentrale Plätze), sind aus den dauerhafteren Materialien (zum Beispiel Stein, während die einfachen Häuser aus Lehm oder Holz sind) sowie künstlerisch am anspruchsvollsten gestaltet.

### Stadtviertel und Sozialstruktur
Stadtviertel bilden sich hierarchisch, d. h. die Oberschicht wohnt geräumig in den natürlich günstigen Stadtgebieten (mit viel Platz auf stabilem und gesundem Baugrund und angenehmem Stadtklima), untere Bevölkerungsschichten eng beieinander in den weniger günstigen Stadtgegenden (mit wenig Wohnraum auf eventuell sumpfigem Boden und schlecht durchlüfteter Umgebung, zum Beispiel in den Mietskasernen und Hinterhöfen Berlins, der um 1900 am dichtestbewohnten Stadt der Welt, Manhattans Lower East Side bis zum Ersten Weltkrieg oder in Hongkong nach dem Zweiten Weltkrieg). Oder Stadtviertel entstehen getrennt nach Berufen und Funktionen wie bestimmte Handwerkerviertel, Geschäftsviertel, Industrieviertel, Hafenviertel usw. Auch bilden sich Stadtviertel nach Herkunft ihrer Bewohner, zum Beispiel in Jerusalem Armenier-, Christen-, Moslemviertel, oder in New York Chinatown, Harlem oder Spanish Harlem.

### Historisch bedeutende Städte (bis etwa 1500)

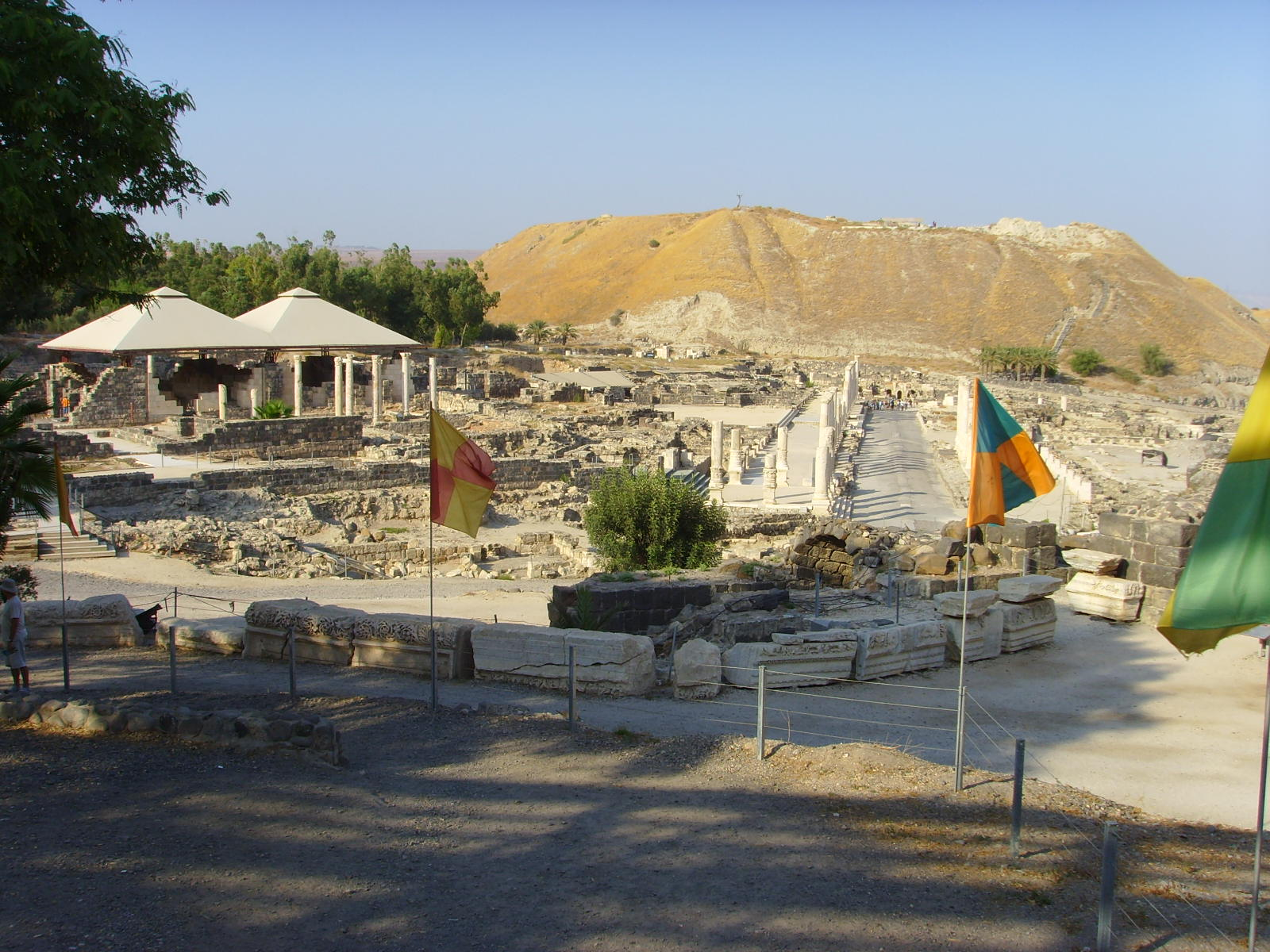
Jericho: Ausgrabungsfeld

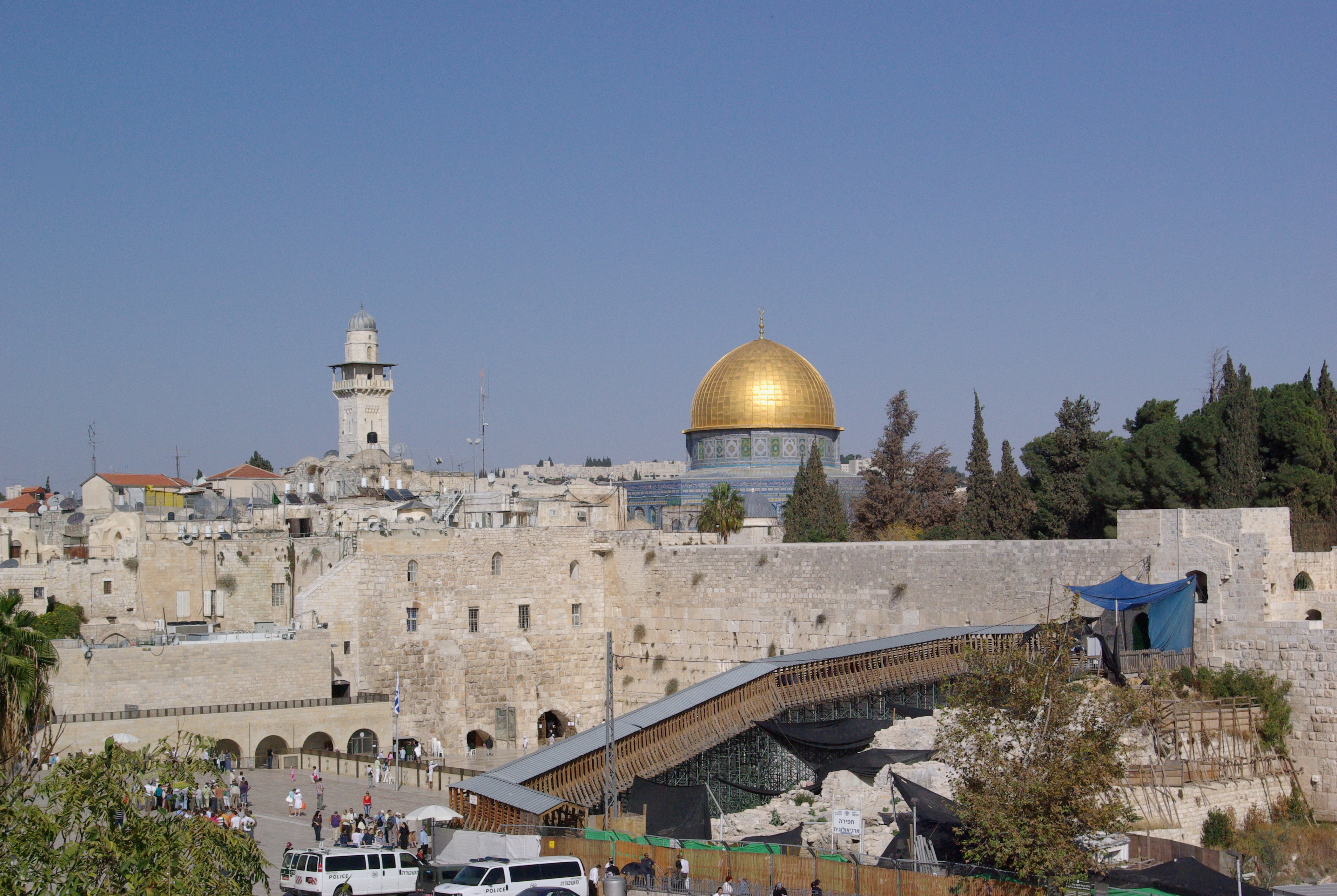
Jerusalem: Klagemauer und Felsendom

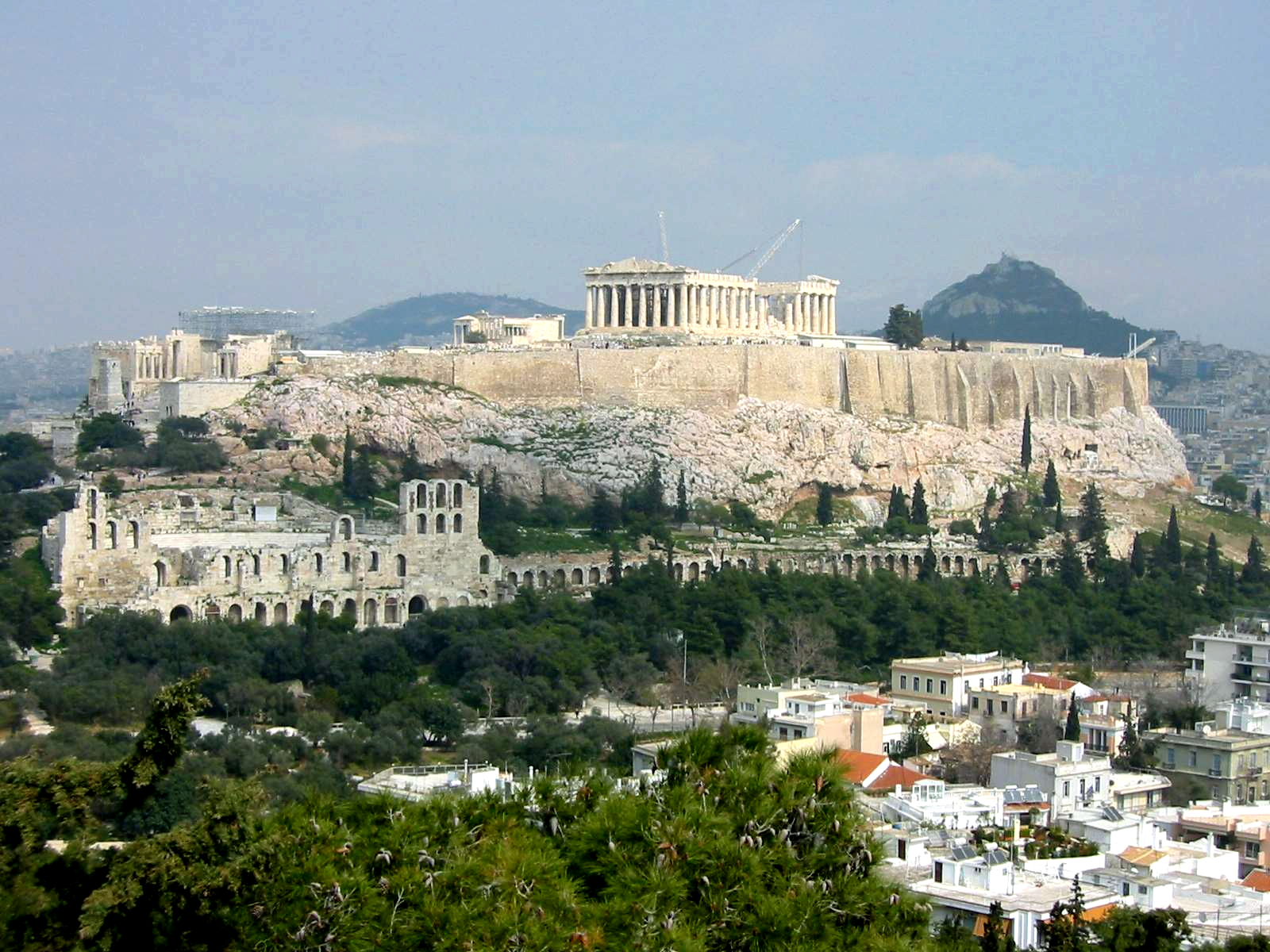
Athen: Akropolis

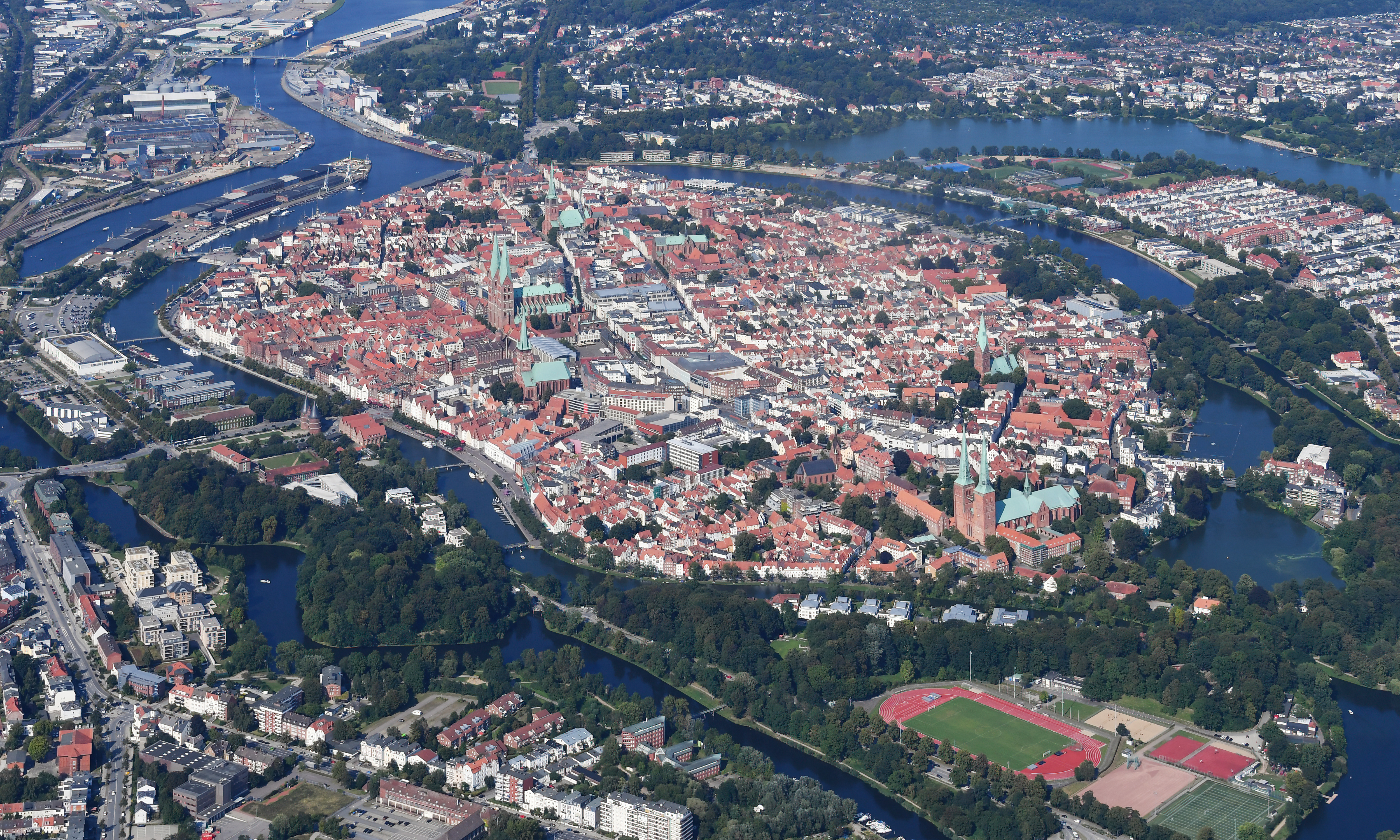
Lübeck: Innenstadt (Altstadt)

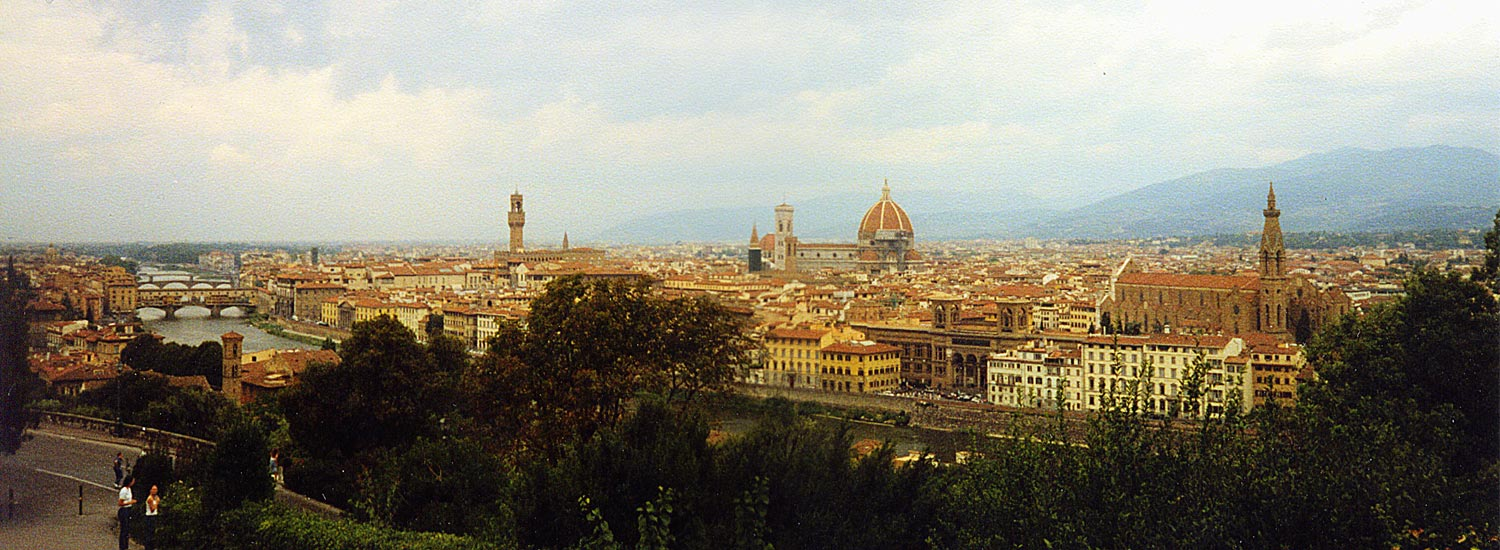
Florenz

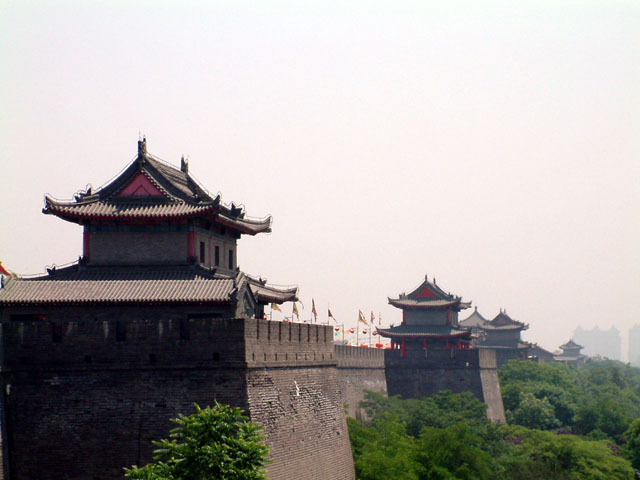
Xi’an: Krone der Stadtmauer

Die historisch bedeutenden sowie zugleich oft ältesten Städte entsprechen den Metropolen der bedeutenden Epochen der Menschheitsgeschichte und sind dort archäologisch oder überliefert nachweisbar. Diese Städte hatten teilweise schon mehrere zehntausend bis um eine Million Einwohner und waren die größten ihrer Epoche. All jene Städte weisen mehr oder minder die zuvor dargestellten Merkmale bezüglich Stadtgrundriss und Stadtbild, Stadtviertel und Sozialstruktur auf, jedoch in besonderen, in weiterführender Literatur einzeln beschriebenen Ausprägungen. Darauf wird hier aber nicht eingegangen.
Historisch bedeutende Menschheitsepochen sind: die jüngere oder endende Steinzeit in Klein- und Vorderasien (Türkei bzw. Israel und Palästina, ab etwa 9000 v. Chr.); Mesopotamien (ab etwa 5000 v. Chr.); Alt-Vorderasien (ab etwa 3000 v. Chr.); Alt-Ägypten (ab etwa 2500 v. Chr.); Phönizien (ab Mitte des 2. Jahrtausend v. Chr.); Alt-Iran (ab etwa 1000 v. Chr.); Alt-Griechenland (ab etwa 1000 v. Chr.); Hellenismus (ab etwa 400 v. Chr.); Römisches Reich (ab etwa 200 v. Chr.); Byzantinisches Reich (ab etwa 600); die mittelalterliche Hanse (ab ca. 1200); Renaissance (ab etwa 1400); die Islamische Expansion (ab etwa 650); Alt-Indien (ab etwa 4000 v. Chr.); Indisches Mittelalter (ab etwa 600); Alt-Südostasien (ab etwa 500); Alt-China (ab etwa 1000 v. Chr.); Mongolische Reiche (ab 1190); Alt-Japan (ab etwa 300 v. Chr.); Alt-Amerika (ab etwa 300 v. Chr.). Beispiele historisch bedeutender Städte nach genannten Epochen sind:
- Jüngere oder endende Steinzeit in Klein- und Vorderasien (ab etwa 9000 v. Chr.)
  - Jericho (ab etwa 9000 v. Chr., heute in Palästina)
  - Çatalhöyük (ab etwa 7000 v. Chr., heute in der Türkei)
- Mesopotamien (ab etwa 5000 v. Chr.)
  - Susa (ab etwa 4000 v. Chr., heute in Iran)
  - Eridu (ab etwa 4500 v. Chr., heute im Irak)
  - Uruk (ab etwa 3500 v. Chr., heute im Irak)
  - Akkad (spätes 3. Jahrtausend v. Chr., heute im Irak)
  - Ur (ab etwa 2500 v. Chr., heute im Irak)
  - Aššur (ab 3. Jahrtausend v. Chr., heute im Irak)
  - Babylon (ab etwa 1800 v. Chr., heute im Irak)
- Alt-Vorderasien (ab etwa 3000 v. Chr.)
  - Troja (ab etwa 3000 v. Chr., heute in der Türkei)
  - Milet (ab 3. Jahrtausend v. Chr., heute in der Türkei)
  - Ḫattuša (ab dem 17. Jh. v. Chr., heute in der Türkei)
  - Byblos (ab 3. Jahrtausend v. Chr., heute im Libanon)
  - Jerusalem (ab etwa 1850 v. Chr., heute in Israel)
- Alt-Ägypten (ab etwa 2500 v. Chr.)
  - Memphis (Altes Reich, ab etwa 2500 v. Chr.)
  - Theben (das „hunderttorige Theben“, ab etwa 1500 v. Chr.)
- Phönizien (ab Mitte des 2. Jahrtausend v. Chr.)
  - Tyros (ab Mitte des 2. Jahrtausend v. Chr., heute im Libanon)
  - Karthago (ab dem 9./8. Jh. v. Chr., heute in Tunesien)
- Alt-Iran (ab etwa 1000 v. Chr.)
  - Persepolis (ab etwa 600 v. Chr.)
- Alt-Griechenland (ab etwa 1000 v. Chr.)
  - Korinth (ab dem 10. Jh. v. Chr.)
  - Athen (ab dem 7. Jh. v. Chr., Blüte ab etwa 500 v. Chr.)
- Hellenismus (ab etwa 400 v. Chr.)
  - Alexandria (ab etwa 400 v. Chr., heute in Ägypten)
- Römisches Reich (ab etwa 200 v. Chr.)
  - Byzanz (ab dem 7. Jh. v. Chr.)/Konstantinopel (ab 337, heute in der Türkei)
  - Rom (ab 753 [?] – vmtl. ab dem 7. Jh. v. Chr., heute in Italien)
  - Trier (ab etwa 30 v. Chr., heute in Deutschland)
  - Colonia Claudia Ara Agrippinensium/Köln (ab 50 n. Chr., heute in Deutschland)
- Byzantinisches Reich (ab etwa 600)
  - Konstantinopel (Blüte ab etwa 600, später Osmanisches Reich: Istanbul, heute in der Türkei)
  - Thessaloniki (ab 315 v. Chr., Blüte ab etwa 600 als Zweitregierungssitz neben Konstantinopel, heute in Griechenland)
- Europäisches Mittelalter (ab etwa 500)
  - Prag (ab etwa 1230, heute in Tschechien)
  - Köln (um 1180 größte deutsche Stadt, hatte neben Jerusalem, Konstantinopel und Rom den Titel Sancta im Namen)
  - Lübeck (Hauptort der Hanse ab 1227)
  - Gent (ab 11. Jh., heute in Belgien)
  - Paris (ab 12. Jh.)
  - Mailand (Hauptstadt des Lombardischen Bundes, ab 1167, heute in Italien)
  - Nürnberg (ab 12. Jh.)
  - Venedig (ab 998, heute in Italien)
- Renaissance (ab 15. Jh.)
  - Venedig (besonders ab 1402, heute in Italien)
  - Florenz (ab 15. Jh., heute in Italien)
- Islamische Expansion (ab etwa 650)
  - Córdoba (ab 756, heute in Spanien)
  - Kairouan (ab etwa 670, heute in Tunesien)
  - Kairo (ab 969, heute in Ägypten)
  - Timbuktu (ab etwa 1400, heute in Mali)
  - Bagdad (ab etwa 750, heute im Irak)
  - Isfahan (ab 1051, heute in Iran)
  - Delhi (ab 1206, heute in Indien)
- Alt-Indien (ab etwa 4000 v. Chr.)
  - Harappa (Induskultur, ab etwa 4000 v. Chr., heute in Pakistan)
  - Indraprastha (um 1200 v. Chr.) (später Sultanat von Delhi: Delhi)
  - Nalanda (ab 5. Jh. v. Chr.)
  - Pataliputra (ab 490 v. Chr.)
- Indisches Mittelalter (ab 7. Jh.)
  - Kanchipuram (ab 7. Jh.)
  - Gangaikonda Cholapuram (ab 1023)
  - Vijayanagar/Hampi (ab etwa 1343)
- Alt-Südostasien (ab etwa 500)
  - Bagan (ab Mitte 9. Jh.)
  - Angkor (ab etwa 900)
  - Ayutthaya (ab 1351)
- Alt-China (ab etwa 1000 v. Chr.)
  - Chang’an (ab 8. Jh. v. Chr. oder früher)/Xi’an (ab 1369)
  - Luoyang (ab 25)
  - Nanjing (ab 229)
- Mongolische Reiche (ab 1190)
  - Dadu (ab 1215)/Peking (ab 1408, heute in China)
  - Karakorum (ab 1235)
  - Sarai (ab 1242, heute in Russland)
  - Samarqand (ab 1369, heute in Usbekistan)
- Alt-Korea (ab etwa 2300 v. Chr.)
  - Pjöngjang (ab etwa 2300 v. Chr.)
  - Seoul (ab 18 v. Chr.)
- Alt-Japan (ab etwa 300 v. Chr.)
  - Asuka-kyō (ab etwa 270)
  - Osaka (ab etwa 3. Jh.)
- Alt-Amerika (ab etwa 300 v. Chr.)
  - Teotihuacán (ab etwa 100 v. Chr., heute in Mexiko)
  - Monte Albán (ab etwa Chr. Geb., heute in Mexiko)
  - Tikal (ab 2. Jh., heute in Guatemala)
  - Calakmul (ab etwa 500, heute in Mexiko)
  - Tōllān Xicocotitlān (Tula) (ab 10. Jh., heute in Mexiko)
  - Tenochtitlan (ab 14. Jh., heute in Mexiko)
  - Tiahuanaco (ab etwa 300 v. Chr., heute in Bolivien)
  - Huari/Wari (ab etwa 600, heute in Peru)
  - Chan Chan (ab etwa 1000, heute in Peru)
  - Cusco (ab etwa 13. Jh., heute in Peru)

### Die neuzeitlich größten Städte und Stadtregionen (ab etwa 1500)

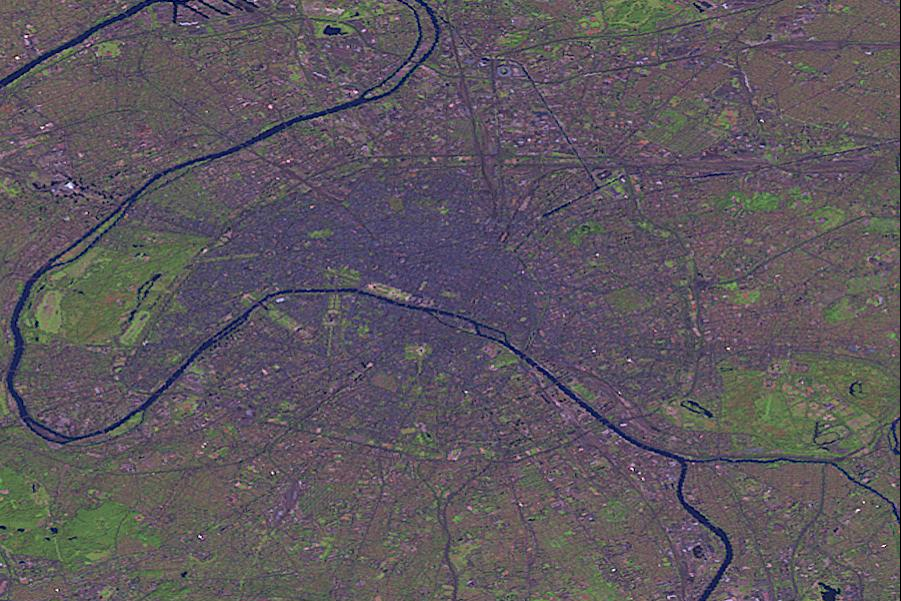
Paris: Satellitenbild

Londinium: antike Karte

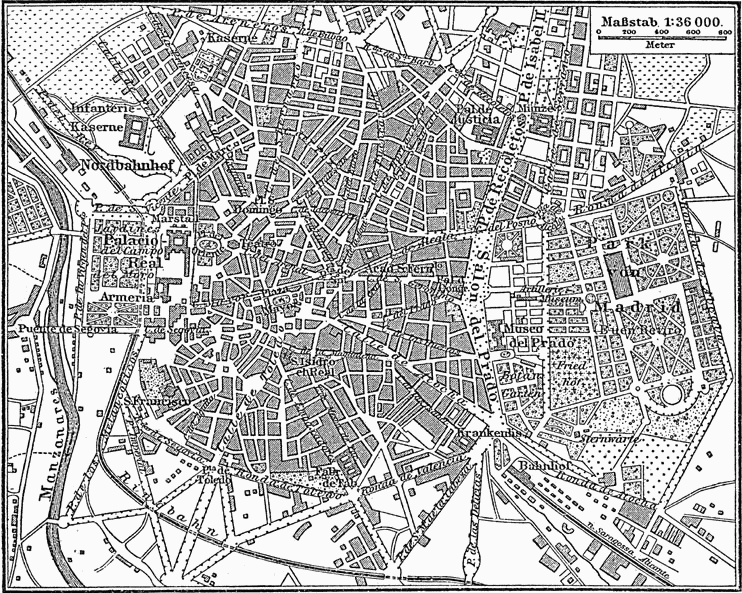
Madrid um 1888

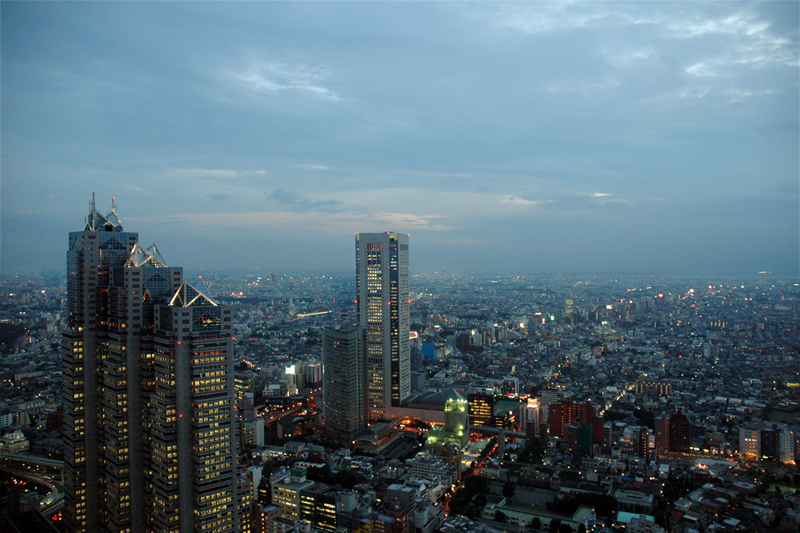
Tokio

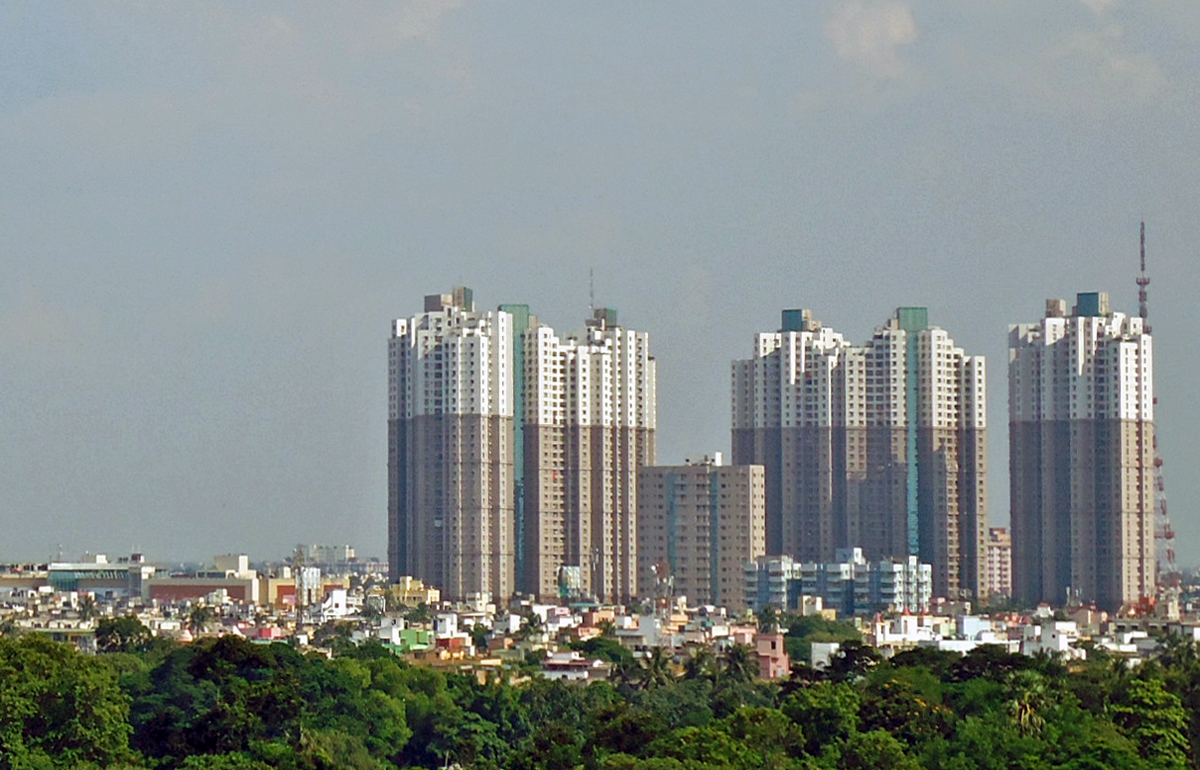
Kalkutta: Zentrum

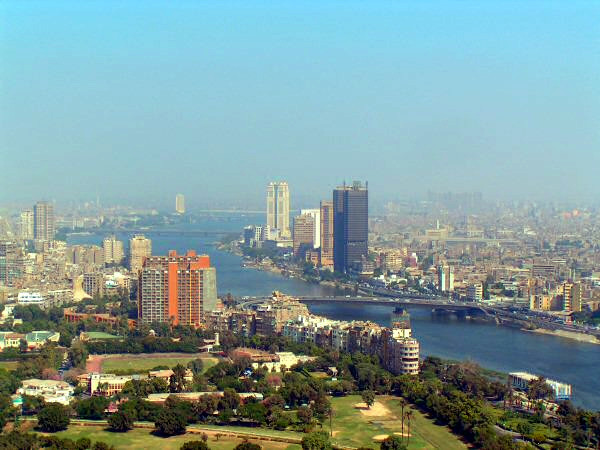
Kairo: Zentrum

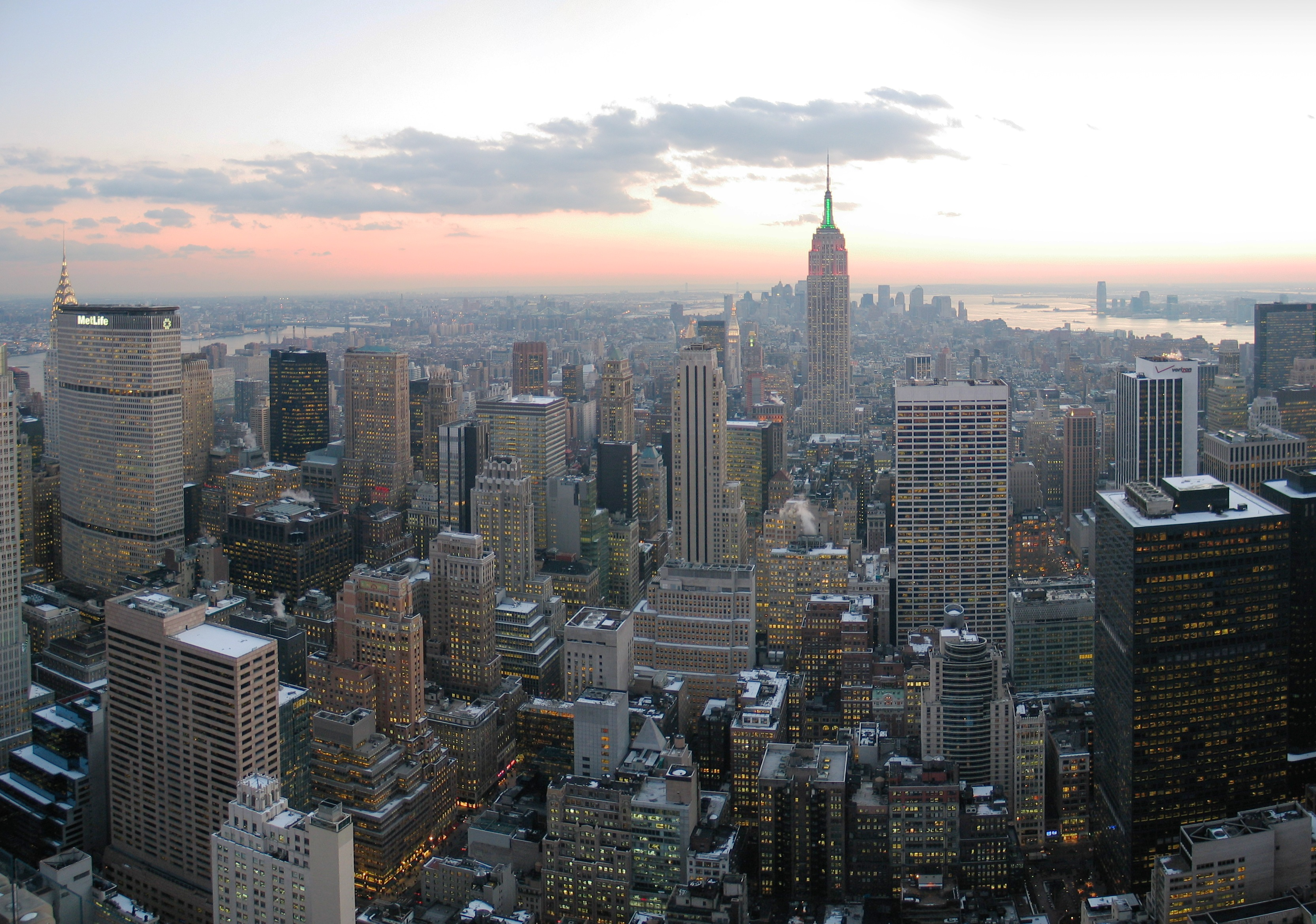
New York: Midtown und Lower Manhattan

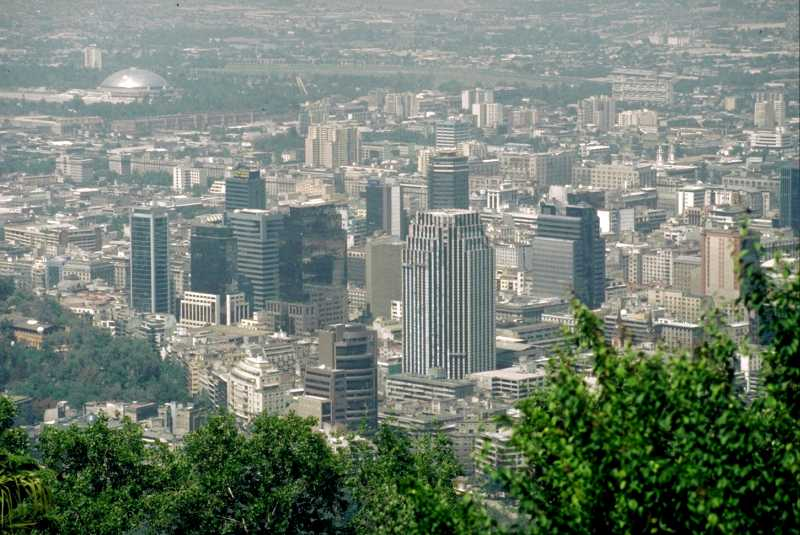
Santiago de Chile: Stadtzentrum

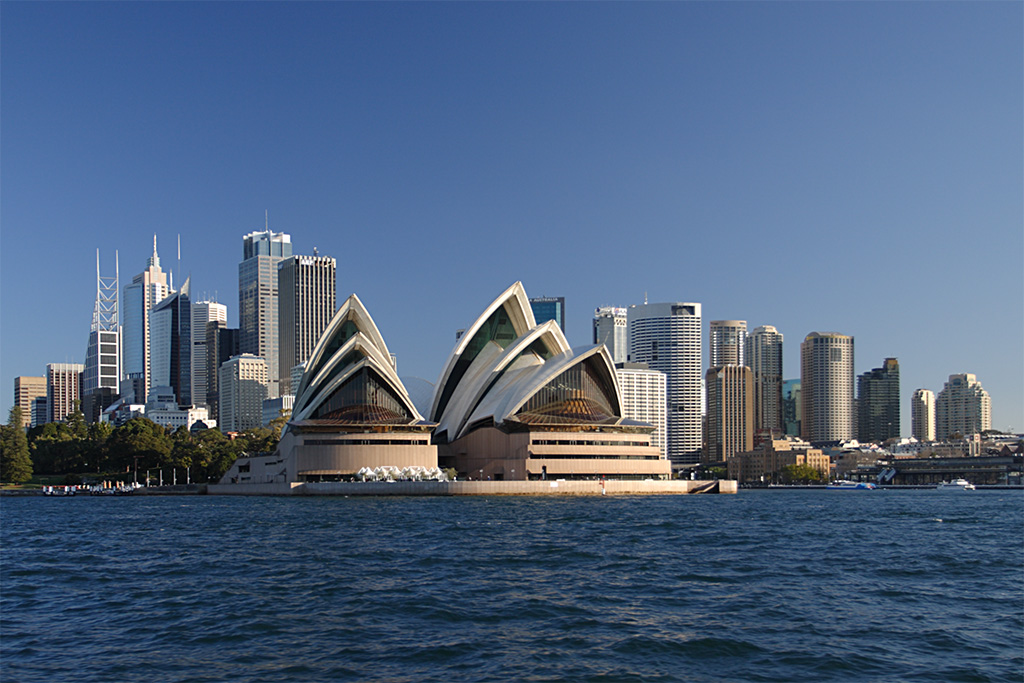
Sydney: Opera House

Die Menschheit verteilte und verteilt sich nicht gleichmäßig über die Erde, sondern ballt sich in gemäßigten oder küstennahen Erdregionen, historisch ausgehend von den günstigen Naturräumen wie Flusstälern, buchtenreichen Küsten, klimatisch angenehmen Hochebenen in Tropen und Subtropen. Die Bevölkerungsdichte ist von jeher ein gewichtiger Ausdruck allgemeiner und besonders wirtschaftlicher Leistungskraft. Dabei fällt jedoch auf, dass die meisten Über-Zehn-Millionen-Städte in Schwellenländern liegen, allerdings solchen mit überdurchschnittlichen wirtschaftlichen Zuwachsraten wie in China und Indien. Nachfolgend aufgezählte Städte sind die größten neuzeitlichen (ab etwa 1500) und gegenwärtigen Städte bzw. dichtest besiedelten Stadtregionen. Sie haben in unserer Gegenwart oft weit über zehn Millionen Einwohner, stellen die derzeit globalen bedeutendsten Wachstumszentren dar und vereinigen oft fünfzig und mehr Prozent der gesamten Ressourcen (Bevölkerung, Energie usw.) und der Wirtschaft des Staates, in dem sie liegen, auf sich; z. B. Mexiko-Stadt (etwa sechzig Prozent der mexikanischen Ressourcen und Wirtschaft), Buenos Aires (etwa 50 % der argentinischen Ressourcen und Wirtschaft) oder Seoul (Südkorea).
Besonders seit den 1990er Jahren, mit der sogenannten Globalisierung, überschritten die Einwohnerzahlen dieser Stadtregionen rasant die Zehnmillionengrenze. Andere Riesenstädte mögen folgen, wobei China (ähnlich: Indien) trotz seines Verstädterungsgrades von erst um dreißig Prozent, aber mit bereits mehr als zwanzig Städten über fünf Millionen Einwohnern, die sich rasch der Zehnmillionengrenze nähern, jegliche bisherigen Dimensionen sprengt. Die meisten Über-Zehn-Millionen-Städte hat Asien, die meisten Menschen in Städten leben jedoch in Lateinamerika. Die größten globalen Stadtregionen sind:
- Europa:
  - Paris (Frankreich)
  - London (Vereinigtes Königreich)
  - Moskau (Russland)
  - Metropolregion Rhein-Ruhr (Deutschland)
  - Istanbul (Türkei)
  - Mailand (Italien)
  - Madrid (Spanien)
  - Berlin (Deutschland)
  - Rom (Italien)
  - Athen (Griechenland)
  - Wien (Österreich)
- Asien:
  - Tokio (Japan)
  - Osaka (Japan)
  - Chongqing (Volksrepublik China)
  - Shanghai (Volksrepublik China)
  - Peking (Volksrepublik China)
  - Hongkong (Volksrepublik China)
  - Shenyang (Volksrepublik China)
  - Tianjin (Volksrepublik China)
  - Guangzhou (Volksrepublik China)
  - Ho-Chi-Minh-Stadt (ehemals Saigon, Vietnam)
  - Seoul/Sŏul (Südkorea)
  - Jakarta (Indonesien)
  - Bangkok (Thailand)
  - Delhi (Indien)
  - Kalkutta/Kolkata (Indien)
  - Bombay/Mumbai (Indien)
  - Karatschi (Pakistan)
  - Manila (Philippinen)
  - Cebu City (Philippinen)
  - Davao City (Philippinen)
  - Taipeh (Republik China)
  - Pusan/Busan (Südkorea)
- Afrika:
  - Kairo/Al-Qahirah (Ägypten)
  - Lagos (Nigeria)
  - Kinshasa/Brazzaville (Kongo)
  - Khartum/Alo-Khartum (Sudan)
  - Johannesburg (Südafrika)
  - Addis Abeba (Äthiopien)
  - Casablanca/Ad-Dar-el-Beida (Marokko)
  - Kapstadt/Cape Town (Südafrika)
  - Daressalam/Dar es Salaam (Tansania)
- Amerika:
  - Mexiko-Stadt (Mexiko)
  - New York City (Vereinigte Staaten)
  - Buenos Aires (Argentinien)
  - São Paulo (Brasilien)
  - Los Angeles (Vereinigte Staaten)
  - Chicago (Vereinigte Staaten)
  - Lima (Peru)
  - Bogotá/Santa Fe de Bogotá (Kolumbien)
  - Santiago de Chile (Chile)
  - Rio de Janeiro (Brasilien)
  - Toronto (Kanada)
  - Montreal (Kanada)
- Australien/Ozeanien:
  - Sydney (Australien)
  - Melbourne (Australien)
  - Auckland (Neuseeland)

## Die Entwicklung der Stadt in Europa

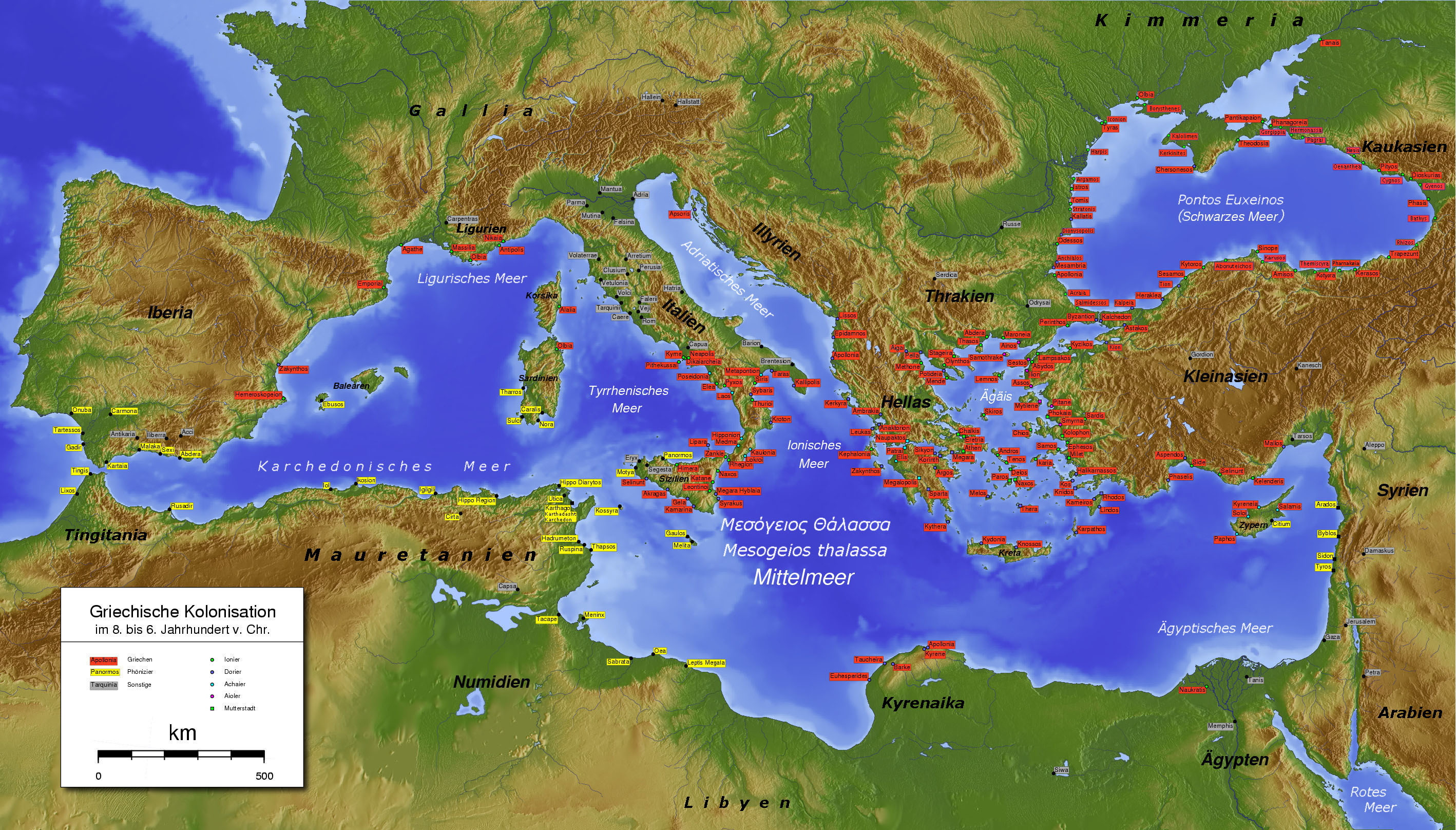
Griechische und phoenikische Kolonisation

### Die Antike
Die abendländische Stadt hat ihre Wurzeln in der griechisch-römischen Kultur der Antike.

#### Griechische und phönizische Kolonisation
Die Kultur der Polis im antiken Griechenland, 800–338 v. Chr. (Sparta, Korinth, Athen), verbreitete sich nach Kleinasien (Milet, Ephesos) und bis zur Krim, nach Megale Hellas („Großgriechenland“), d. h. Sizilien (Syrakus) und Unteritalien (Tarent), ferner nach Südfrankreich (Marseille), nach Nordafrika (Kyrene) und später im Hellenismus im gesamten Orient.
Im Rahmen der griechischen Kolonisation bestanden in der Regel zwischen der Neugründung und der Mutterstadt kultische und politische Bindungen, etwa von Syrakus zur Mutterstadt Korinth (vgl. hier zum Beispiel Timoleon). Vergleichbare Entwicklungen machten auch nicht-griechische (phönizische, etruskische, latinische) Stadtstaaten durch; typische Beispiele dafür sind Karthago, Veii oder Rom.

#### Imperium Romanum

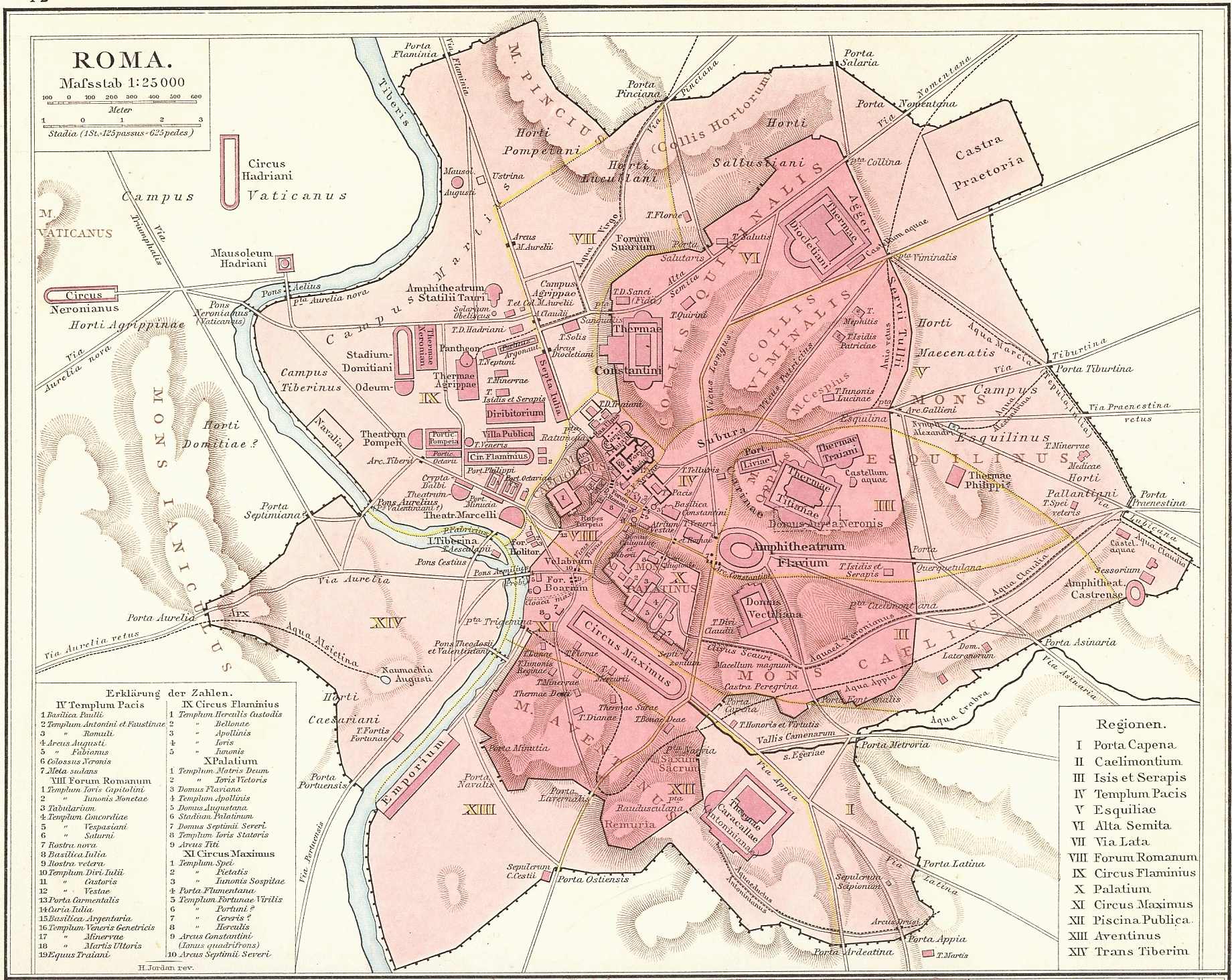
Rom im Altertum

Im Imperium Romanum kam es vor allem in Westeuropa, aber auch in der römischen Provinz Africa sowie auf dem Balkan, zu einem Urbanisierungsschub (der östliche Mittelmeerraum war bereits vorher stark städtisch geprägt). Als Blütezeit der antiken Stadt kann man das 1. bis 3. Jahrhundert sehen, viele antike Ruinen datieren aus dieser Zeit. Rom hatte in dieser Epoche eine differenzierte Stadtstruktur mit fast 1.000.000 Einwohnern.
Eine Stadt kann bestimmt sein durch ihre Hauptfunktion, staatsrechtliche und religiöse Rolle, sowie durch die Art, wie die Stadt Zugang zur römischen Welt gefunden hat. Des Weiteren lassen sich Orte darin unterscheiden, ob sie rituell gegründet wurden oder nicht. Mit ritueller Gründung sind Oppidum und Colonia (Rom). Ohne rituelle Gründung sind Vicus und Municipium.
Römerstädte in Deutschland entstanden vornehmlich an Rhein und Donau, vor allem aus Legionslagern: Castra Regina (Regensburg), Augusta Vindelicorum (Augsburg), Confluentes (Koblenz), Colonia Claudia Ara Agrippinensium (Köln), Augusta Treverorum (Trier), Mogontiacum (Mainz), Sorviodurum (Straubing) und Colonia Ulpia Traiana (Xanten). In Österreich entstanden viele Römerstädte aus Legionslagern am Donaulimes, aber auch im Landesinneren: Vindobona (Wien) und Carnuntum bei Wien, Iuvavum (Salzburg), Lauriacum auf dem Stadtgebiet von Enns, Virunum bei Klagenfurt, Teurnia bei Spittal an der Drau sowie Flavia Solva bei Leibnitz. In der Schweiz sind folgende Römerstädte nachgewiesen: Augusta Raurica (Kaiseraugst), Aventicum (Avenches), Iulia Equestris/Noviodunum (Nyon) und Forum Claudii Vallensium (Martigny).
Die frühesten Wohnhäuser in den germanischen Provinzen waren Holzbauten mit verputzen Wänden, ab der Mitte des 1. Jahrhunderts n. Chr. jedoch durch Bauten mit Steinfundamenten ersetzt.
Die Struktur dieser römischen Stadt war hoch entwickelt und wurde im Laufe der Stadtgründung bei der Limitation (Vermessung) festgelegt. Ein charakteristisches Merkmal war das „Schachbrettmuster“ als Planstadt, welches aus den sich rechtwinklig schneidenden Straßen resultierte, die meist von einer Stadtmauer umschlossen waren. Bei Municipia, Civitas Hauptstädten oder Vici wurde das „Schachbrettmuster“ der Straßen nicht grundsätzlich angewandt. Die Regelmäßigkeit im Straßenbild ergab sich hier durch die Anlage der Straßen im rechten Winkel zu der Hauptdurchgangsstraße.

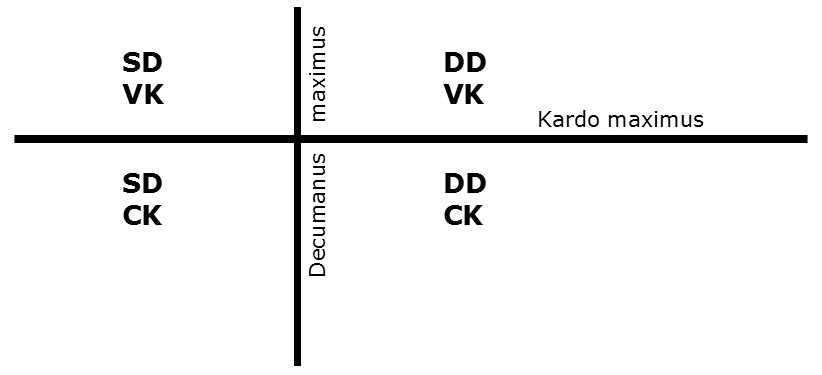
Römische Planstadt

Den Mittelpunkt einer römischen Stadt bildete der Schnittpunkt der von Ost nach West verlaufenden Hauptstraße (decumanus maximus) und der Nord-Süd-Achse (cardo maximus). Hier befand sich das Forum, wo sich der Großteil des politischen, religiösen und wirtschaftlichen Lebens abspielte. Des Weiteren wurde dort die Gerichtsbarkeit ausgeübt. Meist schloss sich an das Forum die Basilika an, in der öffentliche Versammlungen stattfanden. Zudem wurden in der Nähe des Forums noch das Kapitol (der Haupttempel) und für das öffentliche Leben wichtige Bauten, wie zum Beispiel Theater und Thermen errichtet. Um dieses Zentrum herum befanden sich die Wohnviertel (insulae), die zunächst meist aus einstöckigen Einzelwohnhäusern bestanden. Später kamen in den ärmeren Stadtvierteln auch mehrstöckige Mietshäuser hinzu. Zwischen ihnen lagen weitere Gebäude, wie der Zirkus, eine von Sitzreihen flankierte Rennbahn, oder kaiserliche bzw. Verwaltungspaläste.
Bei der rituellen Neugründung einer Stadt wurde nach dem ritus etruscus, nach Vorbild der Gründung Roms, vorgegangen. Zuerst wurde das augurium (Augur) eingeholt und der Ort bestimmt. Danach wurde der „Nabel der Stadt“ der mundus, eine Opfergrube, ausgehoben und mit Opfergaben gefüllt. Als Nächstes wurde das Pomerium gezogen, als äußere Grenze der Stadt mit ritueller Bedeutung. Das Pomerium wurde von einem Bronzepflug, mit einem weißen Stier und einer weißen Kuh vorgespannt, gezogen. Die Erdschollen fallen nach innen und symbolisieren den murus, die Furche symbolisiert den Graben. An den Torstellen wurde der Pflug ausgesetzt und hinübergetragen, sodass die Straße die heilige Grenze nicht verletze. Danach wurde die Vermessung der Stadt, die Limitatio, durchgeführt und die zwei Hauptachsen der Stadt, der decumanus maximus in West-Ost-Ausrichtung und der cardo maximus in Nord-Süd-Ausrichtung, festgelegt. Zuletzt wurde die Stadt geweiht.

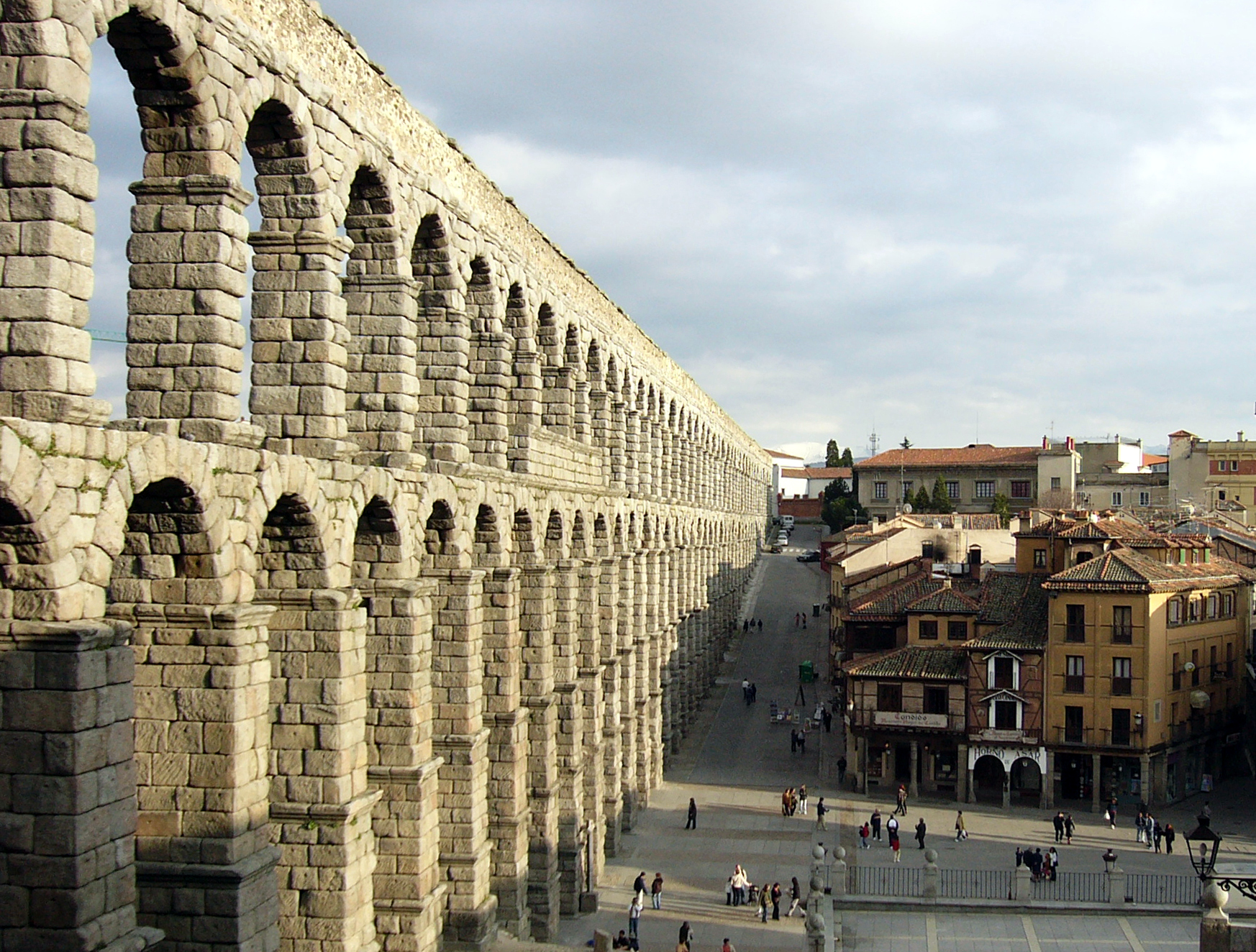
Das römische Aquädukt in Segovia

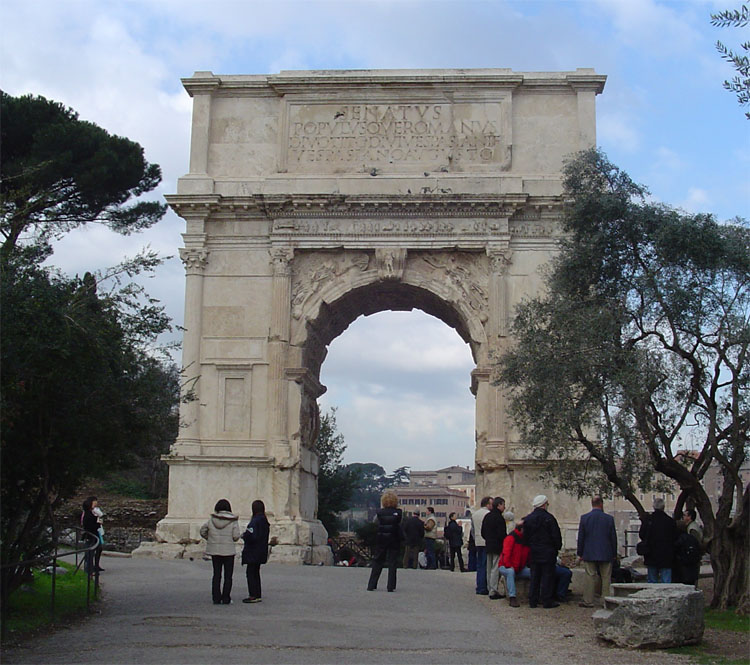
Der Titusbogen in Rom

Auch sanitär waren die Städte der Antike fortschrittlich: die Wasserversorgung wurde durch über- und unterirdische Wasserleitungen sowie die Aquädukte (brückenartige Überlandleitungen) gewährleistet. In den Städten wurde das Wasser mit Druckrohrleitungen verteilt. Damit wurden, unter anderem, so aufwändige Bauten wie die Thermen versorgt, in denen teilweise tausende Menschen Platz fanden. Diese stellten nicht nur mit ihrer prunkvollen Ausstattung, wie der Bodenheizung, dem warmen Wasser und den Säulenhallen, sondern vor allem mit ihren Leseräumen, Bibliotheken und Sportanlagen einen gesellschaftlichen Mittelpunkt dar. Um diese Steinbauten errichten zu können, wurde zu dieser Zeit der Mörtel erfunden. Dieser ermöglichte auch den Bau von öffentlichen Gebäuden, wie Sportarenen, eindrucksvollen Rundbauten und freistehenden Triumphbögen, welche die Macht Roms symbolisierten.
Während der frühen Kaiserzeit gab es eine gefestigte Schicht lokaler Eliten in den römischen Städten, denen die politische Führung auf kommunaler Ebene oblag. Das stabilste Element im Gesellschaftsgefüge bildete der Dekurionenstand (ordo decurionum), der maßgeblichen Einfluss auf das soziale und politische Leben in den Städten hatte. Die soziale Herkunft dieser Gruppe unterschied sich in den Provinzen. Dazu gehörten Ritter, die nach längerem Dienst in die Kommunen zurückkehrten oder wie in Niedergermanien lokale Eliten (Militärs, Kolonisten) oder wie in gallischen Provinzen der alte Stammesadel. Im Wesentlichen regelte jedoch das Geld den Zugang zu Ehrenämtern (honoratioren). Es musste ein Minimalvermögen nachgewiesen werden. Die lokalen Eliten waren zumeist Grundherren von benachbarten Gütern. Den meisten Dekurionen wurde als Anerkennung das römische Bürgerrecht verliehen. Da das Land nur von Zentralorten aus verwaltet werden konnte, bildete sich eine grundbesitzende Aristokratie heraus, die politisch alle entscheidenden Funktionen übernahm.
Das verhältnismäßig einfach strukturierte politische System auf kommunaler Ebene bestand aus zwei politischen Organen:
- Der Rat hatte meist 100 auf Lebenszeit bestellte Mitglieder. Er fungierte als beratende Versammlung und entschied über die für die Stadt aufzubringenden Leistungen.
- Die Magistratur bestand aus vier bis sechs Beamten (nur den Dekurionen zugänglich). Sie wurde von den zwei „Bürgermeistern“ (duoviri) geführt. Sie war für die Rechtsprechung, Verwaltung der Kassen, Polizei und Durchführung der Kulte zuständig. Von ihrer kapitalkräftigen Oberschicht erwarteten die übrigen Schichten die Sicherung der Lebensmittel- und Wasserversorgung, die Finanzierung aufwendiger Bauten und Spiele sowie die Repräsentation der Stadt. Sie waren dazu verpflichtet, die Steuern einzutreiben, für deren Einhaltung sie hafteten.

Die Tatsache, dass auf dem Dekurionenstand das Funktionieren der Stadt basierte, führte auch zum Niedergang der Städte in verschiedenen Reichsteilen. In der älteren Forschung herrschte die Ansicht vor, dass durch die Kosten für Militär und Bürokratie, die Oberschichten in der Spätantike ruiniert wurden. Sie konnten die Stadt nicht mehr versorgen und sie wurden außerdem zu Leistungen verpflichtet, die sie bis dahin freiwillig erbracht hatten. Massive Veränderungen im sozialen und politischen Gefüge waren die Folge. Soziale Aufsteiger, wie Händler und Handwerker, hatten Zugang zu den Ämtern. Ein System der Zwangsmitgliedschaft wurde schließlich eingeführt, wonach jeder Dekurio werden musste, der das erforderliche Mindestvermögen besaß.
Neueren Forschungen nach blühten die meisten spätantiken Städte offenbar noch bis ins späte 5. und frühe 6. Jahrhundert hinein auf. Erst aufgrund von Kriegen (zum Beispiel die islamische Expansion) bzw. im Westen auch aufgrund des weitgehenden Zusammenbruchs des römischen Verwaltungssystems und einem Niedergang des kulturellen Niveaus, kam es dann zu einem regional unterschiedlich stark ausgeprägten „Verfall“ städtischer Zentren und zum Niedergang der poleis (siehe Kastron).

### Stadtentwicklung im Mittelalter

#### Spätantike und Frühmittelalter

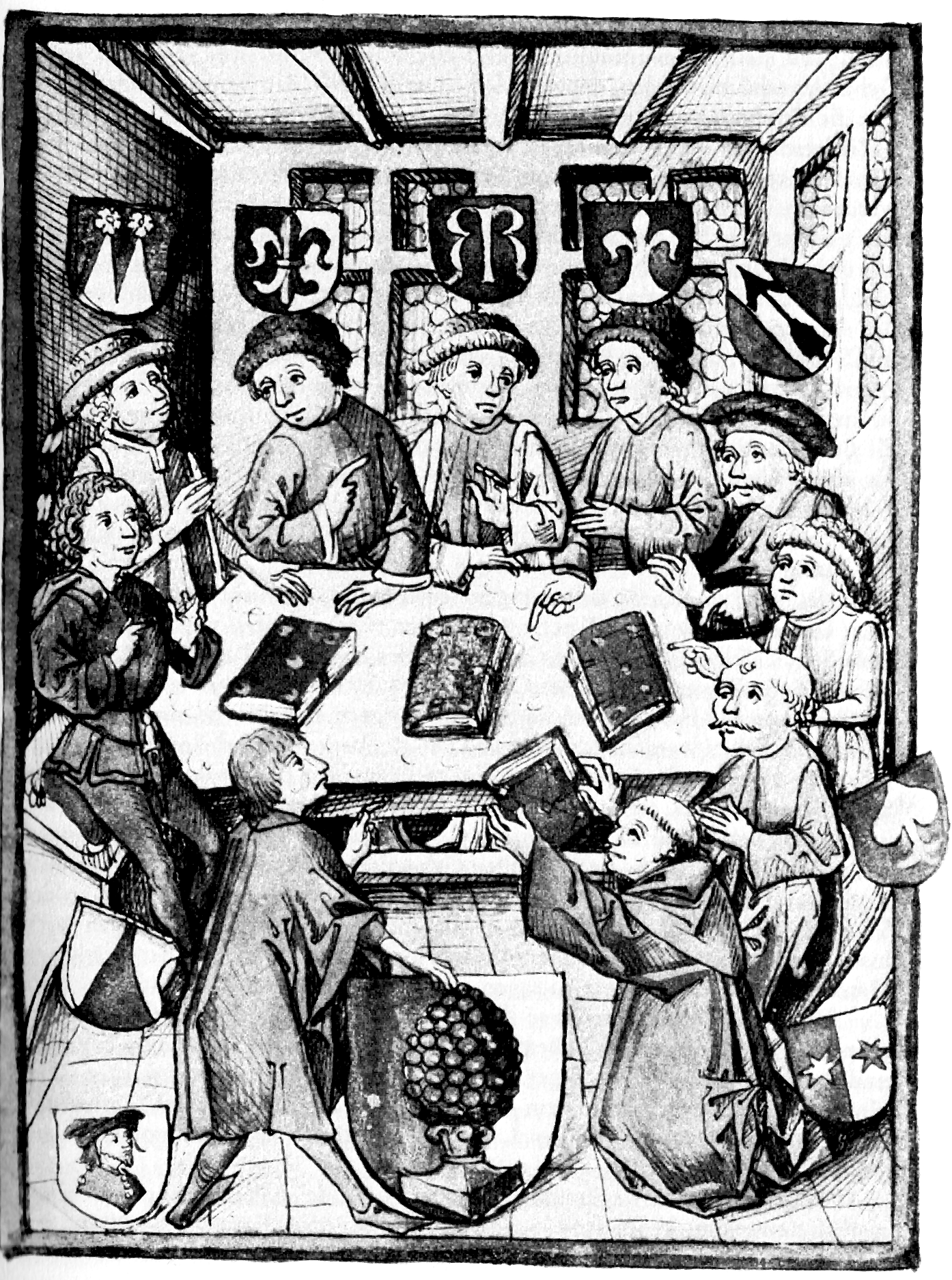
Darstellung einer spätmittelalterlichen Ratssitzung, die Bürger werden mit Wappen dargestellt

Mit der Völkerwanderung verfielen die Städte in Mitteleuropa weitgehend, wenngleich schon nach dem 2. Jahrhundert n. Chr. vielerorts ein Verfall von Bausubstanz und Infrastruktur eingesetzt hatte. Dieser lässt sich archäologisch unter anderem am Aufbrechen geschlossener Siedlungsstrukturen, der Gewinnung von Baumaterial aus öffentlichen Bauten und der Bebauung zuvor freier Plätze festmachen. Die zunehmenden kriegerischen Auseinandersetzungen führten dazu, dass vermehrt Stadtmauern gebaut wurden, über die zuvor nur wenige Städte in Gallien und Germanien verfügt hatten. Schon zu diesem Zeitpunkt umschlossen die neuen Mauern oft nur Teile der vorherigen bebauten Stadtteile.
Beginnend mit dem Alemanneneinfall von 260 waren nach und nach zunächst die rechtsrheinischen Limesstädte zerstört worden. Bis zum 5. Jahrhundert eroberten die Germanen auch die Römerstädte am Rhein. Nur noch in wenigen dieser Städte konnten sich geringe gallorömische Restbevölkerungen halten. Die Germanen selbst mieden die Städte und die von ihnen übrig gebliebenen Trümmerfelder als Siedlungsgebiete. Die bedeutenden Römerstädte blieben aber erhalten (zum Beispiel Trier, Köln, Regensburg, Bonn, Augsburg), wenn auch nicht in der Bausubstanz.
Ebenso kann für den salfränkischen und später merowingischen Bereich in Nordgallien ein stärkerer Erhalt von Bevölkerung und Strukturen der römischen Städte angenommen werden. So wurden 108 der 113 Civitates, die um das Jahr 400 herum in der Notitia Galliarum verzeichnet gewesen waren, unter den Merowingern zu Bischofssitzen. Dadurch entwickelte sich, ähnlich wie in wenigen Städten am Rhein, eine Kontinuität der spätrömisch-christlichen Tradition und eine fortgesetzte Funktion als religiöse und kulturelle Zentren. Zunächst übernahmen Bischöfe viele Funktionen der ehemaligen römischen Verwaltungsbeamten. Unter den überlieferten Namen der Bischöfe, Grafen und Heerführer (duces) in der frühmerowingischen Zeit lassen sich sowohl solche römischen als auch germanischen Ursprungs identifizieren, was auf eine weiterhin wichtige Rolle der gallorömischen Stadtbevölkerung hinweist. Viele der alten Stadtkerne wurden aber auch in Gallien aufgegeben und Neugründungen am Rand der ehemaligen Zentren etabliert. Neben den mehrheitlich noch unter römischer Verwaltung errichteten Stadtmauern setzte im 5. Jahrhundert in Bischofsstädten die Errichtung christlicher Sakralbauten ein. Diese waren meist zu einem Komplex einer oder mehrerer Kirchen, eines Baptisteriums und der Residenz des Bischofs zusammengefasst. Im Zuge der stark zunehmenden Märtyrerverehrung wurden zudem Kirchen auf römischen Gräberfeldern vor den Stadtmauern errichtet.
Die politische Funktion der Städte in den Merowingerreichen lässt sich aufgrund der schlechten Quellenlage nur eingeschränkt nachvollziehen. Sicher ist, dass die Merowingerkönige mit ihrem Hofstaat zunächst vornehmlich in oder nahebei einer größeren Stadt residierten. Auch scheint die Ausübung der Macht über die Reiche, die Erhebung und Eintreibung insbesondere der Grundsteuer sowie die Einforderung von publicae actiones zumindest bis zur Mitte des 6. Jahrhunderts im Wesentlichen durch die städtischen Verwaltungsstrukturen erfolgt zu sein, auch wenn diese gegenüber ihrem römischen Ursprung zusehends vereinfacht wurden. Als neue Verpflichtung der Stadtbevölkerung verlangten die Könige auch Kriegsdienste, was ebenfalls über die städtische Verwaltung durchgesetzt wurde. Bei Herrscherwechseln kam dem Gefolgschaftseid der Stadtbevölkerung und des Bischofs eine wichtige Rolle zu, auch wenn dieser mit Gewaltandrohung erzwungen werden konnte. Verwaltungsfunktionen in den Städten übernahmen neben den Trägern ursprünglich römischer Ämter die Bischöfe und zunehmend von den Königen eingesetzte Grafen. So wurden römische Grundsteuerlisten in einigen Städten bis in das späte 6. Jahrhundert geführt. Dies geht zumindest aus den Schriften von Gregor von Tours hervor, den einzigen umfangreicheren Quellen zur frühen merowingischen Geschichte.
Im Verlauf des Merowingerreiches wuchs die Bedeutung der Grafen als königliche Amtsträger. Möglicherweise ging ihre Funktion aus römischen Amtsträgern hervor, mit denen die kaiserliche Verwaltung direkte Herrschaft unter Umgehung der Selbstverwaltung der Civitates ausübte. Im Verlauf des 6. Jahrhunderts erhielten nahezu alle merowingischen Städte einen Grafen (Comes). Seine Hauptaufgaben waren das Aufrechterhalten der Ordnung und die Eintreibung von Steuern und Diensten für die Könige. Häufig kam es dabei zu Konflikten mit den üblicherweise ebenfalls vorhandenen und mit Verwaltungsaufgaben betreuten Bischöfen. Die Abgrenzung der Befugnisse zwischen Bischof und Graf war nicht klar geregelt und abhängig von der jeweiligen Machtfülle und dem individuellen Verhältnis zueinander und zum Königshof. Dabei wurde das Bischofsamt formal durch Wahl vergeben, war aber Abhängig von der Anerkennung durch den König. Diese konnte, anders als bei den Grafen, aber nicht ohne Weiteres widerrufen werden, da die Bischöfswürde auf Lebenszeit galt. In der Praxis scheinen sich die Grafen auf die Verwaltung der Beziehungen zwischen Königen und Städten konzentriert zu haben, während die Bischöfe bestimmend für die inneren Verhältnisse der Städte waren, zur Machtdurchsetzung aber oft auf die Grafen zurückgreifen mussten. Damit war der Grundstein gelegt für die bischöfliche Stadtherrschaft, die sich in vielen Städten bis in die Neuzeit hielt.
Die Reste der städtischen Selbstverwaltung verschwanden in dieser Zeit zusehends. Einzelne Amtsbezeichnungen und Vorgänge aus der römischen Stadtverwaltung sind zwar noch bis in das 9. Jahrhundert hinein nachweisbar, doch scheinen diese sich immer mehr zu bloßen Titeln der mit Landbesitz begüterten städtischen Oberschicht und zu rituellen Handlungen zurückentwickelt zu haben. Damit verbunden ist die zurückgehende Bedeutung der Grundsteuer für die Finanzierung der merowingischen Reiche. Dies beruhte auf der immer weniger leistungsfähigen Bürokratie, die zum Teil weiterhin auf römischen und damit nicht mehr dem realen Zustand entsprechenden Steuerlisten beruhte, auf zunehmendem Widerstand der Stadtbevölkerung gegen die Zahlungen und auf der sich ausweitenden Vergabe von Steuerbefreiungen als königliche Privilegien, die zudem von der Mitte des 7. Jahrhunderts an zusehends als erblich verstanden wurden. Ebenfalls von der Mitte des 7. Jahrhunderts an ist keine Aufforderung einzelner Stadtbevölkerungen zum Kriegsdienst mehr nachweisbar. Da die Organisation der Steuererhebung und der militärischen Mobilisierung zu den letzten Funktionen der städtischen Selbstverwaltung gezählt hatten, bedingte der Zerfall dieser Systeme auch den der Selbstverwaltung. Für das Amt des Grafen hatte diese Entwicklung vom späten 7. Jahrhundert an die Folge, dass es territorial weniger fest an die Städte gebunden wurde. Bereits unter den späten Merowingern wurden die Grafen stattdessen zunehmend mit der Zuständigkeit für ein ausgedehntes Gebiet, einen pagus, betraut, was sich später unter den Karolingern als Organisationsstruktur durchsetzte. Dies kann zugleich als Ausweis einer stärkeren Durchdringung des Landes auch abseits der Städte durch die Königsherrschaft verstanden werden. Die Könige griffen nun zur Steuererhebung und militärischen Mobilisierung über die Grafen direkt auf den Adel als Eigentümer größerer Ländereien zu. Dies stärkte in vielen Städten die Bedeutung der weiter dort verbleibenden Bischöfe. Auch die Bedeutung der Städte als Sitz der königlichen Hofstaate scheint nachgelassen zu haben. Diese wurden zunehmend auf Landsitze verlagert und die Städte vor allem als Bühnen für rituelle Akte genutzt.
Die überkommenen römischen Freiheitsrechte der Bürger blieben zumindest teilweise erhalten. Dennoch wanderten im Frühmittelalter verstärkt Bewohner ab, während es kaum Zuwanderung aus dem Umland gab. Das zog eine weitere Verödung der auch unter den Merowingern weiter zerfallenden und zersiedelten römischen Stadtstrukturen nach sich, zum Teil bis zu einem Stand, in dem auf ehemals bebautem Stadtgebiet Ackerbau betrieben wurde. Eine gewisse Ausnahme bildeten verkehrstechnisch günstig gelegene Städte, die durchgängig eine Bedeutung als Schwerpunkte für Handel und bestimmte Dienstleistungen in ihrem Umland bewahrten. Als einzige überkommene Baustrukturen erfuhren die römischen Stadtmauern in der Merowingerzeit zumindest örtlich und gelegentlich Erhaltungs- und Ausbauarbeiten. Neubauaktivitäten dauerhafter Strukturen beschränkten sich nahezu ausschließlich auf Kirchenbauten. In Einzelfällen wurden dezentrale Kirchenbauten, etwa an Märtyrergräbern, zu Zentren sich neu bildender Siedlungen.

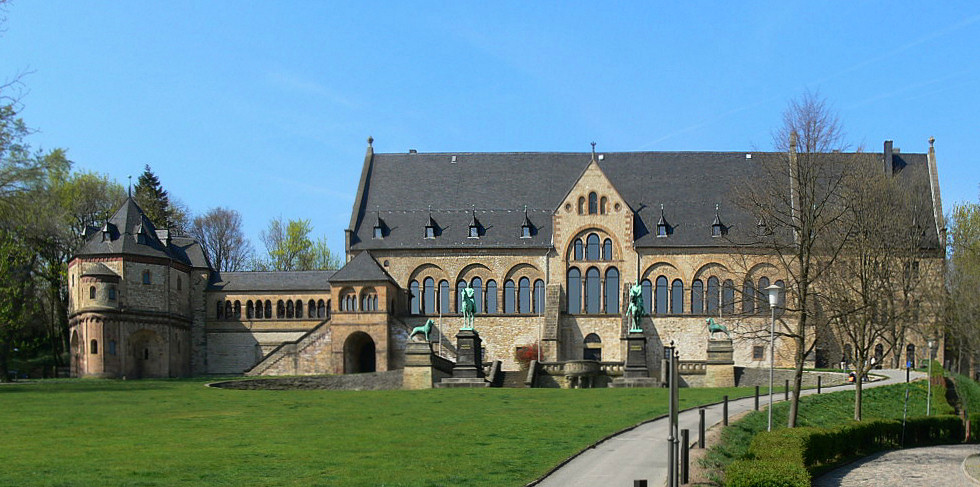
Kaiserpfalz Goslar

In der Karolingerzeit ab dem 8. Jahrhundert entstanden Klöster in den Städten, die zu neuen wirtschaftlichen Schwerpunkten wurden, ohne jedoch eine Fortsetzung alter Handelstraditionen zu werden. Die römischen Stadtbürgerrechte und die Selbstverwaltung verschwanden in dieser Zeit vollkommen. Auch die Bischöfe herrschten nicht mehr aus der römischen Tradition heraus, sondern Kraft der vom König an sie verliehenen Rechte. Im weiteren Verlauf der karolingischen Epoche wurden zunächst Bischofsburgen, dann zunehmend auch Königshöfe und Pfalzen in den Städten errichtet. Dazu kamen einige wenige Neugründungen im karolingischen Kernland zwischen Seine und Rhein sowie an Flussufern und Handelswegen nach Norden, beispielsweise Gent, Antwerpen, Duisburg, Soest, Wik und Haithabu.

#### Mittelalterliche Stadtgründungen

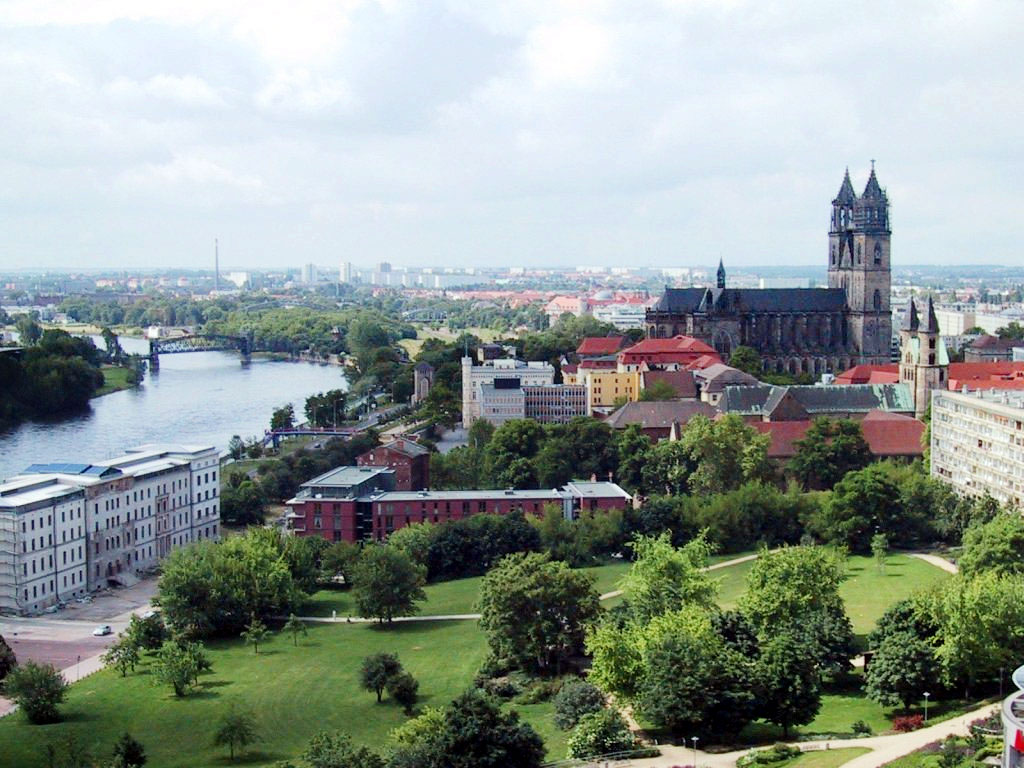
Magdeburg: Blick auf den Dom im Elbtal

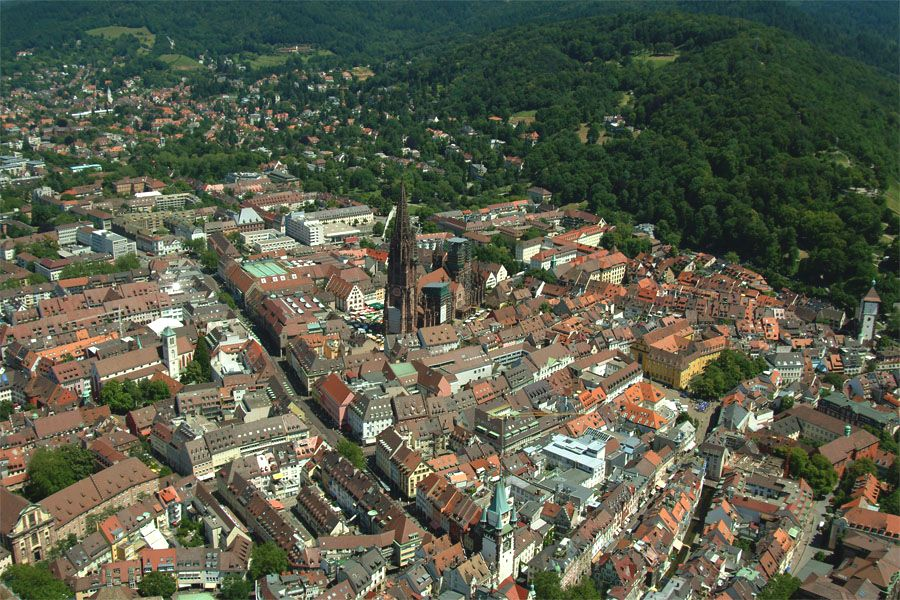
Altstadt (Freiburg im Breisgau)

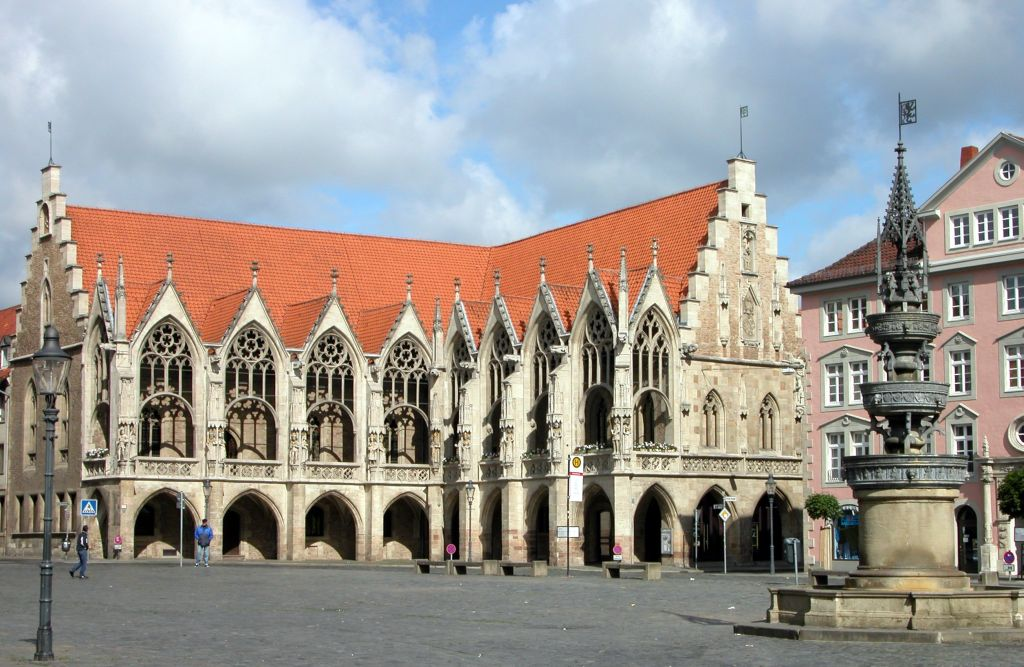
Braunschweig: Altstadtrathaus mit Altstadtmarktbrunnen

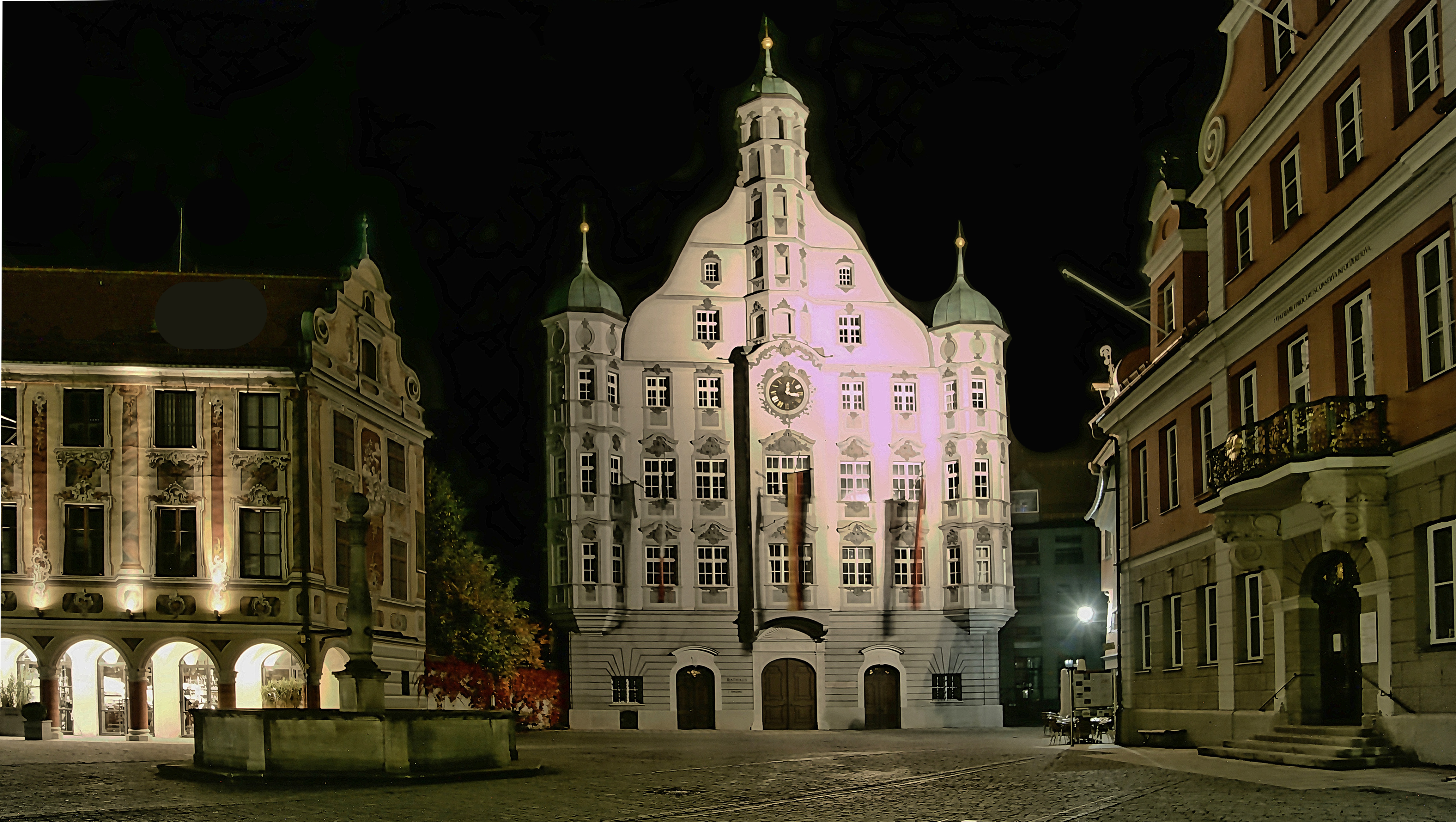
Steuerhaus, Rathaus und Großzunft der ehemals freien Reichsstadt Memmingen

Unter den Ottonen setzte ab dem 10. Jahrhundert eine bescheidene Welle von Neugründungen ein. Um Herrschaftszentren, meist sächsische Grafensitze, bereits unter den Karolingern errichtete Pfalzen oder neu gegründete Bischofssitze wie Magdeburg, siedelten sich Händler an, die die Oberschicht mit Waren versorgten und sich in Gilden zu organisieren begannen. Solche Bischofs- oder Burgsiedlungen waren meist in zwei Teile mit eigenen Befestigungsanlagen geteilt: Die urbs mit dem Herrschaftssitz und das suburbium mit der Händlerbevölkerung. Beispiele für diese Gliederung sind Frankfurt am Main, Würzburg, Fritzlar und Erfurt.
Die Anzahl der Städte in Mitteleuropa blieb bis 1100 mit einigen hundert noch sehr gering, oft mit einem organisch gewachsenen Stadtgrundriss, in dem es oft große Freiflächen gab, auf denen Vieh gehalten wurde. Steinhäuser begannen erst ab dieser Zeit in den Städten zu entstehen. Auch eine Stadtmauer war kaum vorhanden, sondern meist lediglich ein Wall mit Graben. Der weitaus größte Teil entstand in den folgenden 250 Jahren im Verlauf eines allgemeinen wirtschaftlichen Aufschwungs und nachdem die Angriffe aus den Randgebieten des Reiches geendet hatten. In der gleichen Zeit verdoppelte bis verdreifachte sich die westeuropäische Bevölkerung, neue Anbaugebiete wurden erschlossen, neue Landwirtschaftsmethoden angewendet, Geldwirtschaft und Handel ausgedehnt. Die unter diesen Rahmenbedingungen gegründeten späten Städte werden als Gründungsstädte bezeichnet, die meist durch einen Gründungsakt entstanden und entsprechend einem Entwurf planmäßig ausgebaut wurden. Als älteste Stadt dieses Typs gilt Freiburg im Breisgau, das 1118 gegründet wurde und 1120 ein fortschrittliches Stadtrecht erhielt. Weitere Beispiele für bedeutende Gründungen in dieser Zeit sind Leipzig (1150) und Lübeck (1158). Die Zentren des neuen städtischen Aufschwungs lagen in Italien (befördert durch den Orienthandel im Rahmen der Kreuzzüge) und in Flandern, wo sich eine aufstrebende Tuchindustrie entwickelte.
Ab der Stauferzeit begannen Stadtgründungen zunehmend eine strategische Komponente zu bekommen. Die Könige versuchten ebenso wie die Landesherren mit Städten die eigenen Einnahmen zu verbessern, Menschen aus konkurrierenden Territorien abzuwerben und durch Landesausbau oder Eroberungen erworbene Gebiete zu sichern. Vor allem im Rahmen der Eroberung slawischer Gebiete im Osten im 14. Jahrhundert kam es zu einer regelrechten Stadtgründungswelle an den Orten ehemals slawischer Siedlungen.
Um 1500, am Beginn der Neuzeit, bestehen als bedeutende Städte, unter anderem die Freien Reichsstädte und Hansestädte:
- Köln mit etwa 45.000 Einwohnern
- Nürnberg mit etwa 40.000 Einwohnern
- Augsburg mit etwa 30.000 Einwohnern
- Ulm, Lübeck, Hamburg, Rostock, Bremen, Magdeburg und Braunschweig.

Die mittelalterliche Gründungsstadt ist der weitaus häufigste Typ an Städten in Mitteleuropa. Die Welle der Stadtgründungen verebbte in der zweiten Hälfte des 14. Jahrhunderts aufgrund der Pestepidemie und dem daraus resultierenden Bevölkerungsrückgang. In der Folgezeit wurden nur noch wenige Städte neu gegründet.

#### Sozialstruktur der mittelalterlichen Stadt

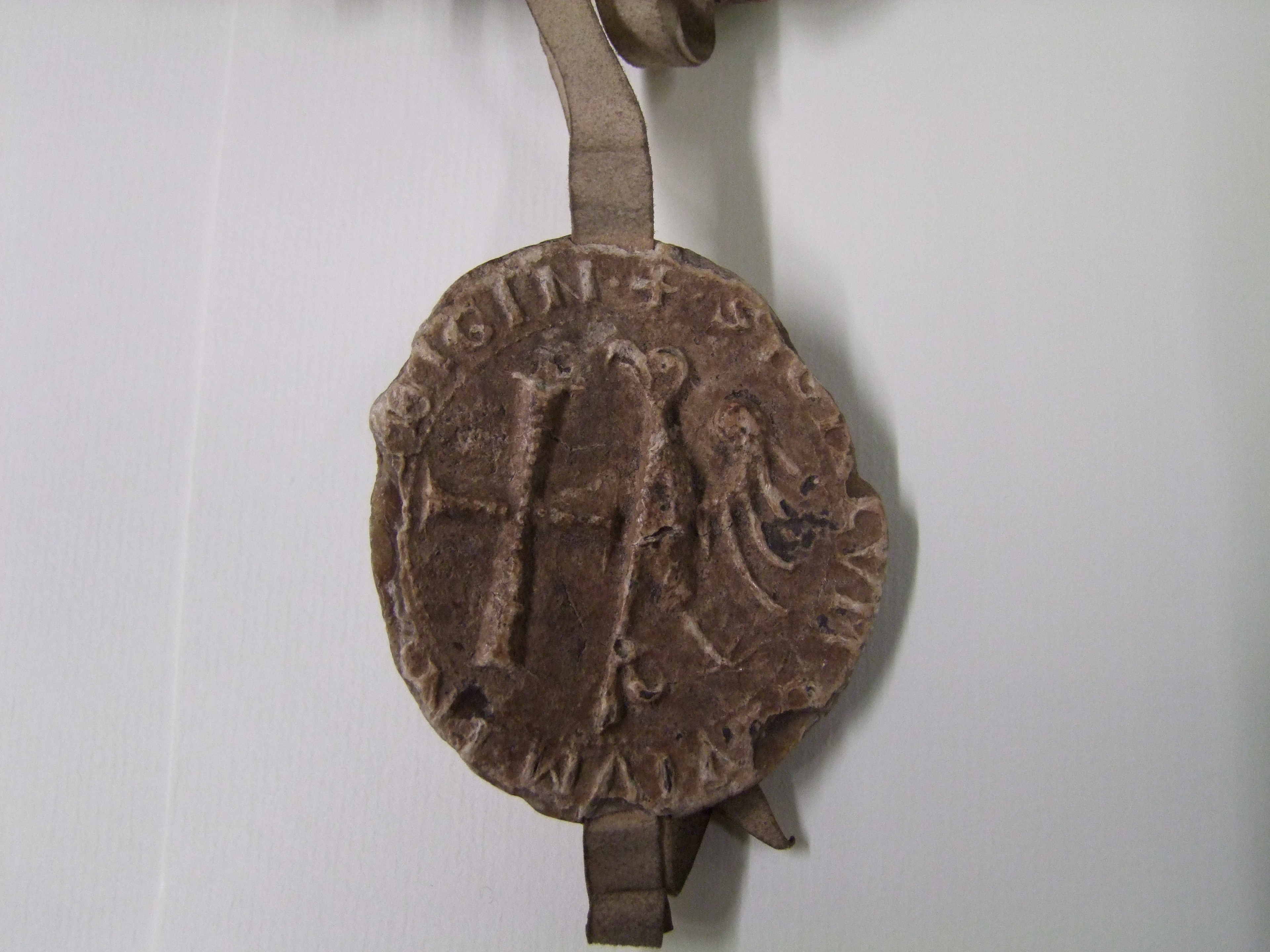
Stadtsiegel von 1286 der ehemaligen freien Reichsstadt Memmingen

Ab dem 11. Jahrhundert begann sich aus der städtischen Grundbesitzer- und Fernhändlerschicht zunächst ein sogenanntes „Meliorat“, dann das mittelalterliche Patriziat zu entwickeln. Das Patriziat bildete eine gegen sozialen Aufstieg zunehmend abgeschottete Gruppe, in der es in vielen Städten noch einmal eine Führungsgruppe „ratsfähiger“ Familien gab. Nur aus deren Reihen durften sich Mandatsträger rekrutieren. Später wurden auch Ministeriale, die zunächst von den Stadtherren als Verwaltungsbeamte eingesetzt worden waren, sowie Ritter aus dem Umland in das Patriziat aufgenommen.
Im 13. Jahrhundert begannen verstärkte Konflikte innerhalb der Städte. Dabei zogen sich die Frontlinien zwischen dem Patriziat, das eine größere politische Selbstbestimmung forderte, und den Stadtherren sowie zwischen Patriziat und städtischen Unterschichten. Im 14. und 15. Jahrhundert waren nahezu alle Städte von solchen, auch gewaltsam geführten, Auseinandersetzungen betroffen. Meist endeten diese Kämpfe nicht mit einer grundlegenden Änderung der Stadtverfassung, sondern mit dem Aufrücken der rebellierenden Gruppen in das Patriziat und innerhalb des Patriziats in die ratsfähigen Schichten. Nach außen begannen sich die Städte zunehmend in Bünden zusammenzuschließen, um so mehr politisches und militärisches Gewicht zu erlangen.
Insgesamt lässt sich im Spätmittelalter ein Anwachsen der städtischen Unterschichten feststellen, die oft außerhalb der Stadtmauern lebten. Niedere Arbeiter bildeten in dieser Zeit ebenfalls Zünfte und erhielten ein vermindertes „Kleinbürgerrecht“, das keine politischen Mitbestimmungsrechte umfasste.

#### Wirtschaftsstruktur der mittelalterlichen Stadt

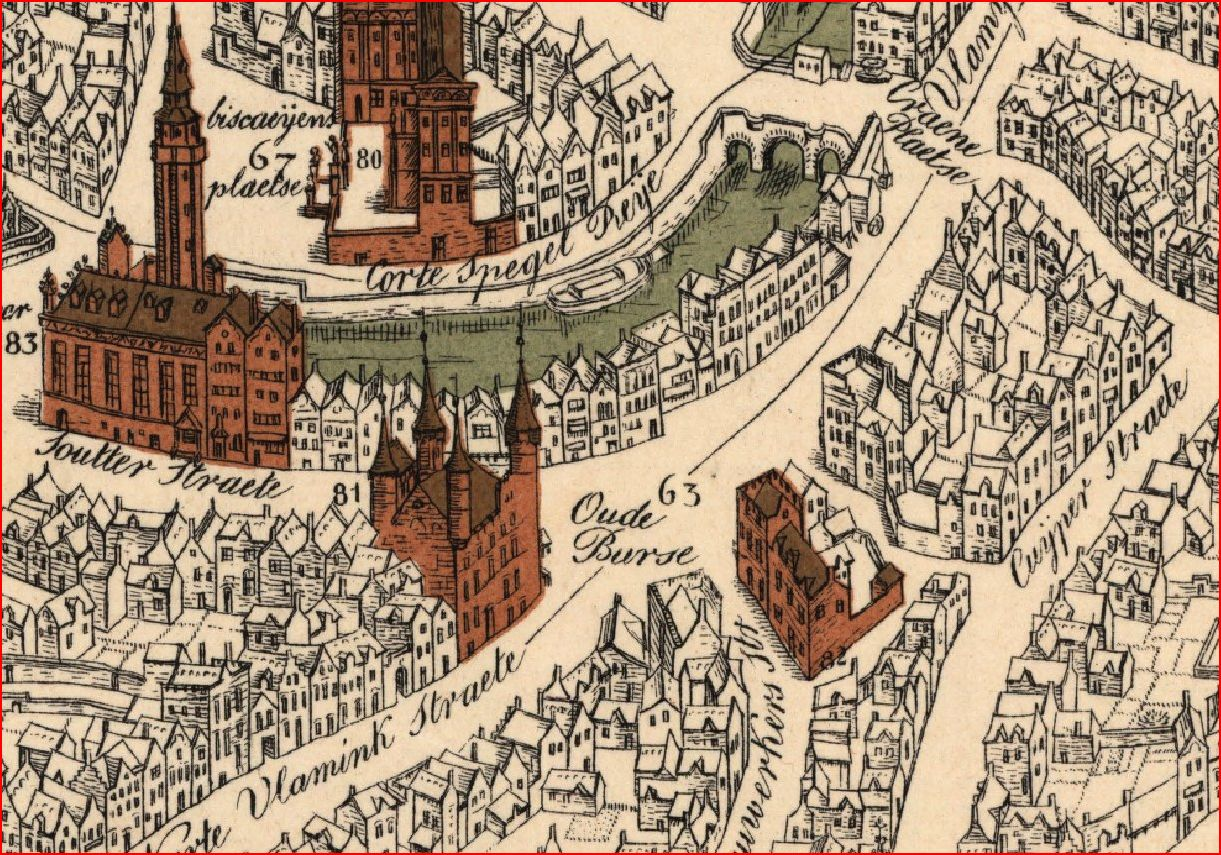
Alter Börsenplatz in Brügge (Marcus Gerards der Ältere, 1562)

Nach dem Soziologen Max Weber ist die „okzidentale Stadt“ primär ein Markt für den Fernhandel (siehe auch Stadtsoziologie).
Die Stadt und das Umland waren, anders als heute, stark voneinander abgegrenzt. Die räumliche Trennung entsprach auch der wirtschaftlichen Trennung. Das Umland versorgte die Stadt mit Nahrung und Rohstoffen (primärer Sektor) und die Stadt versorgte das Umland mit handwerklichen Erzeugnissen und Dienstleistungen (sekundärer und tertiärer Sektor).
Wichtig für das Entstehen und die Entwicklung der Städte war das „Marktwesen“. Siedlungen, an denen ein Markt stattfand, waren oft Vorformen für die Bildung von Städten, da sich dort Händler und Handwerker niederließen und mit dem Bedürfnis nach Regeln für die Handelsabwicklung das Rechtswesen ausgebaut wurde. Dieses Marktrecht war eine Quelle für die Entwicklung des spezifischen Stadtrechts. Dabei waren Wochenmärkte als kontinuierliche Händlertreffpunkte bedeutender als Jahrmärkte, die meist in Bischofsstädten zum Patronatsfest angesiedelt waren. Allerdings entwickelte sich nicht aus jeder Marktsiedlung eine Stadt. Im linksrheinischen Gebiet befanden sich diese Märkte zunächst vor allem dort, wo sich bereits in der Römerzeit Händler getroffen hatten. Im Osten waren Märkte erheblich seltener, entstanden meist erst im Früh- oder Hochmittelalter und zogen erheblich häufiger Stadtgründungen nach sich als im Westen.
Unter den Merowingern und Karolingern wurden in der Regel römische Märkte fortgeführt, aber nur wenige neue gegründet. Die Karolinger begannen aber mit der rechtlichen Regelung des Marktwesens, indem sie das Münzwesen reformierten, Marktrechte zu vergeben begannen und die Grafen zu Aufsehern über die Märkte sowie die damit verbundenen Zölle bestimmten. Darüber hinaus gab es vor allem Lebensmittelhandel außerhalb der Städte und Märkte, die von einzelnen Grundherren ohne ausdrückliche königliche Erlaubnis betrieben wurden. Unter den Karolingern begann sich das Marktwesen nach Osten auszudehnen, insbesondere im Sklavenhandel mit Awaren und Slawen. Sächsische Burgen und Häfen erlangten verstärkte Bedeutung als Handelsplätze.
Unter Ottonen und Saliern begann sich das königliche Marktregal durchzusetzen. Am Ende der ottonischen Epoche war Handel, der über Lebensmittel hinausging, praktisch nicht mehr außerhalb königlich bewilligter Märkte möglich. Unter Otto dem Großen begann das Marktrecht, insbesondere der Marktfrieden, zum persönlichen Schutzrecht für Händler und Kunden zu werden, die sich auf dem Weg zu einem Markt befanden. Unter den Ottonen stieg die Anzahl der erteilten Marktrechte sprunghaft an. Zunächst gründeten vor allem Klöster, ab dem 12. Jahrhundert auch Landesherren verstärkt Märkte und erhielten dafür die königliche Bewilligung. Viele Städte hatten das Stapelrecht, ein Privileg, das Fernhändler zwang, ihre Waren zum Verkauf anzubieten, und leiteten die Fernhandelswege durch ihre Stadt.
Das städtische „Handwerk“ organisierte sich in Kleinbetrieben mit einem Meister und ein bis zwei Gesellen, deutlich seltener mit fünf oder mehr Gesellen. Oft betrieben Handwerker zusätzlich Landwirtschaft. Zudem arbeiteten nicht alle ausschließlich für den freien Markt. Viele waren, vor allem im frühen Mittelalter, an einen adligen Haushalt gebunden, für den sie produzierten. Die Handwerkszünfte regulierten das Wirtschaftsgeschehen, indem sie die Zahl der Handwerker und damit die Konkurrenz begrenzten, neue Produktionsmethoden verboten, Rohstoffversorgung, Herstellungs- und Verkaufsbedingung und Preise festlegten. Zudem kamen ihnen militärische, religiöse und soziale Funktionen zu. Im Spätmittelalter entwickelte sich aber ein Übergang zur arbeitsteiligen Massenproduktion, in die auch neue Techniken Einzug hielten.

#### Das Recht in der mittelalterlichen Stadt

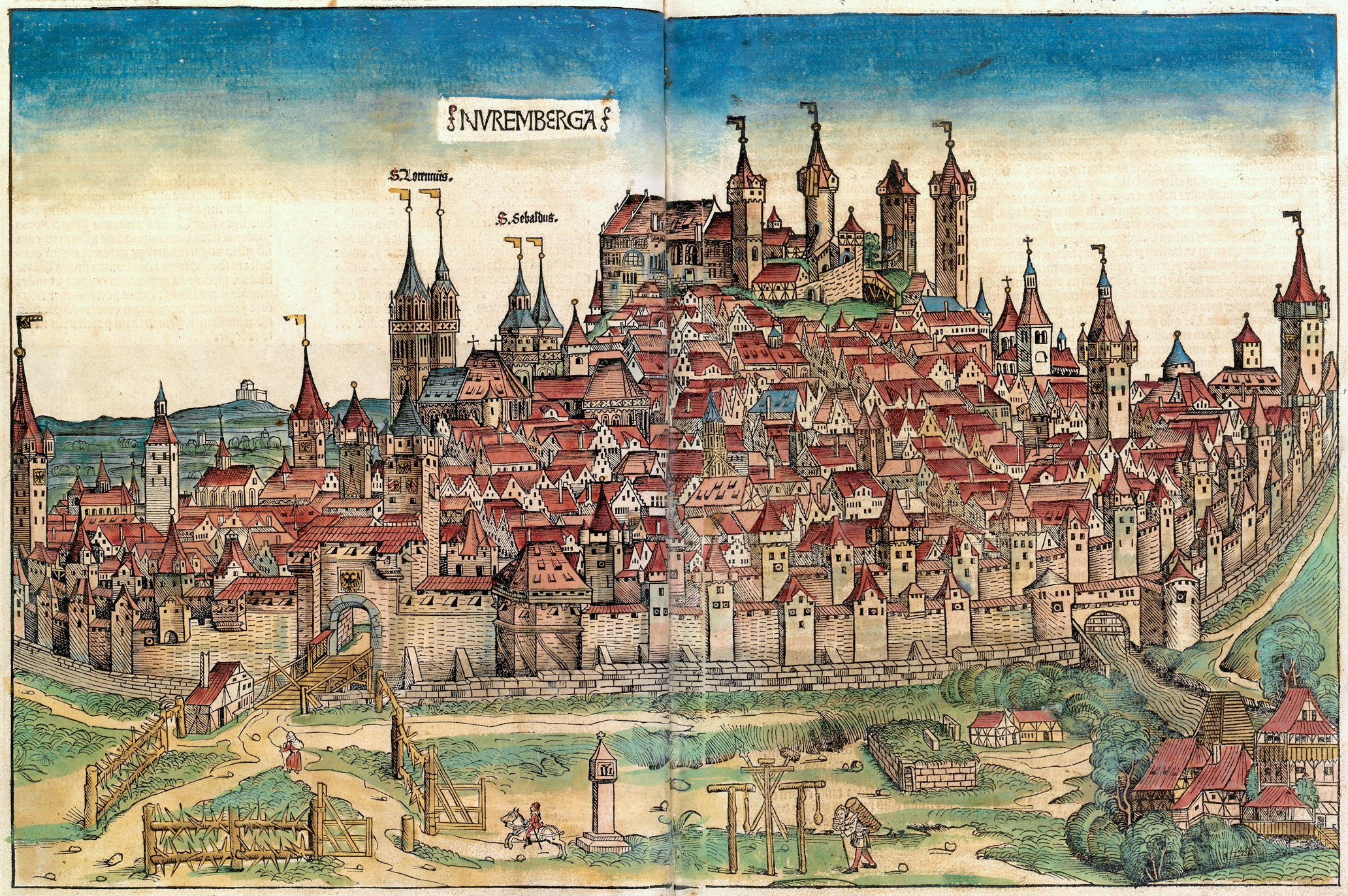
Älteste gedruckte Ansicht Nürnbergs, Schedelsche Weltchronik 1493

Die rechtliche Stellung der mittelalterlichen Stadt war geprägt von ihrem Status als freie Reichsstadt oder Fürstenstadt, wobei der genaue Status sehr unterschiedlich sein konnte. Generell hatten die Städte das Bestreben, sich von der Herrschaft der Stadtherren, der in ihr residierenden Bischöfe und Burgvögte (vgl. Reichsstadt Nürnberg) zu befreien, was ihnen mehr oder weniger erfolgreich gelang. Bei den Gründungsstädten wurden diese Freiheiten, um die ältere Städte oft lange kämpften, bereits im Stadtrecht zur Gründung verankert. Viele Städte wurden durch Handel und Handwerk sehr reich und konnten sich dadurch lange gegenüber den Stadtherren behaupten, die Städte gerne aus wirtschaftlichen und militärischen Gründen unter ihre Kontrolle bringen wollten. Die mittelalterliche Stadt stand damit in scharfer Konkurrenz zu den weltlichen und geistlichen Territorialherrschaften. In Gebieten mit starker Territorialherrschaft hatten es die Städte schwer, sich zu behaupten, so gab es im bayerischen Stammland mit Regensburg nur eine Reichsstadt, die um ihren Status kämpfen musste. Im territorial zersplitterten Franken und Oberschwaben entstanden mächtige Reichsstädte wie Nürnberg, Rothenburg, Augsburg oder Reutlingen und im Norden waren die Hansestädte wie Lübeck, Bremen, Hamburg und Rostock starke Wirtschaftsstandorte.
Grundlage der inneren Rechtsstruktur der mittelalterlichen Städte war der städtische Friede. Dieser Zustand garantierter Gewaltlosigkeit entwickelte sich bei älteren Städten aus dem Friedensrecht der städtischen Keimzelle, dem Markt- oder Burgfrieden. Bei planmäßigen Stadtgründungen des Hoch- und Spätmittelalters wurde der Stadtfrieden meist bei der Gründung festgeschrieben. Ursprünglich war die Garantie dieses Friedens die wichtigste rechtliche Funktion des Stadtherren. Mit der zunehmenden Bedeutung der Bürgerschaft als eigenständige Macht mit politischen Strukturen wurde sie die Trägerin des Friedens, was eine Voraussetzung für die Emanzipation den Stadtherren gegenüber darstellte. Der Friedensbruch wurde als Bruch des Bürgereides verstanden und entsprechend streng bestraft, auch wenn beispielsweise die Verletzungen als Folge eines Angriffs nur gering waren. Zudem waren Bürger zur Verbrechensverfolgung angehalten. Um wichtige Gebäude wie das Rathaus gab es meist zusätzliche Friedensbezirke mit verschärften Bestimmungen. Häufig wurden nächtliche Ausgangsverbote oder -beschränkungen erlassen. Im Spätmittelalter begannen sich die städtische Friedensordnung und die städtische Gerichtsbarkeit ins Umland auszudehnen. Die Städte waren zudem wichtige Träger der Landfriedensbewegung des 12. Jahrhunderts.
Zweites Rechtsprinzip war die städtische Freiheit. Leibeigene oder Hörige, die in die Stadtgemeinschaft aufgenommen wurden, erlangten die persönliche Freiheit. Dieses Recht war ursprünglich von den Stadtherren gewährt worden, um die Zuwanderung in die Städte und deren Funktion als Wirtschaftszentren zu stärken. Ähnliche Freiheitsrechte wurden auch in Regionen gewährt, in denen Land urbar gemacht und dazu Bauern angelockt werden sollten. Viele Städte stellten allerdings Hürden für die Aufnahme in ihre Gemeinschaft auf, um die Konflikte mit den umliegenden Landesherren wegen der Abwerbung von Untertanen zu verringern. Das städtische Freiheitsrecht umfasste auch die Gleichheit aller Bürger vor Gericht. Bei weitem nicht alle Bewohner einer Stadt genossen das volle Bürgerrecht und damit die volle städtische Freiheit. Die Stadt selbst konnte in ihrem Umland auch Hörige haben.

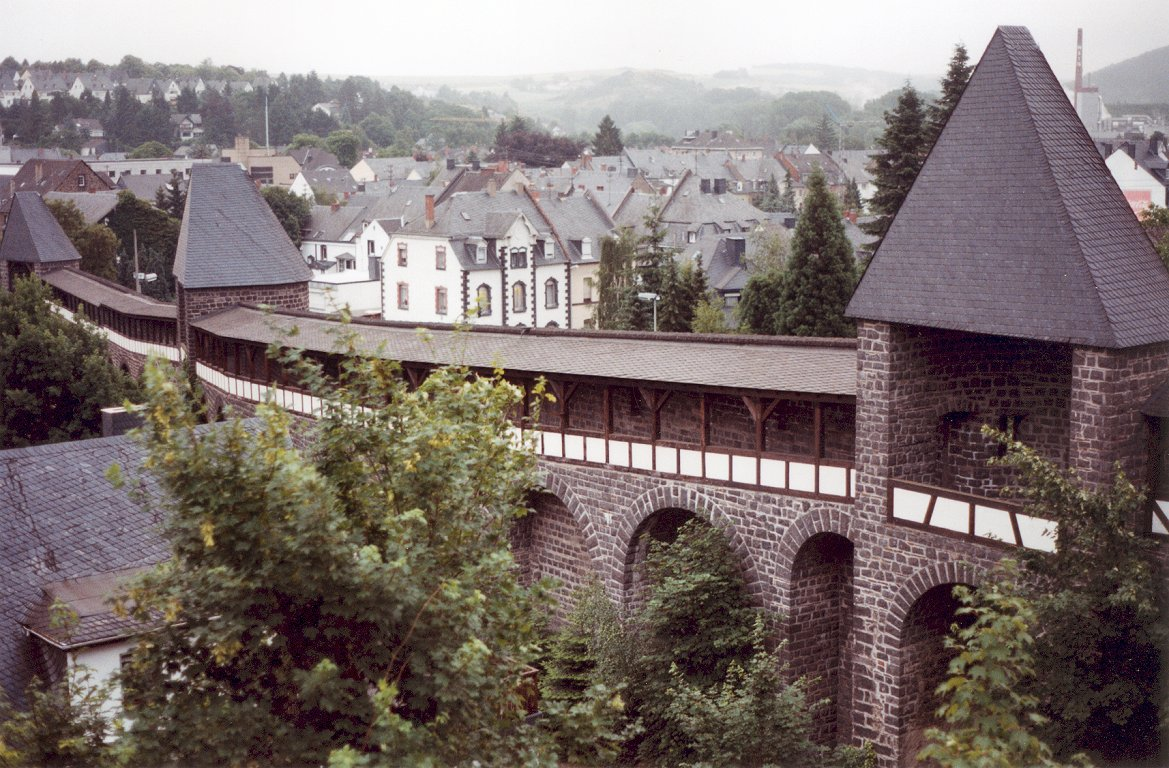
Stadtmauer von Mayen

Insbesondere im Verlauf der Emanzipation von den Stadtherren organisierten Städte auch das eigene Wach- und Verteidigungswesen. Zentrales Element war die Stadtmauer, zu deren Instandhaltung und ständigen Besetzung die Bürger verpflichtet waren. Im Kriegsfall waren alle arbeitsfähigen Männer der Einwohnerschaft zum Verteidigungsdienst verpflichtet. Die Waffen wurden selbst bezahlt. Im Gegenzug musste die Stadt gefangen genommene Kämpfer der eigenen Seite auslösen. Die Oberschicht stellt die Kavallerie, das städtische Schützencorps wurde zunehmend auch als Polizeitruppe eingesetzt. Für ärmere Einwohner wurden in Zeughäusern Waffen gelagert. An der Verteidigung waren auch verbündete Adlige, Hörige der Stadt und Söldner beteiligt. Ab dem 14. Jahrhundert entzogen sich wohlhabende Bürger zunehmend ihrer Verteidigungspflicht, indem sie Ersatzmannen stellten. Zunehmend wurden besoldete Wächter und Stadtknechte eingesetzt.
Die innere Rechtsstruktur der Städte unterschied sich erheblich von der des Umlands. Es umfasste die verliehenen Rechte und Freiheiten, beispielsweise Marktprivilegien, Münzrecht, Zoll, Steuer- oder Wehrhoheit, und wurde im Verlauf der Entwicklung durch verschiedene Gewohnheitsrechte ergänzt und verändert.
Das städtische Recht wurde in Statuten niedergeschrieben. Diese Rechtssammlungen wurde oft „Willküren“ genannt: Rechte, die nicht althergebracht waren, sondern aus einem bewussten Willensakt gewählt, also „gekürt“, wurden. Wer den Bürgereid leistete, unterwarf sich damit auch den Willküren.
Vor allem in den Neugründungswellen des Spätmittelalters bildeten sich „Stadtrechtsfamilien“. Bei Neugründungen von Städten wurden die Rechtsordnungen bereits bestehender Städte übernommen. So wurde das Deutsche Recht in den Städten von Mittel- und Osteuropa übernommen zum Beispiel als
- Lübisches Recht (Lübeck) unter anderem in Holstein, Mecklenburg, Pommern, Preußen, Litauen, Lettland, Estland.
- Magdeburger Recht unter anderem in Brandenburg und Sachsen mit seiner schlesischen (Schlesien, Nordböhmen) und polnischen (Polen, Belarus) Variante und dem Neumarkter Recht, oder der nördlichen Variante, dem Kulmer Recht, das sich über Posen und West- und Ostpreußen erstreckte.
- Soester Stadtrecht in über 60 Städten, vor allem in Deutschland.
- Süddeutsches Stadtrecht unter anderem in Süddeutschland, Österreich, Südböhmen, Ungarn, Slowakei.
- Nürnberger Recht unter anderem in Franken, Westböhmen.

#### Stadtstaaten oder Stadtrepubliken

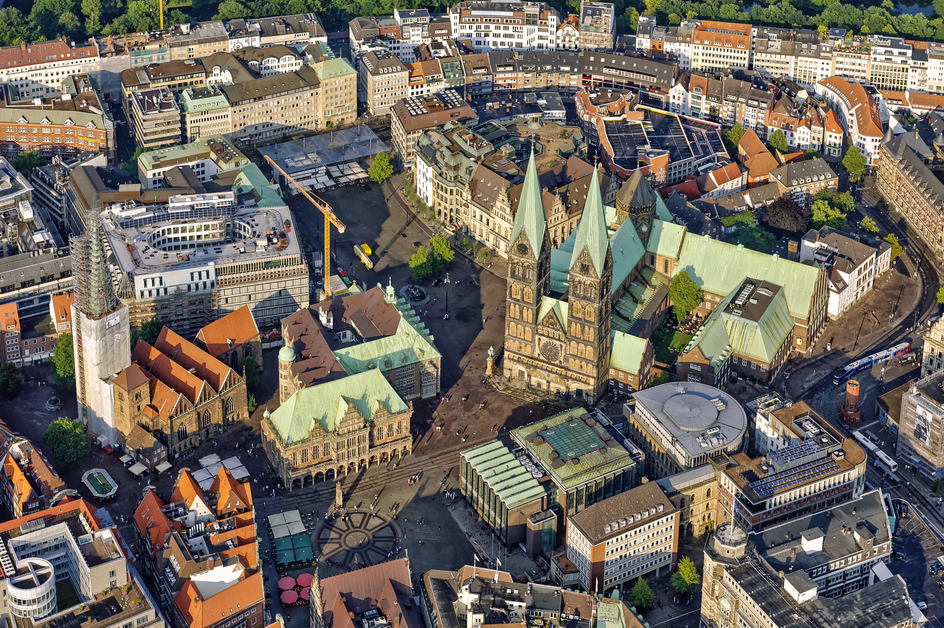
Freie Hansestadt Bremen: Marktplatz, Domshof, Dom, Rathaus und Liebfrauenkirche

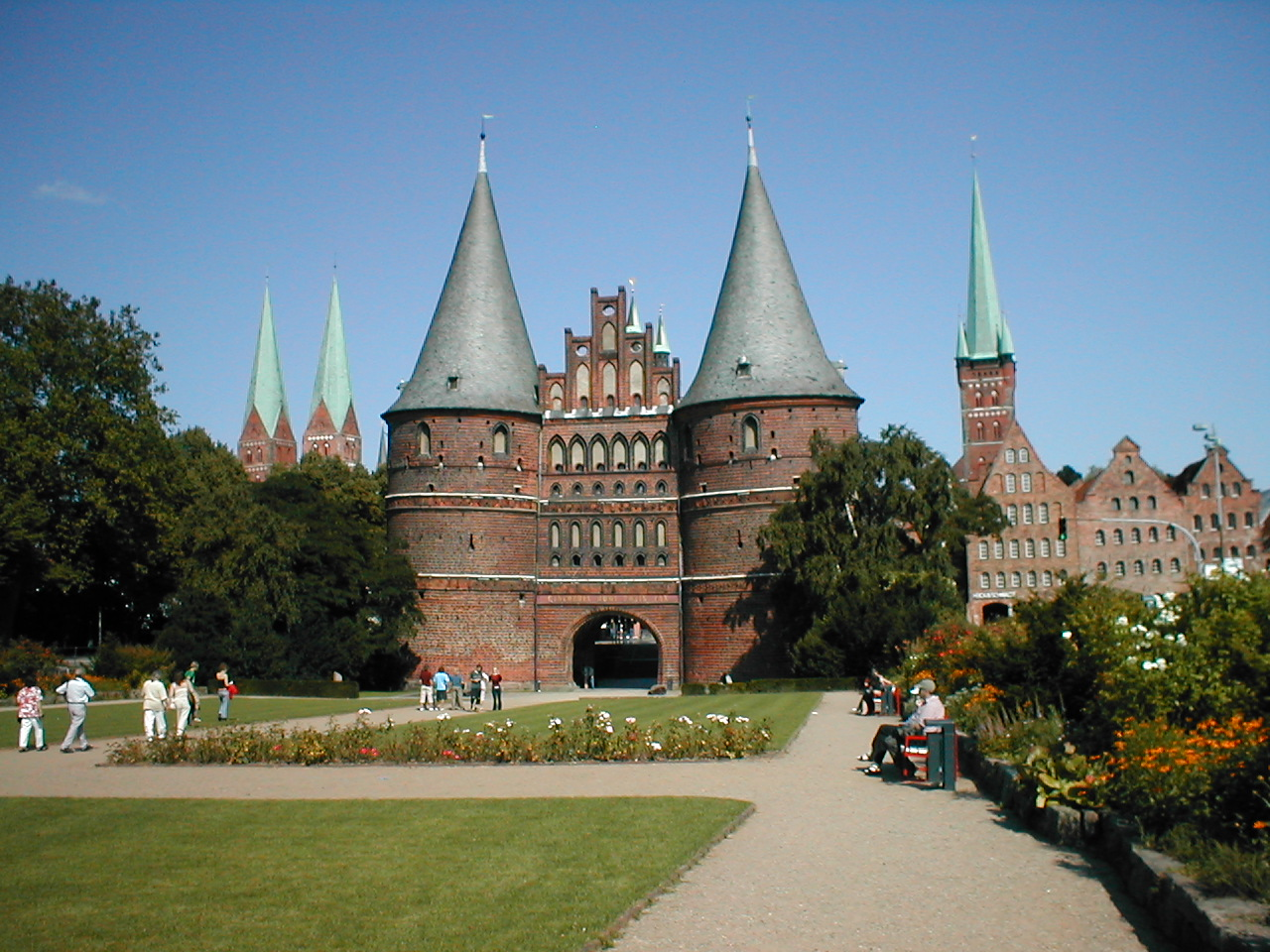
Hansestadt Lübeck: Holstentor

Im Mittelalter entwickelten sich mehr oder weniger abhängige Stadtstaaten oder Stadtrepubliken, Städte die sich im Heiligen Römischen Reich den Status einer Freien Reichsstadt erworben hatten oder in Italien selbständige Staaten waren. Ein Stadtstaat ist im Gegensatz zum Flächenstaat ein Staat, der nur das Gebiet einer Stadt und sein engeres Umland umfasst. Es kann sich dabei um einen souveränen Staat oder um einen Gliedstaat innerhalb eines Bundesstaates nach dem föderalistischen Prinzip handeln.
Im Heiligen Römischen Reich wurden als Freie Reichsstadt jene Kommunen bezeichnet, die keinem Reichsfürsten, sondern direkt dem Kaiser unterstanden und auch einige Bischofsstädte, die eine gewisse Autonomie erworben hatten.
Es gab im Mittelalter 107 bis möglicherweise 115 Reichsstädte. Im Westfälischen Frieden 1648 verloren Metz, Tull (Toul), Wirten (Verdun) und die eidgenössischen Städte Basel, Bern, Luzern, Mülhausen, Schaffhausen, Solothurn, Zug und Zürich diesen Status. Bis 1679 bzw. 1681 wurden Bisanz (Besançon), Colmar, Hagenau, Kaisersberg (Kaysersberg), Landau in der Pfalz, Münster (Munster), Oberehnheim (Obernai), Rosheim, Schlettstadt (Sélestat), Türkheim (Turckheim), Weißenburg (Wissembourg) und Straßburg von Frankreich annektiert und verloren damit ihren Status. Bis zum Reichsdeputationshauptschluss von 1803 gab es insgesamt noch 51 Reichsstädte, danach nur noch sechs Städte: Augsburg, Bremen, Frankfurt am Main, Hamburg, Lübeck und Nürnberg.
Ab 1815 blieben im Deutschen Bund bzw. im Deutschen Reich noch vier Städte und zwar Bremen, Frankfurt am Main (bis 1866), Hamburg und Lübeck (bis 1937) selbständige Stadtrepubliken bzw. ab 1866 selbständige Länder des Deutschen Reichs. In der Bundesrepublik Deutschland sind Berlin, Bremen und Hamburg als Stadtstaaten selbständige Länder.

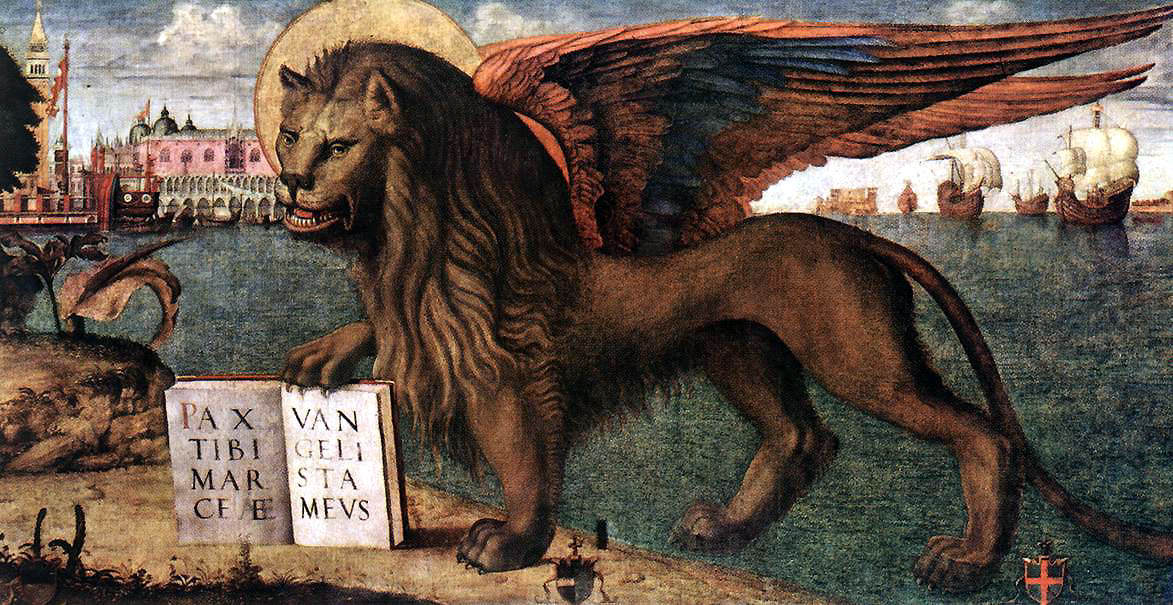
Venedig: Wahr- und Hoheitszeichen der Serenissima: Der Löwe von St. Markus (Gemäldeausschnitt von Vittore Carpaccio, 1516)

In Italien hatten die Stadtrepubliken Venedig (713/16–1797), Florenz (12. Jh.–1531), Genua (11. Jh.–1797) besondere Bedeutung. Zu erwähnen sind noch unter anderem Brescia, Como, Grosseto, Lucca, Massa Marittima, Pisa und Verona. Rom war 1354 nur kurzfristig Stadtrepublik.
In der Schweiz gingen viele Schweizer Kantone aus Stadtstaaten hervor, die zuvor Reichsstädte waren. Die frühere Reichsstadt Basel wurde 1833 als Halbkanton ein Stadtstaat. Die frühere Reichsstadt Zürich war bis 1798 als Stadtstaat eine „Freie Republik“ im Bund der Eidgenossen. Genf wurde 1536 die Genfer Republik und 1814 Stadtrepublik, bis es 1815 um ehemals französische Landgebiete zu einem auch ländlichen Kanton mit 45 Gemeinden erweitert wurde.
Weitere Stadtrepubliken waren unter anderem Nowgorod (1136–1478) und Pskow (13.–15. Jh.) in Russland sowie Dubrovnik (Republik Ragusa: 14. Jh.–1808) und die Republik Krakau (1815–1846). Als Freie Stadt wurde auch Danzig bezeichnet, als die Stadt von 1920 bis 1939 unter der Hoheit des Völkerbunds stand.

#### Politik in der mittelalterlichen Stadt
Zunächst wurden die Städte direkt vom jeweiligen Stadtherren und seinen Beamten beherrscht. Im 12. Jahrhundert begannen nach dem Vorbild der Städte der Lombardei diese Beamte sich zunehmend zu verselbstständigen; die Beamten kamen aus den Familien des Patriziats. Bis zum 13. Jahrhundert gab es Stadträte in nahezu allen Städten. Parallel begann ein Prozess der Übertragung von Rechten vom Stadtherren auf den Stadtrat. Diese Rechte wurden nicht mehr im Auftrag des Stadtherren, sondern verstärkt aus dem eigenen Machtanspruch des Stadtrats heraus beansprucht, der sich aus der im Bürgereid vereinten Bürgerschaft speiste. Nach den Ständekämpfen des 13. Jahrhunderts war dieser Prozess im 14. Jahrhundert weitgehend abgeschlossen und die Stadträte hatten sich als Regierung der Städte aus eigener Macht etabliert. Im 15. Jahrhundert bildeten sich spezialisierte Ratsausschüsse. Neben politischen Entscheidungen reglementierte der Stadtrat auch die städtische Wirtschaft und legte Warenpreise fest. Zudem wurden Verordnungen zum Schutz des Wassers erlassen. Auch die Niedere Gerichtsbarkeit ging vom bevollmächtigten Schultheiß des Stadtherren an den Rat über. Etwas langsamer und nicht überall folgte diese Entwicklung auch für die Blutgerichtsbarkeit, die gelegentlich an den Stadtrichter oder Bürgermeister persönlich weitergegeben wurde.
Die Wahlen zum Stadtrat waren sehr unterschiedlich gestaltet. Anfangs wurde der Rat von der Bürgerschaft für kurze Perioden gewählt. Die Amtszeiten weiteten sich aber immer mehr aus, teilweise bis zur Wahl auf Lebenszeit. Meist umfasste der Rat 12, 24 oder 36 Mitglieder, vor allem im Spätmittelalter kam es aber zur Vergrößerung dieser Zahl, in Extremfällen auf bis zu 300 Mitglieder. Ab dem Ende des 15. Jahrhunderts kam die Bezahlung des vormals ehrenamtlichen Ratsamtes auf.
Neben der Teilnahme an Ratssitzungen, in denen politische Entscheidungen gefällt wurden, bekamen einzelne Ratsmitglieder auch Ämter, diplomatische oder militärische Aufgaben übertragen. Diese Ämter wurden meist jährlich unter den Ratsmitgliedern verteilt. Erst im 15. Jahrhundert kamen längere Amtsperioden auf. Daneben gab es Dienstämter, deren Inhaber keine Ratsmitglieder waren und von der Stadt besoldet wurden. Mit dem Zuwachs des Schriftverkehrs und der Notwendigkeit, die Rechtsposition der Stadt nach innen und außen zu vertreten, wurden Ratskanzleien eingerichtet, in denen anfangs meist Kleriker arbeiteten, später auch Juristen als rechtliche Berater (siehe Stadtschreiber (Kanzleivorsteher)).

#### Merkmale der mittelalterlichen Stadt

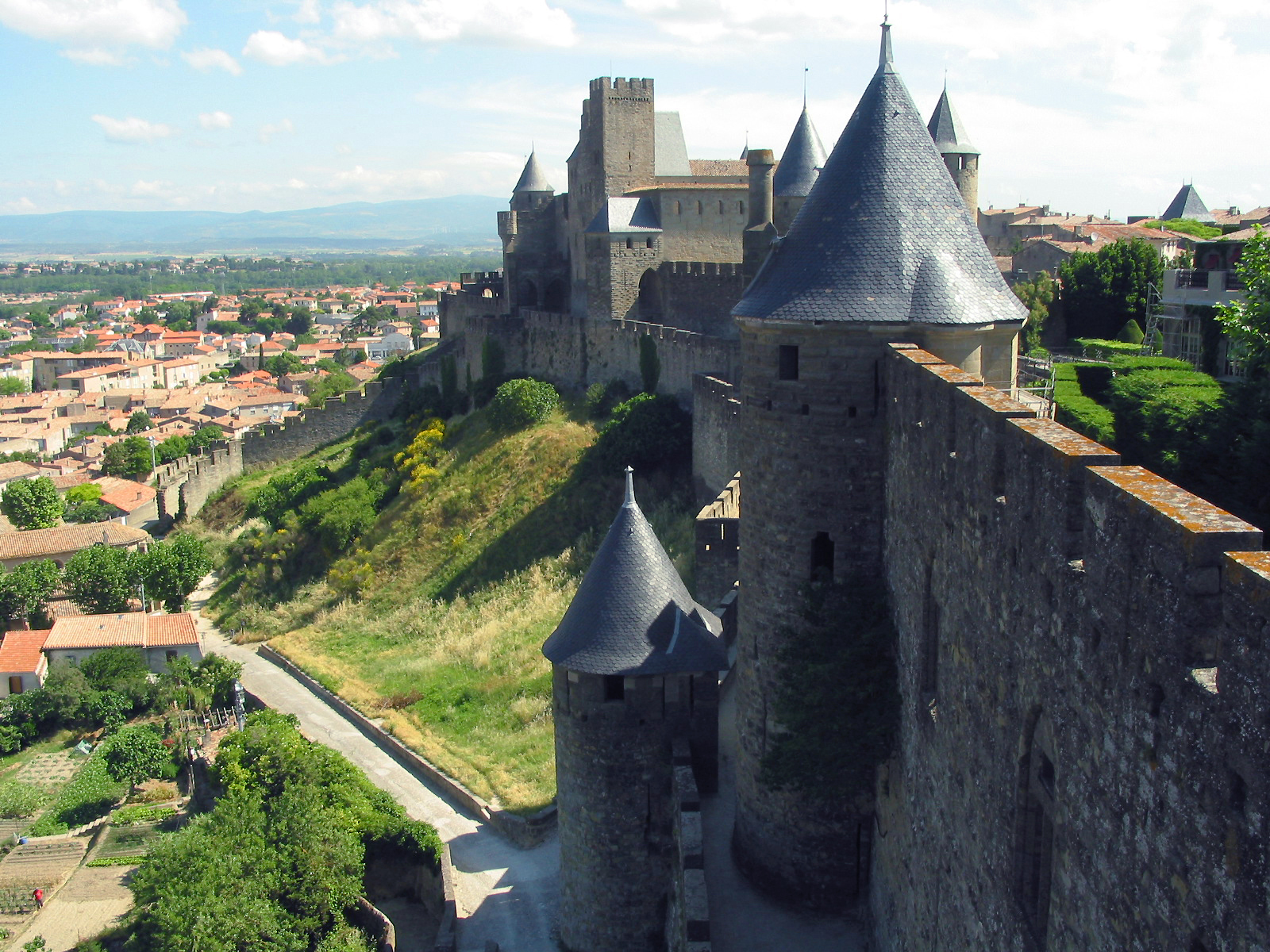
Carcassonne: Stadtmauer

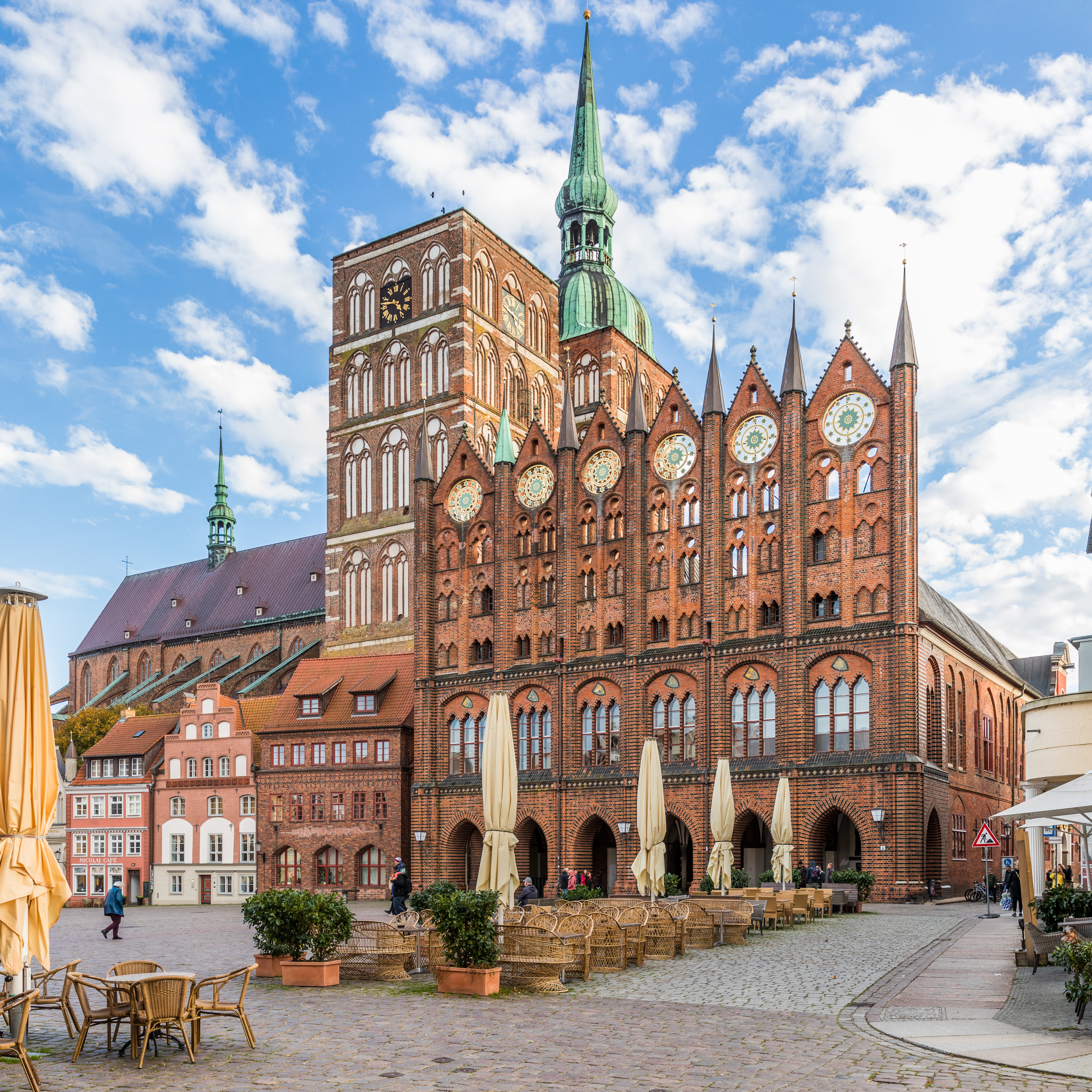
Stralsund: Rathaus, Nikolaikirche

- Äußere Abgrenzung durch Stadtmauer und zugehörigem Stadtgraben/Gräfte, manchmal als Gewässer angelegt.
- Kompakte Siedlungsform mit Zentrum, Marktplätzen, Rathaus, Bürgerhäusern, Kirchen, politisch oft in Opposition zur landesherrlichen Burg mit Burgkirche bzw. Bischofsbezirk.
- Soziale und berufliche Differenzierung der Stadtbevölkerung in Stadtvierteln.
- Rechtliche Sonderstellung: Selbstverwaltung und eigene Gerichtsbarkeit, Bürgerrechtsprivileg.
- Ökonomische Funktion: Markthoheit (vgl. Roland), Fernhandel, Stapelrecht, arbeitsteilige Güterproduktion, Ackerbürger.
- Im Inneren war die rechtliche Stellung der Bewohner einer Stadt streng gegliedert in Bürger und Inwohner, Patrizier, in Zünften organisierte Handwerker und dem Klerus.
- Demographisch war sie auf ständigen Zuzug vom Lande angewiesen. Der Zustrom war gesichert, da ihre Bewohner durch Rechtsprechung und Zunftverfassungen eher von Belieben der jeweiligen Herrscher freigestellt wurden, was im Sprichwort „Stadtluft macht frei“ zum Ausdruck gebracht wurde.
- Die Wohnhäuser waren in Parzellen angeordnet.
- Wirtschaften und Wohnen war unter einem Dach untergebracht.
- Gleiches Gewerbe siedelte sich in gleichen Vierteln und Straßen an.
- Die Bautätigkeit der Bürger wurde von der Stadt kontrolliert, zum Beispiel schrieb die Stadt den Abstand zwischen den Häusern wegen des Brandschutzes vor.

### Neuzeit bis Gegenwart

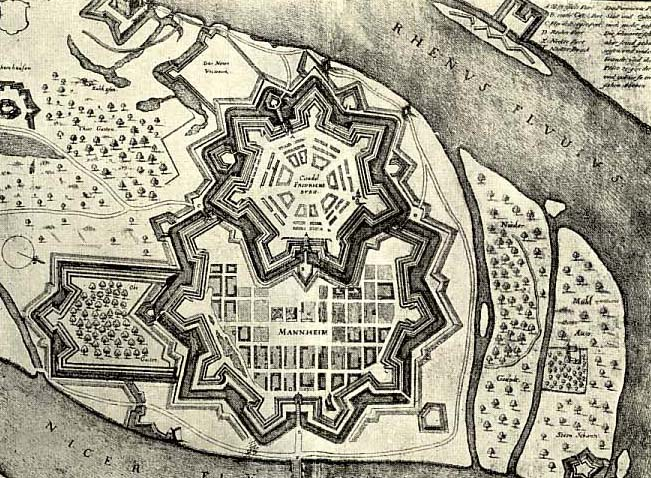
Mannheim: Rheinschanze und Zitadelle (1620)

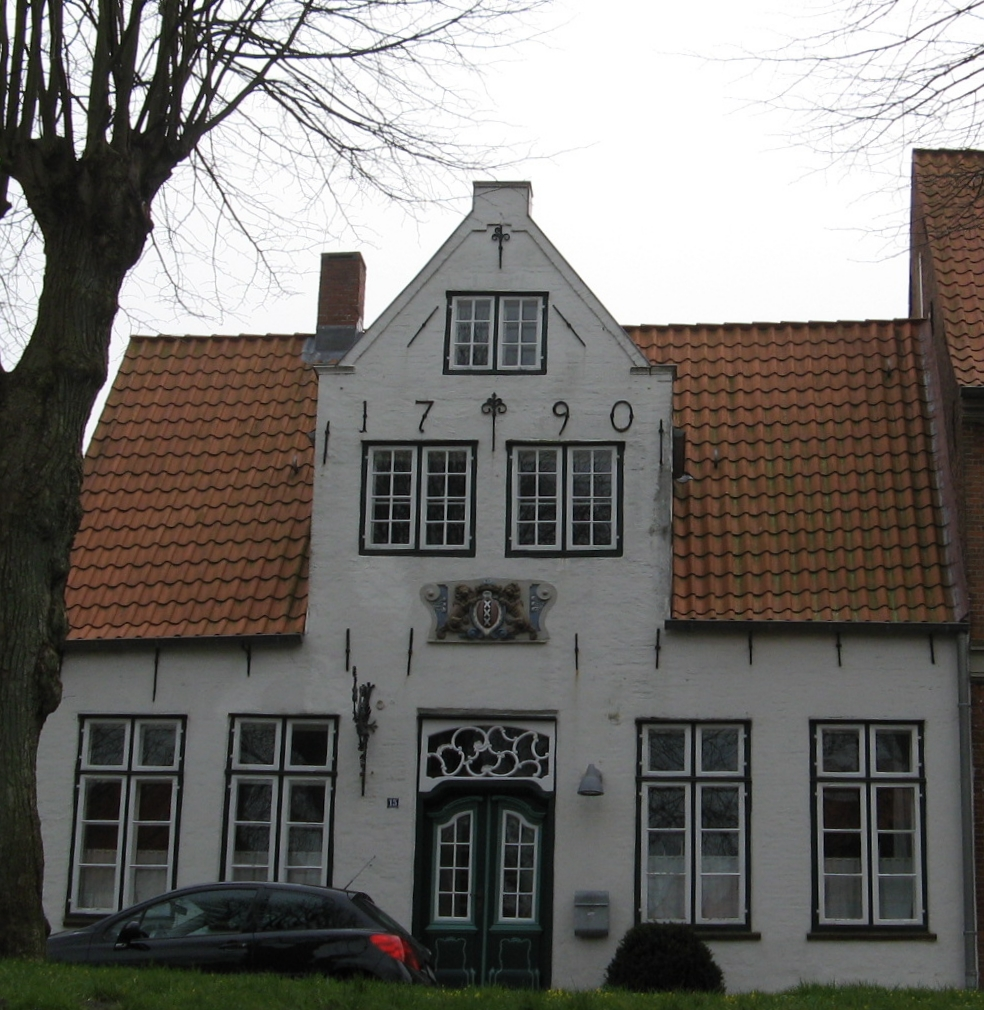
Friedrichstadt: Die Hausmarke zeigt das Stadtwappen Amsterdams

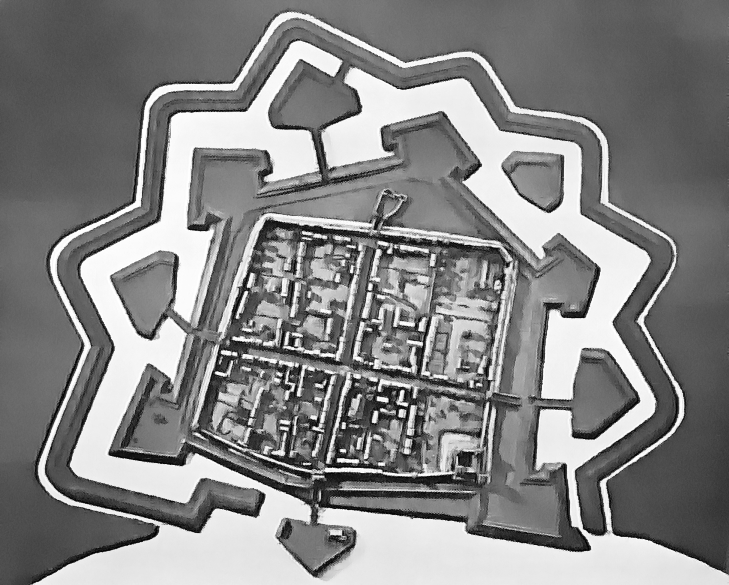
Festung Orsoy (um 1650)

In der Zeit nach dem Mittelalter wurden nur noch wenige Städte neu gegründet, die einem der folgenden Typen zuzuordnen sind.
- Bergstadt: Ab dem 12. Jahrhundert und verstärkt im 16. Jahrhundert entstehen Bergstädte aus montanwirtschaftlichen Interessen in den Mittelgebirgen und in den Alpen, insbesondere im Harz, Erzgebirge, Böhmerwald, Schwarzwald, zum Beispiel: Clausthal-Zellerfeld (1530), Bad Lauterberg (Harz), Annaberg, Schwaz und Freudenstadt.
- Planstadt: Der Stadttyp Planstadt bezeichnet weniger die Funktion der Stadt in ihrem jeweiligen Umfeld, als vielmehr die Art ihres Entstehens. Bei vielen Neugründungen wurde die Gelegenheit genutzt, eine ideale Stadt nach den Vorstellungen der Zeit zu bauen. Mitunter wurde auch die bestehende abgerissen und nach neuen Plänen wieder aufgebaut. Im Prinzip folgt die Planung neuer Stadtteile und Satellitenstädte den gleichen Prinzipien. Auch der englische Begriff New Town steht für eine geplante, moderne, funktionale, neu erbaute Stadt oder Stadtteil zur Entlastung der großen Ballungszentren. Beispiele für solche Planstädte sind unter anderem:
  - Deutschland: Eisenhüttenstadt, Espelkamp, Erlangen, Freudenstadt, Halle-Neustadt, Hochdahl, Jülich, Karlsruhe, Lippstadt, Mannheim, Stadtallendorf, Wolfsburg, Neue Stadt Wulfen
  - Vereinigtes Königreich: 31 New Towns
  - Niederlande: unter anderem Almere, Lelystad und Emmeloord
  - Frankreich: Die villes nouvelles wie Cergy-Pontoise oder Marne-la-Vallée im Pariser Ballungsraum
  - Dänemark: Ørestad als neuer Stadtteil von Kopenhagen,
  - Russland: zahlreiche Stadtneugründungen
  - Israel: rund 30 Stadtneugründungen
  - Welt: Brasília in Brasilien, Chandigarh in Indien, Canberra in Australien
- Exulantenstadt: Exulantenstädte, gelegentlich auch Exilantenstädte genannt, sind Gründungen durch und/oder für Glaubensflüchtlinge des 16.–19. Jahrhunderts. Exulantenstädte, zumeist aber Stadterweiterungen, entstanden für
  - Hugenotten: in Berlin, Erlangen, Karlshafen, Kassel, Neu-Isenburg
  - Remonstranten (Niederländer): in Friedrichstadt
  - Calvinisten und Mennoniten (Wallonen und Flamen): in Altona, Wesel
  - Lutheraner (Salzburger): in Schlesien, Sachsen (Johanngeorgenstadt)
  - Kirche Jesu Christi der Heiligen der Letzten Tage („Mormonen“): in Salt Lake City
- Festungsstädte, bei deren Planung sich die Stadt der militärischen Funktion als Festung unterordnen musste, wurden im 17. Jahrhundert gegründet, als die mittelalterlichen Stadtmauern den weiterentwickelten Kanonen nicht mehr standhalten konnten. Typisch sind die sternförmigen Bastionen, die sich um die Stadt legen. Manche mittelalterliche Stadtmauer wurde durch eine derartige Stadtbefestigung ersetzt, was die Stadt nachträglich zur Festungsstadt machte. Typische Beispiele sind die Städte Neuf-Brisach und Orsoy. Eine Besonderheit der Festung Orsoy ist die Nutzung des Rheins als Teil der Festungsanlage.
- Die Residenzstädte des 17.–19. Jahrhunderts wurden meist nach dem Vorbild von Versailles errichtet, so zum Beispiel Karlsruhe (1715) und Ludwigsburg (1718). Häufig wurden bestehende Städte um Residenzviertel mit Schloss erweitert, zum Beispiel:
  - In der Renaissance: Detmold, Güstrow, Schleswig, Wolfenbüttel
  - Im Barock: Berlin-Charlottenburg, München-Nymphenburg, Hannover-Herrenhausen, Kirchheimbolanden, Oldenburg oder nach Grundsätzen des Barockstils umgestaltet wie Dresden oder neu gegründet wie Ludwigslust
  - Im 19. Jahrhundert: Schwerin.

#### Renaissance

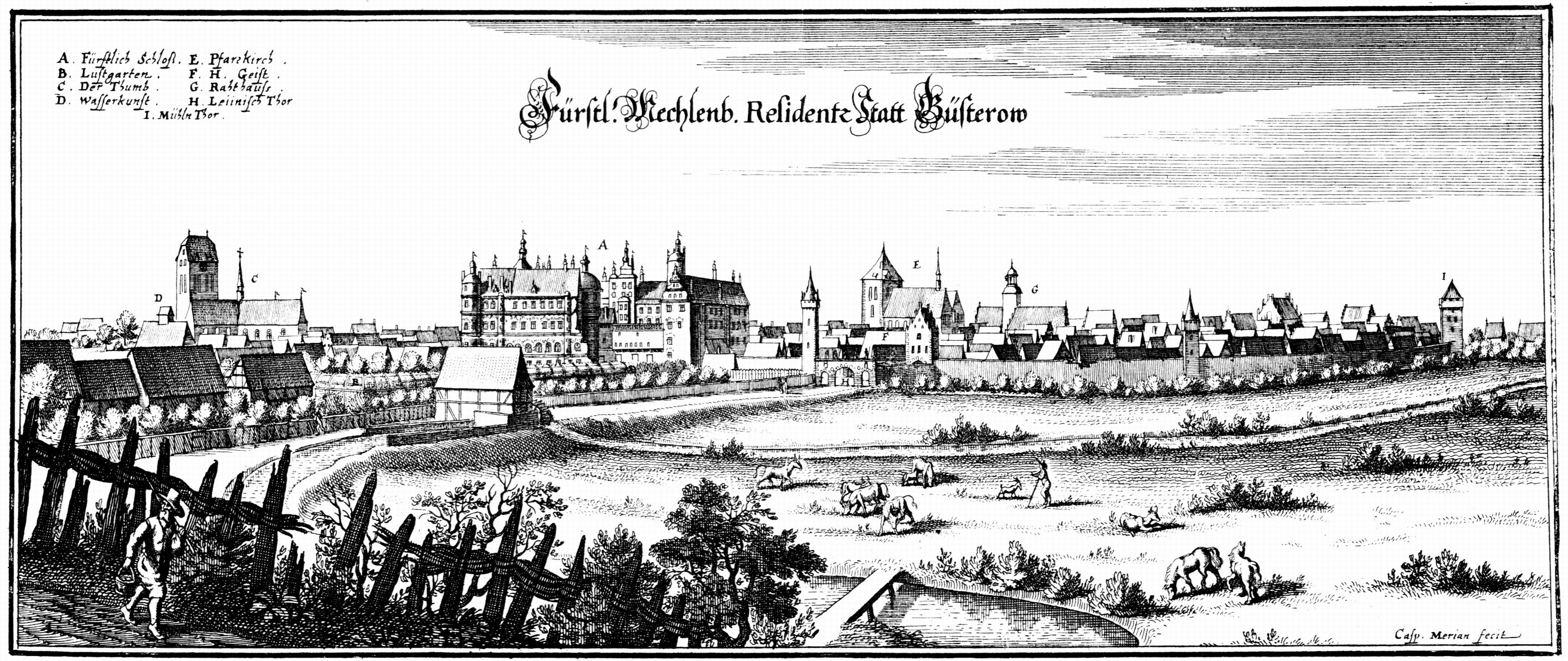
Matthäus Merian: Güstrow (1653) mit Renaissanceschloss

Die Renaissance definiert Stadtgrundriss und Stadtbild neu, doch bleiben etliche Stadtentwürfe unverwirklicht. Die verwirklichten werden oft als Idealstädte bezeichnet, die gebaute Wirklichkeit ideal, vor allem in geometrischer Hinsicht, ausrichteten. Sie orientieren den Stadtgrundriss zentral auf den Hauptplatz in der Stadtmitte, auf den die Hauptstraßen sternförmig zulaufen. Um diesen konzentrieren sich die wichtigen Bauten der Stadt als einzelne, in Anlehnung an die wiederentdeckte Antike, einfache geometrische Baukörper (Würfel, Zylinder usw.), die auf diese Weise im Stadtbild hervorgehoben werden. Dies kontrastiert zu den vorher organisch gewachsenen oder geplanten, aber dem natürlichen Gelände angepassten mittelalterlichen Städten.

#### Barock

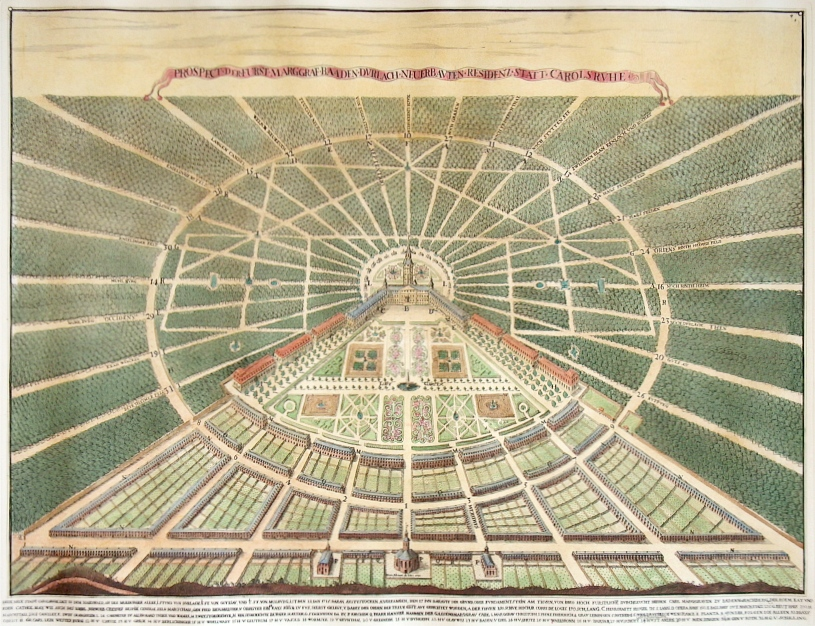
Karlsruher Stadtansicht, 1721, Kupferstich von Heinrich Schwarz

Im Barock verankern die Fürsten ihren Sitz fest mit und in den vormals frühbürgerlich regierten Renaissancestädten, setzen am Hauptplatz im Stadtzentrum ihr Schloss an die Stelle der vorherigen Renaissancebauten und sorgen für einheitliche, in Konstruktion, Höhe und Farbe auf das fürstliche Schloss hinführende Stadtbebauung. Es entstehen dadurch gänzlich vom Barock durchdrungene Städte wie Wien (durch Maria Theresia im 18. Jahrhundert) oder Karlsruhe, aber auch Rom mit seinen Plätzen und Paris sowie Versailles geben hier Beispiele. Die durchgreifenden baulichen, rechtlichen und stadthygienischen Erlasse der Barockfürsten bereiteten die Bewältigung und Verwaltung der viel umfangreicheren Massenerscheinungen der sich ankündigenden Industrialisierung in den Städten vor.

#### Klassizismus und industrielle Anfänge

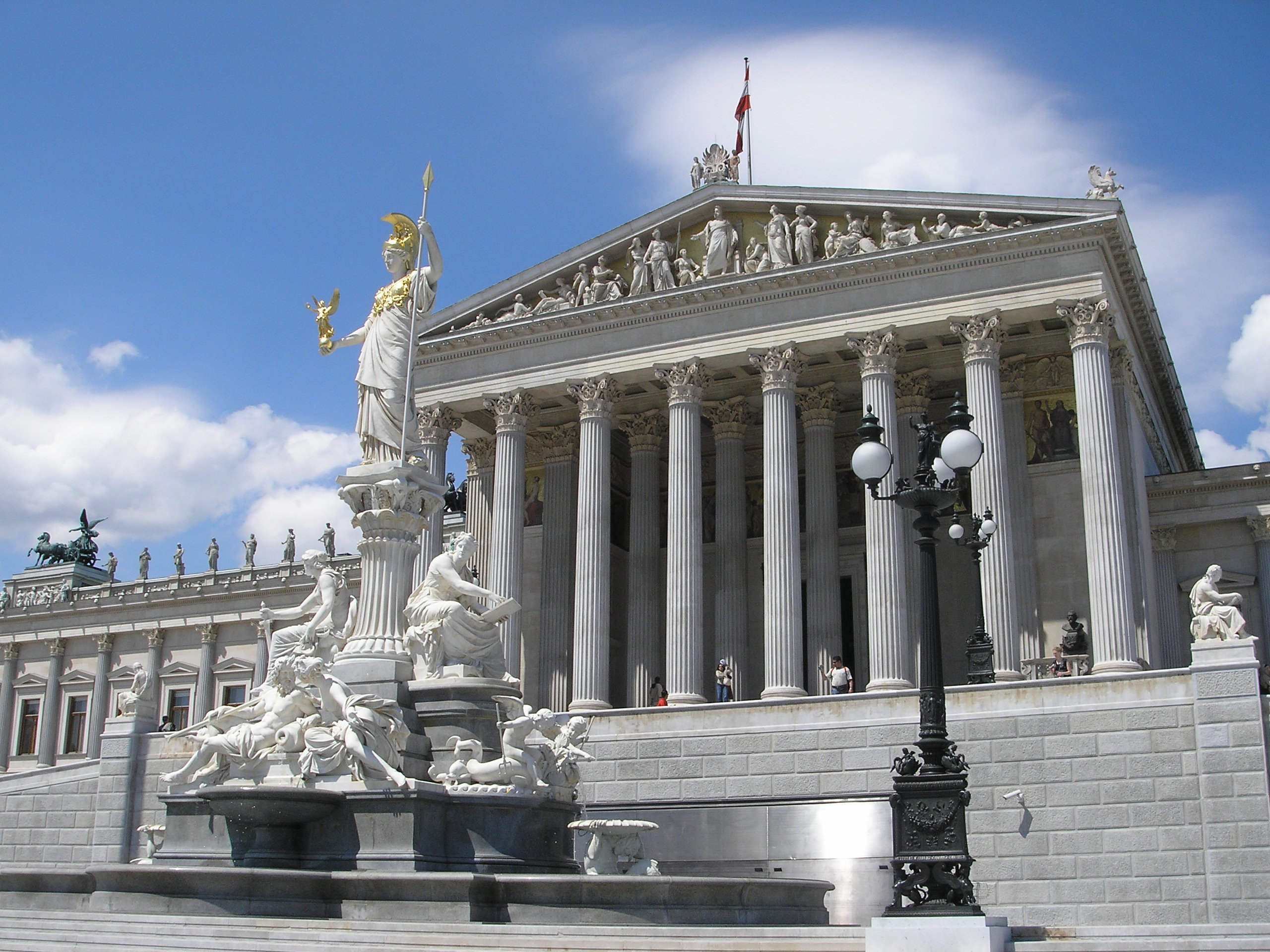
Parlament in Wien

Die neue Gruppe der erfahrenen Verwaltungsfachleute versucht schon im Klassizismus (Ende 18., Anfang 19. Jahrhundert) und den industriellen Anfängen, die gesellschaftlichen Barrieren wie Leibeigenschaft, Zünfte und Privilegien sowie Slums oder fehlende Stadthygiene anzugehen. So entstehen in Paris Massenwohnbauten, die von anderen Städten nachgeahmt werden (zum Beispiel später Berlin, „Mietskasernen“). Vor allem durch das klassizistische England und speziell London werden Impulse gegeben, die Natur wieder in die engen finsteren Städte einzubeziehen. In der Folge entstehen in ausgesparten Baublocks oder an Stelle von beseitigten Stadtbefestigungen („Schleifung“) Stadtparks, oder vormals fürstliche Schlossparks werden für die Stadtbewohner geöffnet. Zunehmend setzen sich Bewegungen für durchgrünte und hygienische Wohnviertel durch, deren Realisierung aber erst gegen Ende des 19. Jahrhunderts in Gang kommt.

#### Stadtgrößen im 19.Jahrhundert

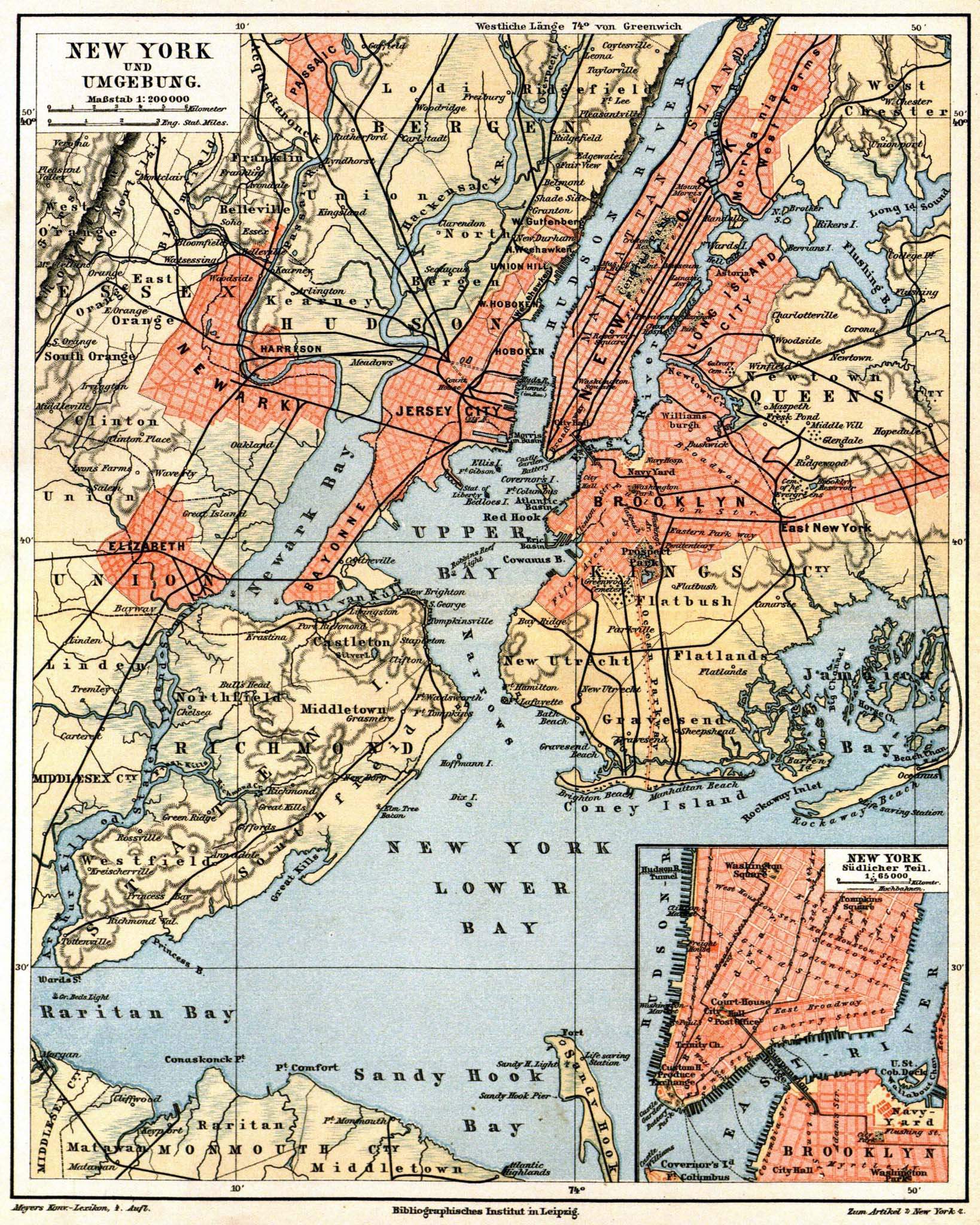
New York um 1888

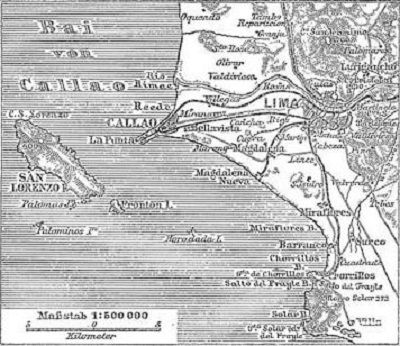
Lima um 1888

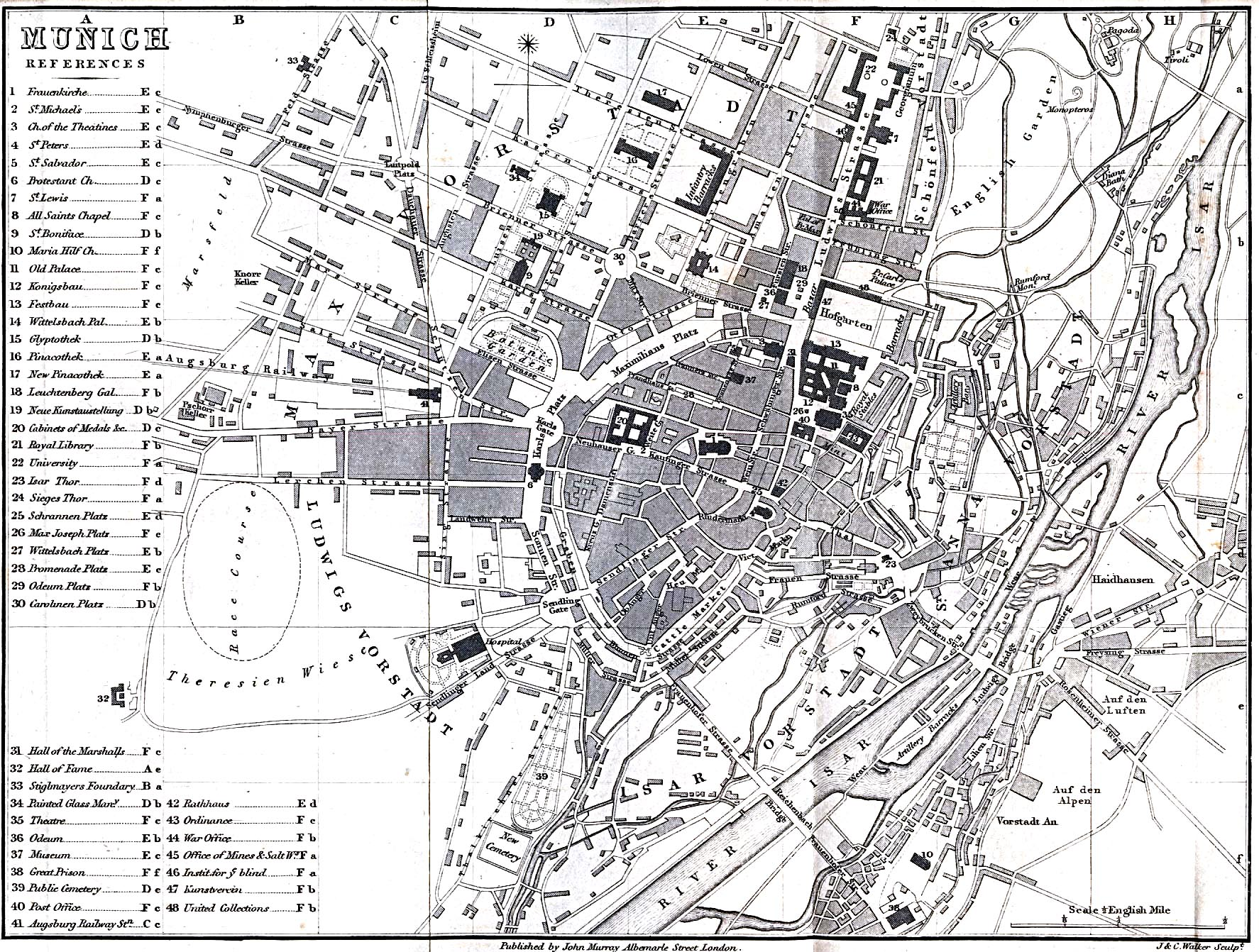
Stadtplan von München 1858

Durch die industrielle Bewegung nahm die Verstädterung in den Hauptstädten und damaligen Industriestandorten erheblich zu. Folgende Einwohnerzahlen (in Tausend) sind von 1800 bis 1900 zu verzeichnen (geordnet nach dem Stand von 1900; dazu zum Vergleich der Bevölkerungsstand der Stadt (nicht der Agglomeration) von 2005): Dabei ist zu erkennen, dass Städte wie Istanbul, Lima, Krakau, Prag und Rom im letzten Jahrhundert überproportional gewachsen sind, Leipzig oder Magdeburg hingegen stagnierten.
| Stadt             | 1800 | 1850 | 1880  | 1900  | 2005   |
| ----------------- | ---- | ---- | ----- | ----- | ------ |
| New York City     | 88   | 696  | 1.912 | 3.437 | 8.143  |
| Berlin            | 172  | 419  | 1.122 | 1.889 | 3.395  |
| Chicago           | 0,1  | 30   | 503   | 1.699 | 2.842  |
| Wien              | 247  | 444  | 726   | 1.675 | 1.626  |
| Istanbul          | 500  | 700  | 800   | 940   | 8.803  |
| Budapest          | 54   | 178  | 371   | 732   | 1.719  |
| Hamburg           | 130  | 132  | 290   | 706   | 1.744  |
| Neapel            | 350  | 449  | 494   | 690   | 995    |
| Kairo             | 200  | 250  | 370   | 580   | 10.834 |
| Boston            | ?    | 137  | 363   | 551   | 2.017  |
| Mailand           | 170  | 242  | 322   | 540   | 1.299  |
| Rom               | 153  | 175  | 300   | 500   | 2.553  |
| München           | 30   | 110  | 230   | 500   | 1.260  |
| Leipzig           | 32   | 63   | 149   | 456   | 503    |
| Breslau           | 60   | 114  | 273   | 423   | 636    |
| Dresden           | 62   | 96   | 221   | 396   | 495    |
| Lima              | 60   | 80   | 102   | 104   | 8.049  |
| Köln              | 50   | 97   | 145   | 373   | 983    |
| Frankfurt am Main | 48   | 65   | 137   | 289   | 652    |
| Nürnberg          | 30   | 54   | 100   | 261   | 499    |
| Graz              | 31   | 66   | 100   | 170   | 255    |
| Magdeburg         | 36   | 72   | 98    | 230   | 229    |
| Prag              | 75   | 118  | 162   | 202   | 1.182  |
| Bremen            | 40   | 55   | 112   | 161   | 547    |
| Krakau            | 24   | 50   | 66    | 91    | 757    |

## Die Entwicklung in Deutschland nach 1850

### Die Industrialisierung

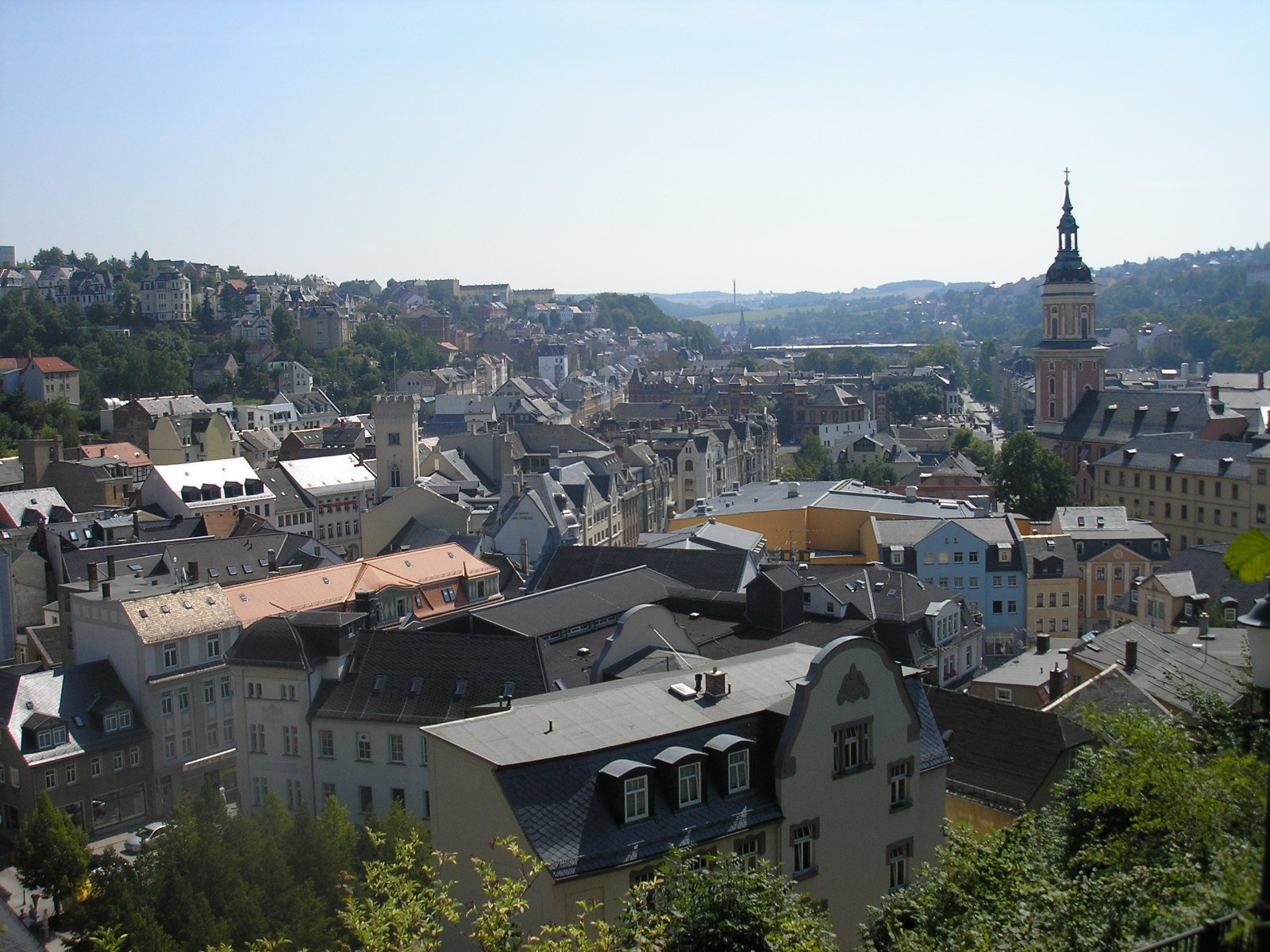
Blick über die Stadt Greiz, die Gebäude stammen größtenteils aus der Zeit des deutschen Kaiserreichs

Die Industrialisierung, gekennzeichnet vor allem dadurch, dass die Dampfmaschine den manuellen Betrieb ersetzt und in der Eisenbahn Verwendung findet, beginnt in England bereits ab dem 18., in Belgien, Frankreich, USA und Deutschland ab dem 19. Jahrhundert sowie in Japan ab Anfang des 20. Jahrhunderts. Andere Länder folgen, teilweise bis heute.
Das Industriezeitalter im 19. und der ersten Hälfte des 20. Jahrhunderts bringt eine Urbanisierung bis hin zur verstädterten Gesellschaft mit sich. Im 19. Jahrhundert entstanden zahlreiche technische Basiserfindungen und ihre Weiterentwicklungen. Durch diese entstanden innerhalb weniger Jahre in den Städten neue industrielle Arbeitsplätze. Der Bedarf an Arbeitskräften, vor allem der der Textil- und Montanindustrie, konnte mit dem lokalen Arbeitskräftereservoir nicht mehr gedeckt werden. So siedelten sich viele Industriebetriebe in Städten an, um genug Arbeiter einstellen zu können. Begünstigt wurde dies durch Innovationen in der Verkehrstechnologie, wie der Eisenbahn und des Dampfschiffes, durch welche die verarbeitende Industrie nicht mehr an die Standorte der Rohstoffvorkommen gebunden war. Ebenso zogen viele Arbeiter vom Land in die Städte, um dort arbeiten zu können. Diese Interdependenz trieb das industrielle Wachstum und die rasche Zunahme der Bewohnerzahlen der Städte voran.
Nachdem sich die Altstädte in der ersten Phase verdichtet hatten, kam es dann zur räumlichen Expansion. Mit Hilfe der Massenverkehrsmittel (Pferdebahn, Straßenbahn, Fahrrad) ab etwa 1880 bis 1900 verstärkt sich das Außenwachstum. Fabrikanlagen und Arbeiterviertel mit Mietskasernen entstanden in der Nähe der Altstädte. In Deutschland wurden neue Städte gegründet wie zum Beispiel Bremerhaven 1827, Oberhausen 1862, Ludwigshafen 1863, Wilhelmshaven 1873 und Wolfsburg 1938. Die bestehenden Städte wuchsen und veränderten sich zu Städteverbundgebieten, vor allem in Bergbaugebieten wie dem Ruhrgebiet, in Oberschlesien oder im Saargebiet.
Um dem entgegenzuwirken, wurden ab etwa 1900 Reformversuche gemacht und Bauzonenordnungen erlassen. Man versucht eine Auflockerung der strengen, monoton rechteckigen Straßengrundrisse durch mehr Plätze, gewundene Straßenführungen und Durchgrünung. Gleichzeitig beginnen erste Projekte zur Sanierung der mittelalterlichen Stadtkerne. Diese sind in manchen Städten völlig überbaut, überbevölkert und hygienisch untragbar geworden. Durch Abbruch ganzer Quartiere und Neuaufbau, zum Beispiel in Stuttgart oder Durchbruch von neuen Straßen, zum Beispiel in Straßburg oder Hamburg versuchte man, den Mangel zu beheben. Die Gartenstadtbewegung zu Beginn des 20. Jahrhunderts war ein noch weitergehender Reformansatz auf die Probleme der industrialisierten Stadt, der durch den Ersten Weltkrieg allerdings nur sehr beschränkt umgesetzt wurde.

### Zwischen Erstem und Zweitem Weltkrieg

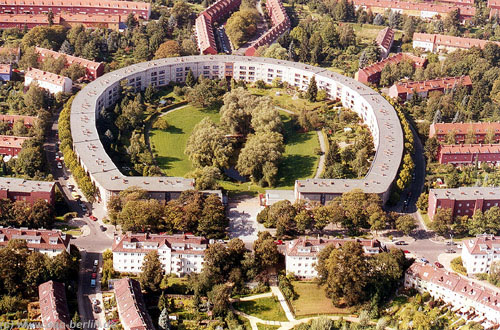
Berlin-Britz: Hufeisensiedlung von Bruno Taut und Martin Wagner

1918 bis 1933 – neuer Städtebau. Die Weimarer Republik entwickelte ähnlich wie die Republik Österreich neue Konzepte des sozialen Wohnungsbaus, insbesondere in Städten mit großem Wachstum wie in Altona, Berlin und Hamburg. Kommunaler bzw. genossenschaftlicher Wohnungsbau in halboffener und offener Bauweise wurde gefördert, zum Beispiel die Zeilenbauweise; der Funktionale Umbau der Stadt wurde auch vom Bauhaus geprägt. Auch die Gartenstadt war beginnend in England ein wichtiges Thema. Weitere Aufgaben waren Stadterweiterungen nach dem Vorbild der britischen Planstadt (New Towns) um London. Neue Städte für die Industrieproduktion entstanden unter anderem in Deutschland, zum Beispiel in Salzgitter.
1933 bis 1945 – Nationalsozialistische Stadtideologie. Die nationalsozialistische Stadtideologie war gegen eine großstädtische „Entartung“ und für die bodenverbundene Kleinsiedlung. Sie hatte Pläne zu einer Agrarisierung, und zur Auflösung von Städten. Andererseits war eine monumentale Umgestaltung der Städte geplant. In vielen Großstädten erfolgen weitreichende Eingemeindungen des Umlandes oder Zusammenschlüsse von Städten wie etwa Sulzbach-Rosenberg gegen den Willen der Bevölkerung. Das Groß-Hamburg-Gesetz von 1938 geht noch stark auf Planungen der Weimarer Republik zurück. 1938 wird Wolfsburg als Arbeiterstadt für den Volkswagen-Bau gegründet. Die Realisierung größerer Pläne wurden durch den Zweiten Weltkrieg verhindert.

### Auswirkungen des Zweiten Weltkriegs

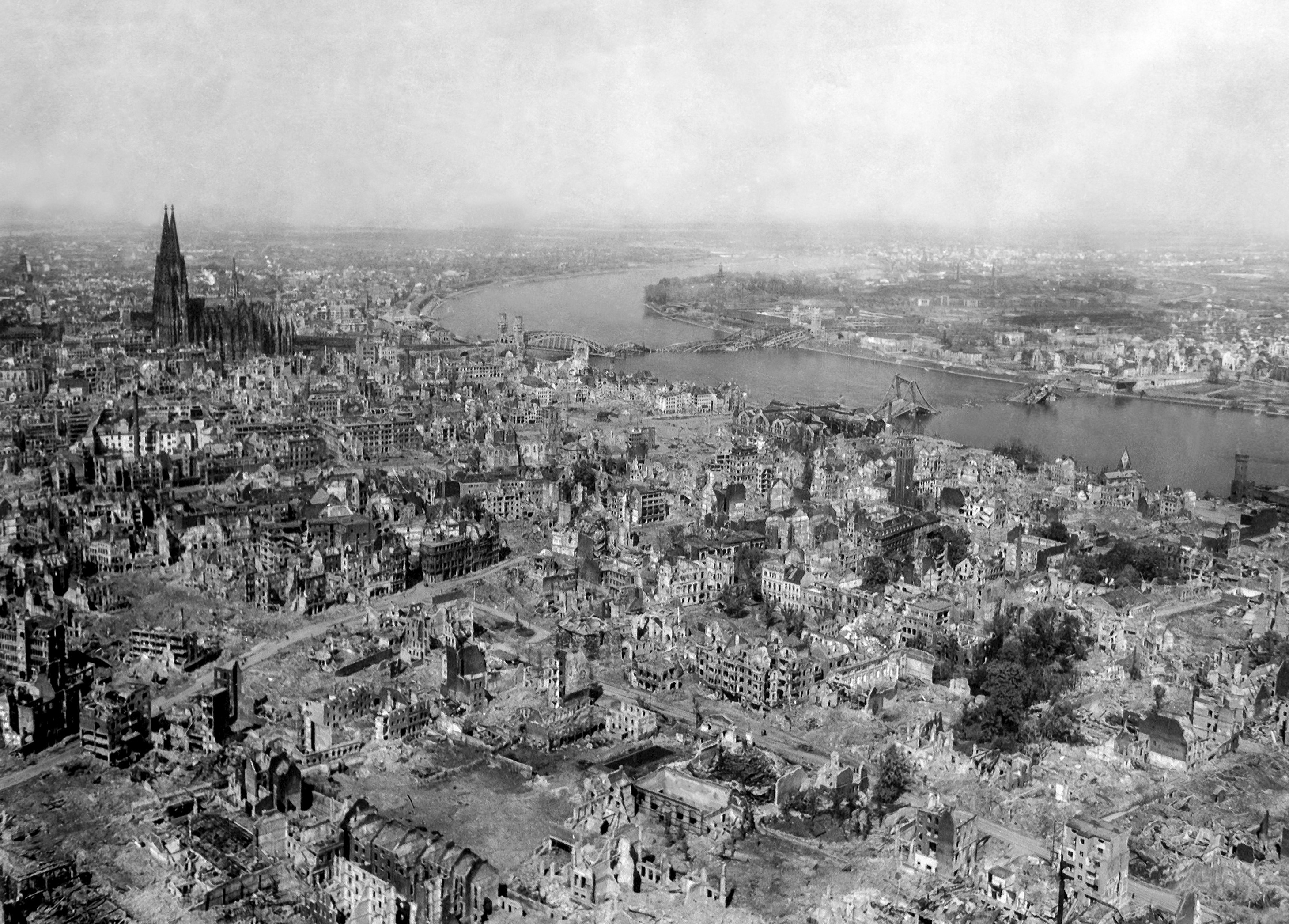
Köln 1945

Durch Flächenbombardement und andere Kriegseinwirkungen wurden im heutigen Gebiet von Deutschland rund 3,5 Millionen Wohnungen sowie viele andere Gebäude zerstört. Großstädte wie Köln (70 %), Dortmund (66 %), Duisburg (65 %), Kassel (64 %), Dresden (60 %), Kiel (58 %), Ludwigshafen (55 %), Hamburg (54 %), Mainz (54 %), Bochum, Braunschweig, Bremen, Hannover, Gelsenkirchen, Magdeburg, Düsseldorf und Essen sowie 26 weitere Städte mit 50 bis 150 tausend Einwohner verloren mehr als 50 % ihres Wohnungsbestandes. Ein Flüchtlingsstrom von elf bis zwölf Millionen Menschen bevölkerte zusätzlich die Gebiete der heutigen Bundesrepublik.

### Wiederaufbau nach 1945
Bundesrepublik Deutschland

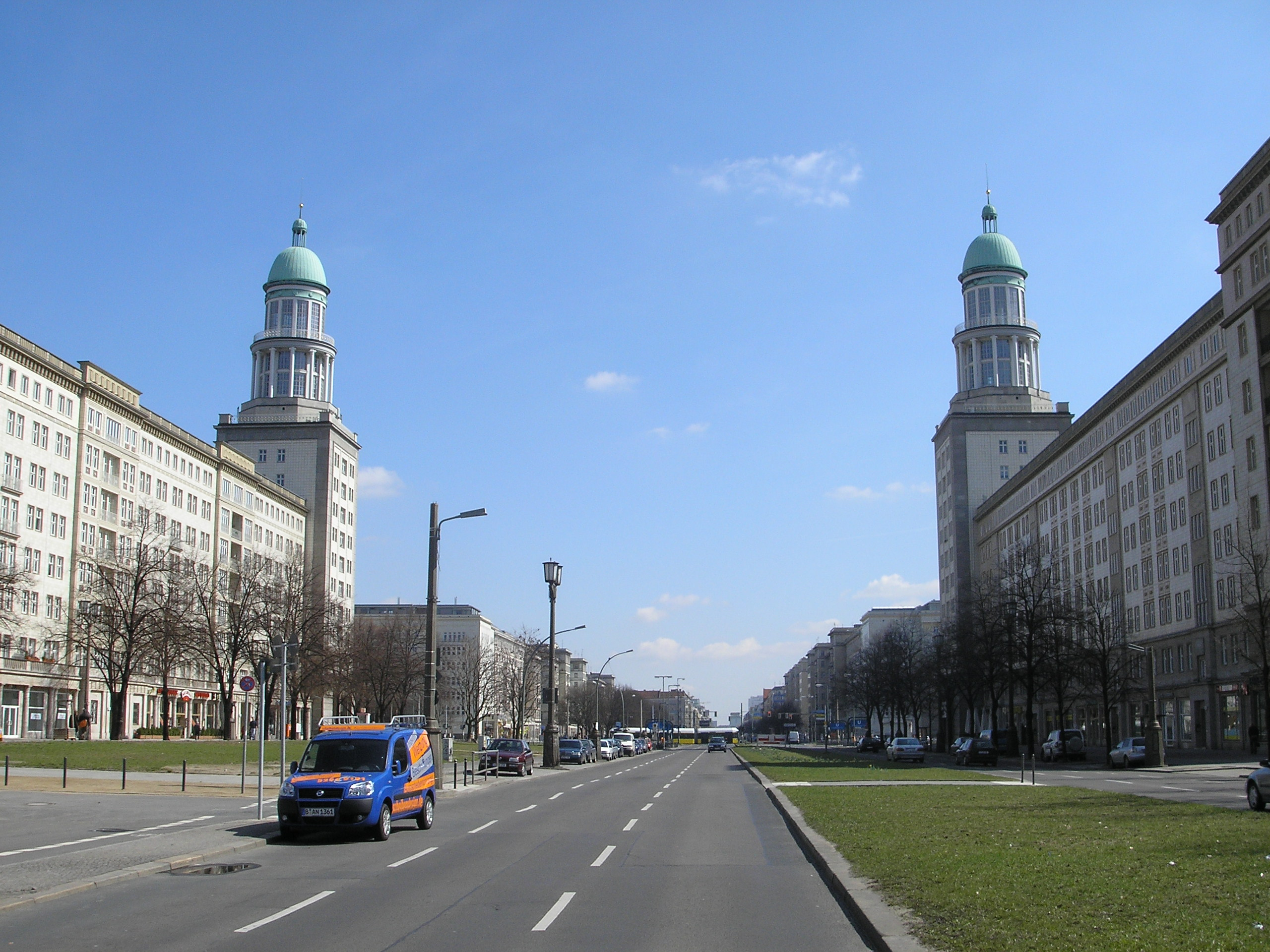
Berlin: Frankfurter Tor und Karl-Marx-Allee

In der Bundesrepublik Deutschland und trotz zentralstaatlicher Lenkung auch in der DDR lassen sich unterschiedliche räumliche Muster des Wiederaufbaus der Innenstädte erkennen:
- Neuordnung des Stadtkerns mit Umlegung und teilweise neuem Straßennetz wie beispielsweise in Pforzheim, Wesel, Hannover oder Chemnitz.
- Partielle Neuordnung mit teilweiser Umlegung und Durchbruch von Verkehrsachsen wie in Duisburg, Essen, Dortmund, Düsseldorf, Kassel, Köln, Hamburg, Dresden, Magdeburg.
- Weitgehende Wiederherstellung der mittelalterlichen Struktur trotz starker Zerstörung wie in Nürnberg, Augsburg, München, Hildesheim, Lübeck, Rostock: Grundfläche und Kubatur der Gebäude blieb erhalten, aber moderne Architektur prägten die Neubauten.
- Wiederaufbau in den Baulücken ohne größere Neuordnung in weniger zerstörten Städten wie in Wuppertal.
- Neu angelegte Städte und Stadtteile für Flüchtlinge, Ausgebombte und Wohnungssuchende sowie bei neuen Industrieansiedlung wie in Espelkamp, Bielefeld-Sennestadt, Eisenhüttenstadt.

Anfängliche Überlegungen, einige stark zerstörte Städte an anderer Stelle neu zu errichten wurden nirgends realisiert, da die wertvolle Infrastruktur (Straßen, Kanalisation, Leitungsnetz) erhalten war.
Deutsche Demokratische Republik

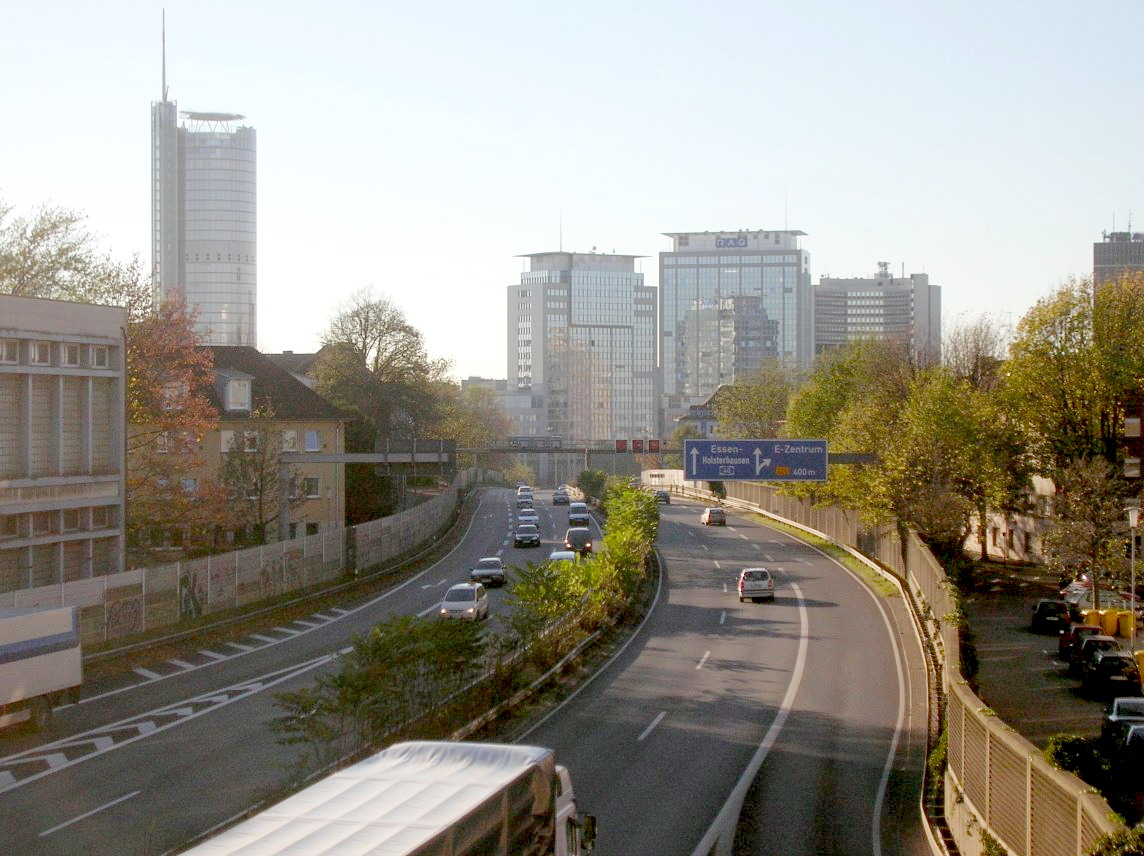
Essen: Schneise durch den Ruhrschnellweg

In der DDR folgten die ersten Wiederaufbauprojekte sowjetischen Vorbildern. 1949 waren eigens zentralstaatlich sogenannte „Grundsätze des Städtebaus“ definiert worden, nach denen ab etwa 1953 in einigen ausgewählten Aufbaustädten (unter anderen Berlin, Rostock und Dresden) (in „nationaler Tradition“) teils monumental und reich verziert (Zuckerbäckerstil) innerstädtischer Wohnungsbau für Arbeiter betrieben wurde. Organisatorisch war dabei die neue sozialistische Bodenordnung mit der Aufhebung des freien Bodenmarktes und dem weitgehenden Enteignungsrecht für die staatliche Planung nützlich, Stadtteilplanungen, ungeachtet der historischen Stadtgrundrisse, durchzuführen. Zu den städtebaulichen Prinzipien nach sowjetischem Vorbild gehörten große Magistralen und Aufmarschplätze in den Innenstädten (Beispiel Stalinallee/Karl-Marx-Allee in Ost-Berlin). Städte wurden als Ausdruck der neuen gesellschaftlichen Ordnung verstanden: nicht Kommerz und Banken, sondern öffentliche Gebäude und Wohnungen standen im Mittelpunkt.
Großwohnsiedlungen
Ab etwa 1955 bis um 1975 entstanden in Westdeutschland und noch bis 1990 in der DDR viele Großwohnsiedlungen. Allein in der DDR wurden 169 Großwohnsiedlungen mit jeweils mehr als 2500 Wohnungen (insgesamt 1,1 Millionen Wohnungen) und weitere rund 517 größere Neubauwohnsiedlungen mit jeweils 500 bis 2500 Wohnungen (insgesamt rund 0,6 Millionen Wohnungen) errichtet, deutlich mehr als in der Bundesrepublik Deutschland.

### Wiederaufbau nach 1960

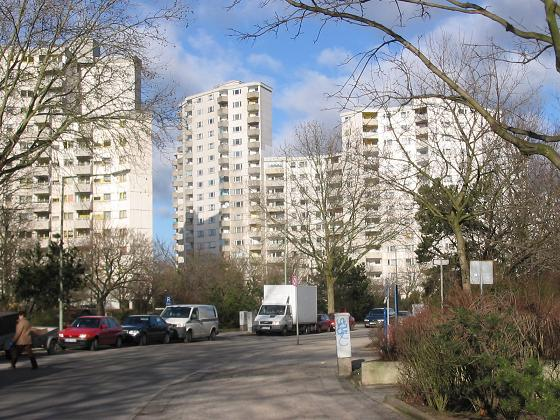
Berlin, Märkisches Viertel: Senftenberger Ring

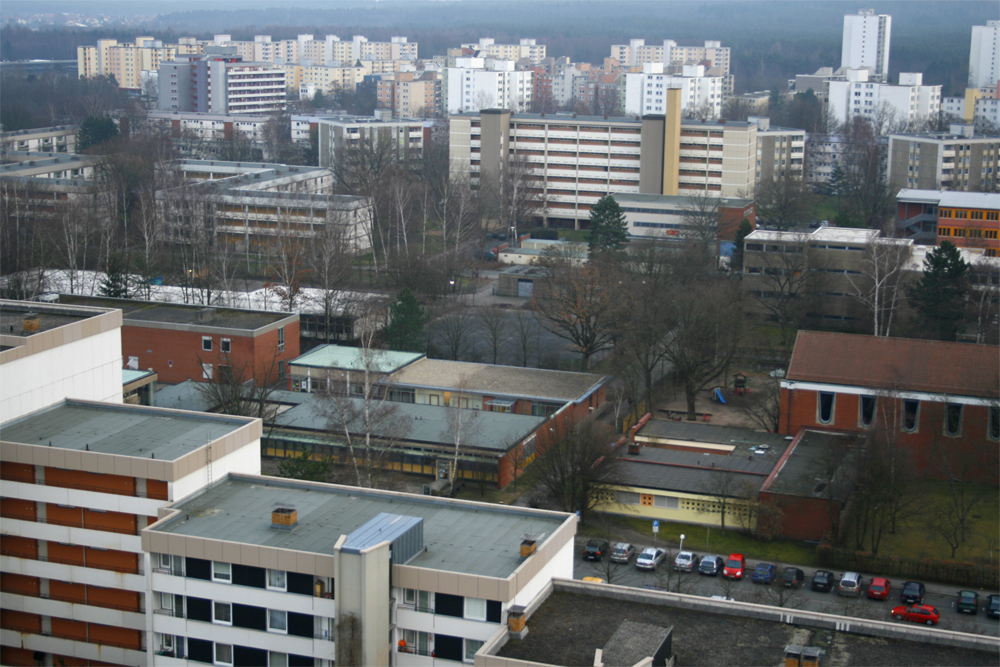
Nürnberg: Langwasser

Bundesrepublik Deutschland: Große Stadtentwicklungs- und Stadterweiterungsprojekte, scheinbar grenzenloses Wachstum der Ansprüche an Wohnungsgröße und -qualität: Bau von Satellitensiedlungen, zum Beispiel Märkisches Viertel (Berlin), Langwasser (Nürnberg), Garath (Düsseldorf), Chorweiler (Köln), Neuperlach (München) und von Satellitenstädten zum Beispiel Neue Stadt Wulfen, Erkrath-Hochdahl, Meckenheim-Merl. Die wenig abwechslungsreiche Bebauung unter anderem führt teilweise zu geringer Attraktivität, Folge sind hohe Leerstände etc. Das Auto forciert den Bau von innerstädtischen Schnellstraßen, zum Beispiel in Hoch- und Tieflagen wie in Essen, Duisburg, Düsseldorf, Köln. Außenbereiche: Trabantensiedlungen und Suburbanisierung. Das Leitbild war die autogerechte Innenstadt, in der alle Personen, die zur Arbeit, zum Einkauf usw. in die Stadt fahren, das neue Verkehrsmittel Auto benutzen würden. Während für den rollenden Verkehr noch entsprechend Raum durch den Ausbau der Straßen der Platz geschaffen wurde, scheiterte der Ansatz letztendlich am Flächenbedarf für den ruhenden Verkehr. Der Bau von Parkplätzen konnte mit dem Bedarf nicht Schritt halten. Mit dieser Erkenntnis begann die Planung neuer U-Bahn- und S-Bahn-Projekte, zum Beispiel in Stuttgart (Baubeginn 1971) sowie die Modernisierung der alten Straßenbahnen, die in den Kernbereichen wie in Hannover in den Untergrund verlagert wurden. Die Autos wurden aus den Innenstädten verdrängt, indem die wichtigsten Einkaufsstraßen zu Fußgängerzonen umfunktioniert wurden.
In den 1970er Jahren erfolgten viele Eingemeindungen, wobei im Zuge der Gebietsreformen der Länder durch einen Verwaltungsakt mehrere Gemeinden zu neuen administrativen Einheiten von größerer Fläche und Einwohnerzahl zusammengeschlossen wurden. Beabsichtigt wurde damit eine effektivere Verwaltung. Wenn einer der bisherigen Orte schon das Prädikat „Stadt“ trug, ging dies auch auf die neue Gebietskörperschaft über; in anderen Fällen wurde die neu entstandene Gemeinde wegen ihrer Größe oft mit dem Titel „Stadt“ versehen, so dass schon durch diese Verwaltungsakte der Gesamtverstädterungsgrad Deutschland erhöht wurde. Einigen dieser neuen Städte ermangelte es an einem eigenen Zentrum in einem polyzentrischen Städtesystem. Krasse Beispiele dafür sind unter anderem die Städte Lahn als Zusammenschluss von Gießen und Wetzlar (1979 wieder aufgelöst), Filderstadt oder Leinfelden-Echterdingen.
In der DDR wurde der Wiederaufbau der Innenstädte aus den 1950er Jahren durch die sogenannten Zentrumsplanungen in den späten 1960er Jahren abgelöst (Beispiel: Leipziger Uni-Hochhaus). Das Hauptaugenmerk lag in den 1960er und 1970er Jahren jedoch auf den großen Stadterweiterungen in Großblock- bzw. in industrieller Plattenbauweise (offene Zeilenbauweise fünf- bis zehngeschossig) in zunächst nur sehr wenigen Standardtypen. Der sozialistische Wohnkomplex war ein Neubauviertel mit etwa 10.000–30.000 Einwohnern, begrünten, offenen Hochhauszeilen, einem Zentrum, öffentlichen Einrichtungen wie Schulen, Sportanlagen, Poliklinik sowie Kaufhalle, Gaststätte und staatlichem Dienstleistungsgebäude.

### Stadterneuerung nach 1970

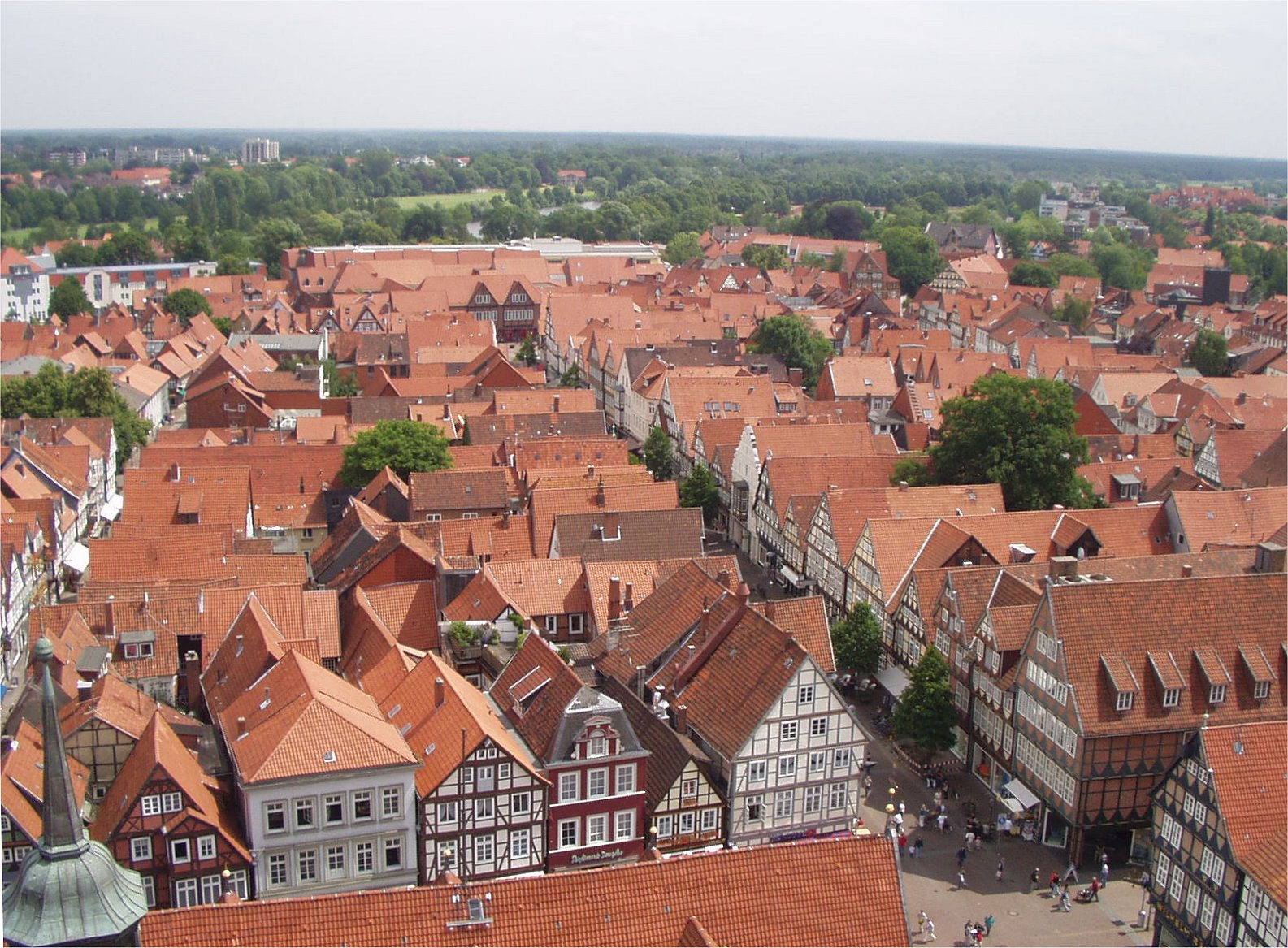
Celle: Altstadt

Nachdem die Entwicklung der Städte für gut ein Jahrzehnt im Wesentlichen in raumgreifenden Stadterweiterungen am Stadtrand auf der einen Seite und radikalen Stadtumbauten mit Verdrängung der Wohnbevölkerung in den Innenstädten auf der anderen Seite geprägt war, galt es nun, sich stärker der Sanierung von Wohnvierteln zuzuwenden. Im Bewusstsein der Planer hatte dies behutsam zu geschehen. Die Sanierung der Städte wurde ab 1969 in Modellstädten und ab 1971 bundesweit begonnen und mit dem Beschluss des Städtebauförderungsgesetzes 1971 ein Rechts- und Fördersystem eingeführt. Noch für einige Jahre blieben jedoch auch Sanierungen mit Flächenabrissen und Neubau an der Tagesordnung, bis das Europäische Denkmalschutzjahr 1975 eine Wende brachte: die Rückbesinnung auf das bauhistorische kulturelle Erbe, und zwar sowohl im Westen wie im Osten Deutschlands. Die städtebauliche Erneuerung sollte die Erhaltung und Modernisierung von Gebäuden, die Revitalisierung der Zentren und Nebenzentren und die Verbesserung des Wohnumfeldes in den betroffenen Gebieten ermöglichen. Bis 1990 waren die historischen Stadtkerne in Westdeutschland weitgehend saniert.
Die Städtebauförderung konzentrierte sich nach der Vereinigung in Deutschland vor allem auf die Städte in den neuen Bundesländern, wo der Nachholbedarf trotz gewisser Anstrengungen in den 1980er Jahren noch immens groß war. Der Bund und die neuen Länder schufen dabei zusätzlich ein neues Förderprogramm zum städtebaulichen Denkmalschutz, um Städtebau und Denkmalschutz miteinander stärker zu verbinden. Die oft unzureichenden Mittel der Innenstadterneuerung von Stadtteilen mit industrieller Bauweise (innerstädtischer Plattenbau) wurden durch zeitgemäße Methoden einer weitgehend erhaltenden Erneuerung abgelöst.

## Neue Stadtaufgaben nach 2000

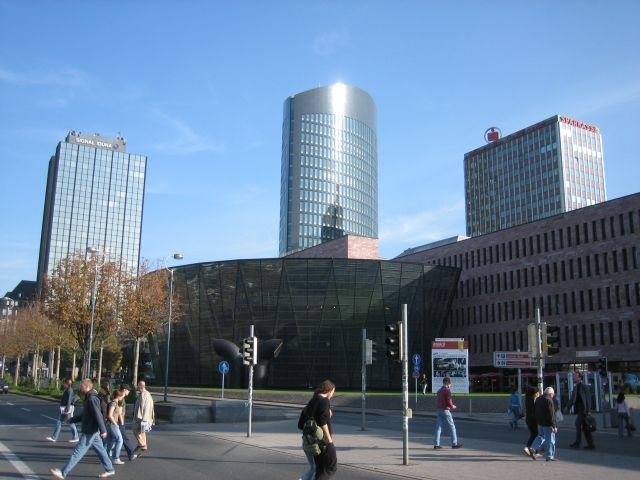
Dortmund

Die Aufgaben der Stadt haben sich verändert. Nach wie vor müssen Flächen für Wohn- und Gewerbenutzung bereitgestellt werden, aber andere Aufgaben erhalten immer stärkere Bedeutung. Im Aalborg Commitments von 2004 heißt es:
„Wir haben die Vision integrativer, prosperierender, kreativer und zukunftsfähiger Städte und Gemeinden, die allen Einwohnerinnen und Einwohnern hohe Lebensqualität bieten und ihnen die Möglichkeit verschaffen, aktiv an allen Aspekten urbanen Lebens mitzuwirken.“ Zum Ende des 20. und mit Beginn des 21. Jahrhunderts stellen sich für die Stadt und ihre Planer folgende Probleme und Aufgaben:

### Umlandproblematik

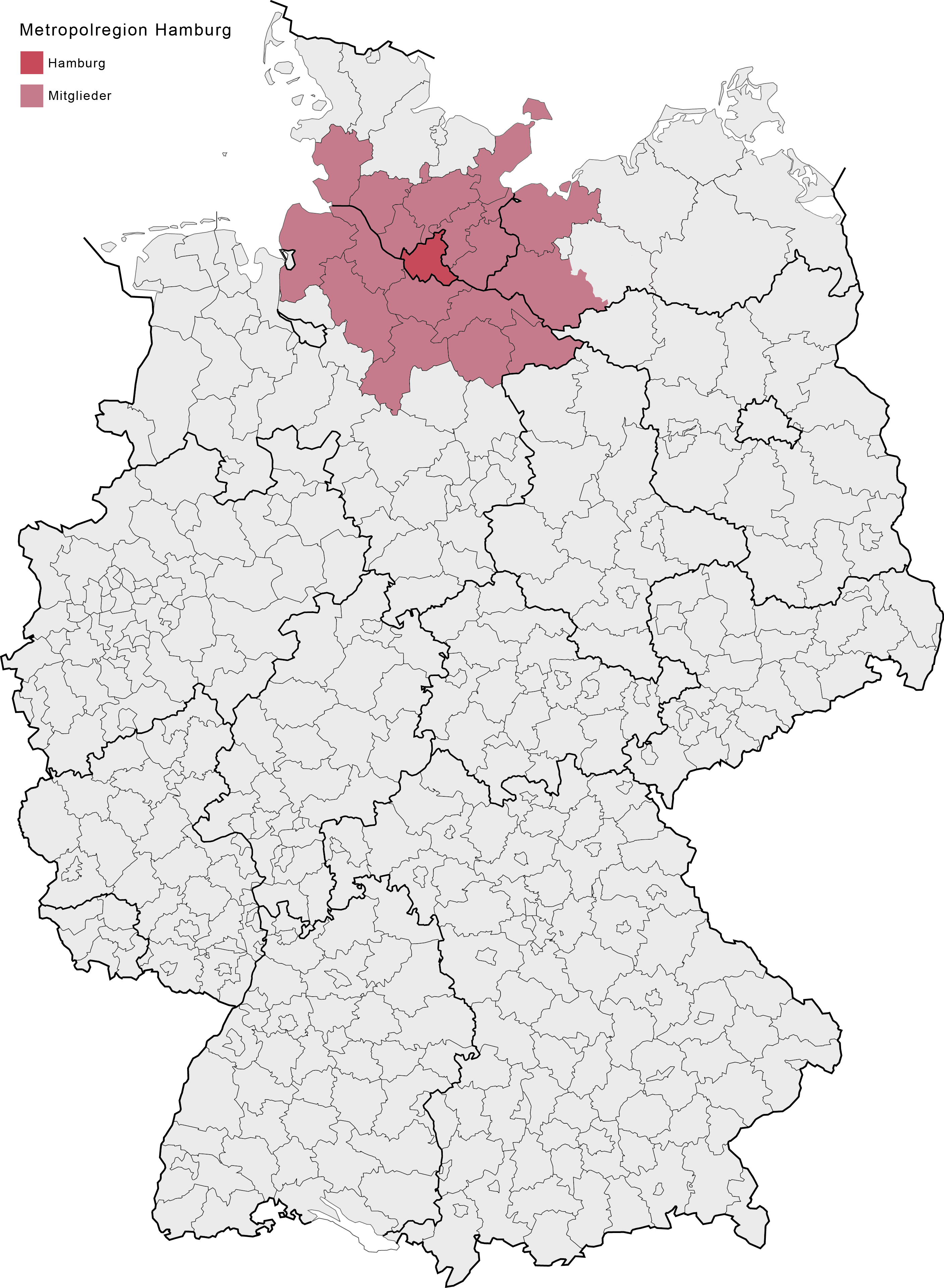
Metropolregion Hamburg

Nachfragebedingt wurden mehr Eigenheim- und Reihenhausbauten erstellt. Da die Städte die dazu notwendigen Flächen nicht bereitstellen können, erfolgte ein kleinteiliges Wachstum im Umland der Städte (Suburbanisierung). Die Abwanderung von Bevölkerung und Gewerbe aus den Städten verschärften die Probleme in den Ballungsräumen. Im Umland war ein erheblicher Flächenverbrauch zu verzeichnen. Die ländlichen Strukturen wurden beeinträchtigt. Da der Ausbau des öffentlichen Nahverkehrs mit dem Außenwachstum nicht Schritt halten konnte und er in losen Siedlungsstrukturen prinzipiell im Nachteil ist, stieg das Verkehrsaufkommen durch den Individualverkehr.
Diese Entwicklung bewirkte auch, dass sich Einkaufszentren und kleinere Betriebe an die Stadtränder mit billigem Baugrund ansiedelten; Kaufkraft und Arbeitsplätze verlagerten sich. Dadurch entstanden im Umland sogenannte „Speckgürtel“ mit wohlhabenden Umlandgemeinden mit Gewerbe und Handel und einer gut situierten Bevölkerung. Die zentrale Stadt musste trotz sinkender Steuereinnahmen weiterhin für die überregionale Infrastruktur und die sozialen Kosten aufkommen. Eine Anpassung des Systems der Steuer- und Abgabenverteilung zwischen den Ländern (Stadtstaatenprobleme) und in den Ländern (Kommunaler Finanzausgleich) erfolgte nicht, oder unzureichend oder verzögert.
In vielen Städten konnte seit letzter Zeit eine Rückbesinnung und Rücksiedlung zur Stadt verzeichnet werden.

### Schrumpfende Stadt
Abwanderungen und genereller Bevölkerungsrückgang prägen die Stadtentwicklung in Ostdeutschland schon seit etwa 1995. Diese Entwicklung muss auch in den westdeutschen und westeuropäischen Städten spätestens ab 2020 erwartet werden. Dabei ist zu beobachten, dass die ostdeutschen Städte nicht gleichmäßig in der Fläche schrumpfen, sondern eine starke Bevölkerungsumschichtung zwischen einzelnen Stadtteilen stattfindet. Beispielsweise nahm die Bevölkerung in der Altstadt von Erfurt zwischen 1998 und 2008 um 27 % zu, während der Plattenbau-Stadtteil Roter Berg im selben Zeitraum um 43 % zurückging. Für Erfurt und andere ostdeutsche Großstädte bedeutet dies, dass insbesondere innerstädtische Gebiete eine neuerliche Verdichtung erfahren, während peripher gelegene Großsiedlungen völlig verschwinden könnten.
Andernorts sind immer dünner besiedelte Städte und Stadtquartiere die Folge. Neue Brachflächen durch Abriss von Wohnbauten werden entweder anderen Nutzungen zugeführt oder wieder Grünflächen. Die „perforierte Stadt“, „die Zwischenstadt“ (Thomas Sieverts) sind Befürchtungen oder Perspektiven dieser Stadtentwicklung. Eine Antwort auf die schrumpfende Stadt ist der Stadtumbau.

### Stadtumbau
Der Umgang mit bestehenden Stadtquartieren bekommt einen wachsenden Stellenwert in der Stadtplanung, da vielfach die vorhandenen Siedlungsstrukturen nicht mehr den heutigen Anforderungen genügen und planerische Maßnahmen erfordern. Der Stadtumbau war und ist durch die hohen Leerstände in den Großwohnsiedlungen (Plattenbausiedlungen) der ostdeutschen Städte bereits eine konkrete Aufgabe, die durch Förderprogramme zum „Stadtumbau Ost“ und seit 2005 zum „Stadtumbau West“ bundesweit erweitert wurde. Die Aufwertung und der Rückbau in den betroffenen Stadtteilen sind die Ziele des Stadtumbaus.

### Soziale Stadt
Bereits 1999 haben Bund und Bundesländer unter dem Programmtitel „Die Soziale Stadt“ ein Förderprogramm für „Stadtteile mit besonderem Entwicklungsbedarf“ aufgelegt. Ziel dieses Programms ist es, der sich verschärfenden sozialen und räumlichen Spaltung in den Städten gegenzusteuern. Im Vordergrund steht dabei eine Orientierung der Stadtentwicklung auf die Quartiersebene und die Einbeziehung der betroffenen Bevölkerungsgruppen und der lokalen Akteure in den Stadtteilen (siehe Quartiersmanagement). Angestrebt wird ein noch verstärkter ganzheitlicher Planungsansatz in der Form von Integrativen Stadtentwicklungskonzepten (ISEK) der über rein baulich-gestalterische Maßnahmen hinausgeht.

### Familienpolitik
Kommunale Familienpolitik entwickelt sich zu einer der Schlüsselaufgaben von Städten. Angesichts des demographischen Wandels ist die Ausgewogenheit des Generationenverhältnisses gefährdet. Die Familienfreundlichkeit einer Stadt hat daher für deren Nachwuchssicherung und Zukunftsoptionen große Bedeutung. Dabei muss sie den Anforderungen der Menschen in verschiedenen Lebenssituationen und Lebensformen gerecht werden. In einer repräsentativen Befragung von Bürgermeistern im Jahr 2007 erwies sich „Familie, Jugend und Kinder“ als das wichtigste Feld kommunaler Politik.

### Stadtraum als Stadterlebnisraum
Die Städte verbessern weiterhin ihre zumeist historischen Stadtzentren und zunehmend auch die Stadtteilzentren (siehe auch Städtebauförderung) um Stadtbewohner und Besucher (Städtetourismus) anzuziehen. Der Standortwettbewerb der Städte untereinander und der Regionen nimmt zu. Sie konkurrieren als zum Beispiel Kulturhauptstadt, Sportstadt, Weinstadt, Fachwerkstadt, Residenzstadt, Seestadt, Theaterstadt usw. Durch Stadt(teil)management, durch Stadtmöblierungen, überdachte Straßen, Promenaden am Wasser, Stadt(teil)feste, Sport- und Kulturfeste, Festivals etc. wird eine Belebung der Stadt- und Nebenzentren angestrebt. Diese Entwicklung wird sich in einer zunehmenden Freizeitgesellschaft fortsetzen.

### Verkehr in der mobilen Freizeitgesellschaft
Auch im Computerzeitalter nimmt die Mobilität der Stadtbewohner zu. Das Verkehrsnetz wird deshalb weiter ausgebaut. Ökologische und ökonomische Gründe führen zu einer weiteren Verlagerung von Verkehrsbewegungen in den öffentlichen Verkehr (öffentlicher Personennahverkehr (ÖPNV) und Bahn). Besonders an den Stadträndern, hin zu den Umlandgemeinden wird das Schienennetz von Stadtbahn, U-Bahn und S-Bahn erweitert. Kopfbahnhöfe erhalten Durchgangsanschlüsse (wie Münchner Hauptbahnhof, Stuttgart 21) und neue ausgebaute Durchgangsbahnhöfe (wie Bahnhof Frankfurt (Main) Süd, Bahnhof Kassel-Wilhelmshöhe) sowie neue Bahnhofsausgänge (wie Bremen Hauptbahnhof, Hannover Hauptbahnhof, Rostock Hauptbahnhof) entstanden und entstehen.

## Städte in anderen Regionen und Ländern

### Nordamerika

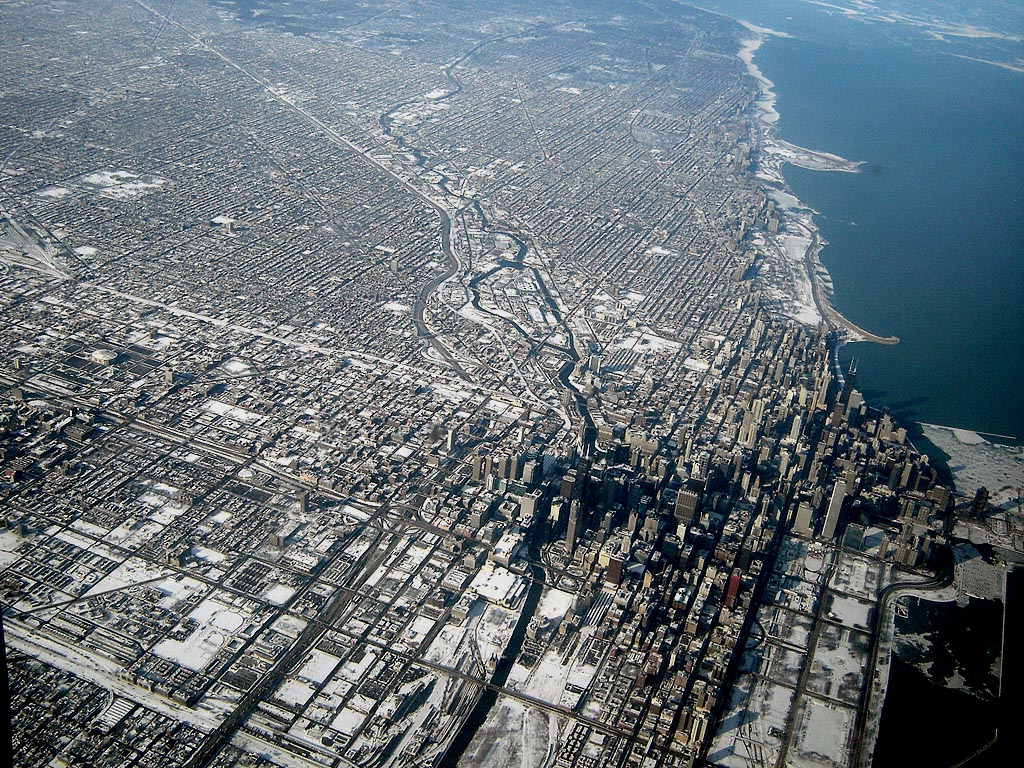
Chicago: Deutlich heben sich die Hochhäuser der Downtown ab

In den schnell wachsenden Städten Nordamerikas gibt es nur wenige historische Stadtkerne mit typischen Merkmalen (ausgenommen zum Beispiel Boston und andere Städte des Nordostens). Sie sind geprägt von einer starken Suburbanisierung, von einem schachbrettartigen Straßennetz, einer zunehmenden Segmentierung der Einwohnerschaft und äußerlich durch die typische Skyline. Sie sind selten auf einen Mittelpunkt ausgerichtet. Das gleichmäßige Straßensystem der Kolonialstädte findet sich im Südwesten unter anderem in Santa Fe, im Süden unter anderem New Orleans und im Nordosten unter anderem in New Haven. Das Grundmuster aus Downtown, Übergangszone und Umland bildete sich seit Mitte des 19. Jahrhunderts heraus. Hohe Bodenpreise und Raumenge führten ab etwa 1880 zum Bau von Hochhäusern und Wolkenkratzern.
Die USA haben einen Verstädterungsgrad von 77 % und Kanada einen von etwa 79 %. Beide Staaten gehören damit heute zu den am stärksten verstädterten Nationen der Erde.

### Lateinamerika

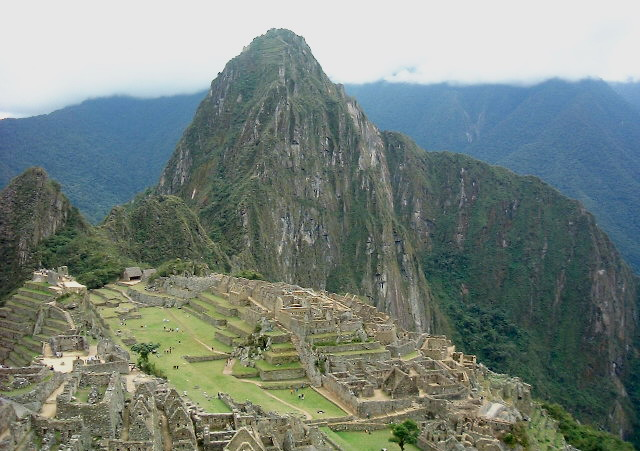
Die Inka-Festung Machu Picchu

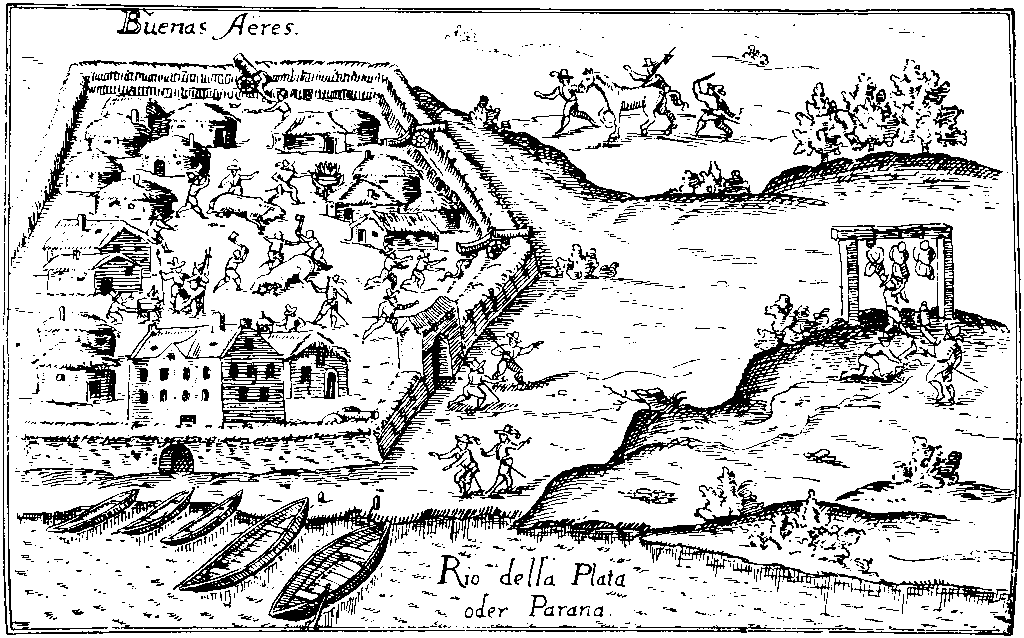
Buenos Aires, 1536

Vor der Kolonialzeit bevölkerten Hochkulturen wie die Azteken, Maya, Olmeken, Zapoteken und Inka das heutige Lateinamerika. Im Zentrum ihrer heute großenteils unbewohnten Städte befanden sich um Hauptplätze und Hauptwegeachsen Tempelanlagen, Pyramiden, Paläste, Zeremonialzentren, das Observatorium, Ballspielstätten usw., darum zumeist recht ungeordnet die Wohnstätten: Siehe unter anderem: Tenochtitlan (Azteken, Mexiko), Chichén Itzá (Maya, Mexiko), Copán (Maya, Honduras) Palenque (Maya, Mexiko), Monte Albán bei Oaxaca (Zapoteken, Mexiko) und in einem Terrassen-, Treppen und Wegesystem wie in Machu Picchu (Inka, Peru) und die Inka-Terrassen bei Písac (Peru).
Die spanischen Siedler ließen sich meist im kontinentalen Zentrum der Länder nieder. Das Zentrum der Stadt war, wie auch in Spanien, der Hauptplatz, die Plaza Mayor, mit Kathedrale, Rathaus und Regierungssitz, umgeben von Wohnvierteln als Schachbrettmuster in quadratischen Blocks (sogenannte manzanas) von 120 × 120 m.
Im portugiesischsprachigen Raum wurden die Städte meist an der Küste gegründet, ursprünglich umgeben von Befestigungsanlagen. Es gab keine geometrischen Anordnungen.
Im 20. Jahrhundert wuchsen die Städte an den Haupt-Ausfallstraßen. Um die ausgewiesenen Wohngebiete legen sich oft Ringe von informellen Siedlungen und Slums.

### Orient

Konstantinopel/Istanbul um 1910

Das Modell der orientalisch-islamischen Stadt gehört zu den neueren Stadtmodellen der Stadtforschung. Nach dem Kulturerdteilkonzept lassen sich bei der Stadtentwicklung kulturraumspezifische Unterschiede in der Entwicklung von Städten feststellen. Orientalische Städte verfügen über eine mehr als 5.000 Jahre dauernde Geschichte und zählen damit zu den ältesten Städten weltweit. Durch die politische, kulturelle und soziale Expansion des Islams ab dem sechsten Jahrhundert wurde die orientalische Stadt zunehmend islamisch geprägt. Im 19. Jahrhundert führte der westliche Einfluss zu einer erneuten Veränderung des Stadtbildes. Man unterscheidet daher zunächst das Modell der orientalisch-islamischen geprägten Stadt und das Modell der orientalischen Stadt unter westlichem Einfluss.
Das Idealschema der islamischen Stadt hatte als charakteristische Elemente die Hauptmoschee, daneben den Suq als Wirtschaftszentrum, die Wohnviertel mit strikter ethnischer Segregation und kleinere Subzentren mit eigener Mosche und Suq, die Stadtmauer sowie die an der Stadtmauer gelegenen Palastanlagen und Friedhöfe.

### Australien

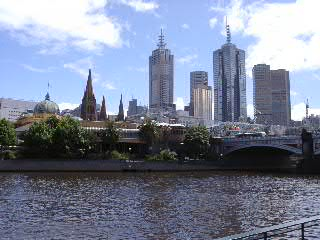
Melbourne und Yarra River

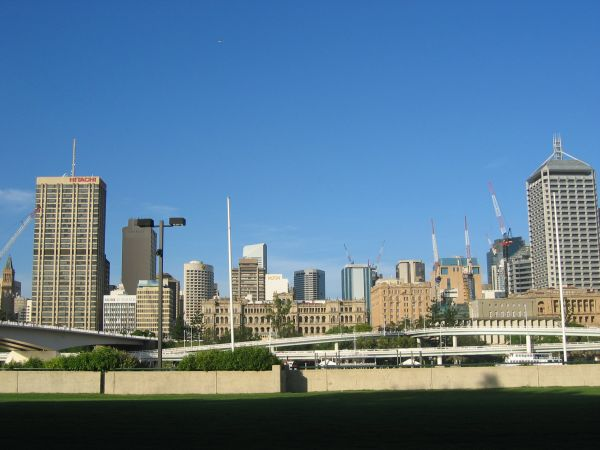
Brisbane

Die größten und bekanntesten Städte sind die Hauptstadt Canberra (321.300 Einwohner), eine Planhauptstadt, Sydney (4,2 Mio. Ew.), Melbourne (3,6 Mio. Ew.), Brisbane (1,8 Moi. Ew.), Perth (1,4 Mio. Ew.) und Adelaide (1,1 Mio. Ew.).
In Australien wird der Status einer Stadt formell nur in einigen Staaten angewandt. Die meisten Staaten unterscheiden zwischen Citys und Towns. Als town bezeichnet man Städte, die kein Zentrum der Bevölkerung sind, während eine city fast immer ein Zentrum der Bevölkerung ist. Die Schaffung und die Abgrenzung von Local Government Areas (lokale Verwaltungsgebiete) ist die Aufgabe des jeweiligen Staats oder der Territorium-Regierung. In jedem Staat und dem Nordterritorium hat jedes eingetragene Gebiet einen offiziellen Status. Die verschiedenen LGA-Status sind gegenwärtig:
- New South Wales: Citys (C) und Areas (A; Gebiete)
- Victoria: Citys (C), Rural Citys (RC; Landstädte), Boroughs (B; Dörfer) und Shires (S; Landkreis)
- Queensland: Citys (C), Shires (S), Towns (T) und Island Councils (IC; Insel-Räte)
- South Australia: Citys (C), Rural Citys (RC), Municipalitys (M; Gemeinden), District Councils (DC; Distrikt-Räte), Regional Councils (RegC; Regional-Räte) und Aboriginal Councils (AC; Einheimischen Räte)
- Western Australia: Citys (C), Towns (T) und Shires (S)
- Tasmanien: Citys (C) und Municipalitys (M)
- Northern Territory: Citys (C), Towns (T), Community Government Councils (CGC) und Shires (S)

## Exkurs zur Stadt und zur Stadtentwicklung

### Geschichtsphilosophische Betrachtung
Noch im 17. Jahrhundert war die Landwirtschaft Hauptbesteuerungsquelle, um die Finanznot zum Beispiel des französischen Königs zu mildern. Ausgelöst durch die dann in England schon früh einsetzende Industrialisierung wenden sich englische Philosophen den nicht-landwirtschaftlichen Produktionsbereichen zu. Beeinflusst dadurch am Vorabend und im Zuge der Französischen Revolution sowie eigener Industrialisierungsanfänge richten nun französische und sodann deutsche Gelehrte ihre Aufmerksamkeit immer stärker auf die Stadt als Ort sich anbahnenden industriellen und gesellschaftlichen Wandels.
Karl Marx interpretierte die Stadt als Ort der Industrie, Arbeiterschaft und Angelpunkt gesellschaftlicher Umwälzung. An diesem veranschaulicht er, wie sich anfangs auf sehr begrenztem Raum Stadtwirtschaft entwickelt in zunehmendem Widerspruch zu ihrer eigenen Enge, wie diese Enge gesprengt wird und in eine weiträumigere Stadtwirtschaft mündet. Die wiederum enthält – auf großräumigem Niveau – den Widerspruch zur Enge, der wieder auf Sprengung und Erweiterung zu einer größeren Stadtwirtschaft hinsteuert bis zur Erweiterung auf globale Megastädte. An jenem Territorialprinzip entwickelt Marx auch seine Sicht vom Widerspruch und dessen Lösung als vorwärtstreibende Kraft menschlicher Entwicklungen.
Insgesamt bilden sich aus den Strömungen des 19. Jahrhunderts ganz unterschiedliche Betrachtungen zur Verbesserung der ausufernden Städte bis hin zu Ideen verschiedener Architekten und Städtebauer. Die Vorstellungen haben sich bisher nur innerhalb bestimmter Grenzen realisieren lassen, da nicht die Philosophen und Soziologen und auch nicht die Städtebauer die Entwicklung der Städte wesentlich beeinflussen, sondern die Menschen, die in einer Region siedeln, die ihnen Arbeit, Lohn, Essen und Unterkunft ermöglicht. Das führte und führt immer wieder dazu, nur reagieren zu können und zu Zweifeln in der Suche nach allgemein gültigen Vorgehensweisen für eine lebenswerte Stadt.

### Mängel bei der Analyse
Der traditionelle zu eurozentrische Denkansatz könnte gewichtige Mängel haben. Eine Annahme, dass die Städte in der Welt mit der Entwicklung europäischer Städte verglichen werden könne, entsprach nicht immer der Realität. Es gab keine wirkliche Erklärung, wann und warum Änderungen stattfanden. Eine von den gesamtgesellschaftlichen abgetrennte Sicht auf Städte ist problematisch. Sie impliziert, dass weder die Geschichte einer Stadt noch die Kultur oder Verbindungen zu anderen Orten irgendeinen Einfluss auf die Stadt hätten. Es ist unklar, warum ein Ort als Stadt bezeichnet wird und ein anderer nicht. Eine zu starke Betrachtung der Stadtentwicklung aus dem Blickwinkel der Stadtgeschichte entspricht nicht mehr den neueren Erkenntnissen von der Stadt mit seinen unterschiedlichen gesellschaftlichen Schichtungen, von arm und reich, von traditionellen und neuen Stadtbewohnern. Dieser Punkt unterstreicht die multidimensionale Sicht von modernen Ansätzen.

### Städte in Netzwerken
Die Verbindungen einer Stadt könnten den einzigartigen Charakter einer jeden Stadt erklären. So könnten Städte als Teile von Netzwerken gesehen werden: kulturelle, wirtschaftliche, regionale Netzwerke. Solche Netzwerke sind in Städten konzentriert und überlappen auch dort. Diese Konzentration von Verknüpfungen bedingt, dass eine Stadt anders erlebt wird als ein Dorf. Die Netzwerke einer Stadt verbinden diese aber nicht nur mit anderen Städten, sondern auch mit dem Umland, ohne welches es nicht bestehen könnte.
Mit Netzwerken ist es möglich, die funktionelle Entwicklung von Städten zu erklären. Verschiedene Netzwerke gewinnen mit der Zeit an Bedeutung, kontrollieren sich gegenseitig und korrigieren Fehlerentwicklungen. Ein Beispiel: Vor der Ankunft der Spanischen Kolonialmacht in Mexiko waren Verbindungen zu Tenochtitlán (Mexiko-Stadt) am wichtigsten, danach war eine Verbindung zu Spanien und Madrid von größerem Vorteil.
Die Konzentration von Netzwerken in Städten hilft auch, die Urbanisierung zu erklären. Es ist der Zugang zu den Arbeitsstätten und zu bestimmten Netzwerken, der die Menschen anzieht. Da die verschiedensten Netzwerke sich in einer Stadt treffen, sammeln sich die Leute dort. Gleichzeitig bedeutet die Konzentration von Menschen die Einführung von weiteren Netzwerken, von sozialen Verbindungen mit den Orten, von denen die Migranten kamen. Die Konzentration von Menschen steigert auch die Möglichkeit, dass neue Verbindungen geschaffen werden, denn er trifft auf eine viel größere Anzahl Anderer, die gleich oder die anders sind. Die Offenheit von Städten in einer „Offenen Gesellschaft“ (Karl Popper) macht Städte attraktiv, aber auch schwer überschaubar.
Ein weiterer Aspekt gegenwärtiger Ansätze ist ein Blick auf interne Diversifikation in Städten. Die internen Unterschiede in einer Stadt sind mit den externen Netzwerken gekoppelt. Städte sind Orte, an denen sich Geschichten treffen, wo aus verschiedenen Kulturen und Verbindungen etwas Neues geschaffen wird. Jede Verbindung einer Stadt zu anderen Orten funktioniert in beide Richtungen, es wird genommen und gegeben.
Weder die internen Unterschiede noch die externen Verbindungen eines Ortes allein machen eine Stadt aus. Die internen Unterschiede werden von externen Netzwerken beeinflusst. Gleichzeitig ermöglichen die vielen Netzwerke Verbindungen nach außen und damit Raum für die Schaffung von Unterschieden von innen. Divisionen und Verbindungen in Städten sind also untrennbar, und nur wenn beide zusammen betrachtet werden, ist es möglich, eine Stadt zu begreifen. Immigration dient als Beispiel davon, wie Divisionen und Verbindungen untrennbar sind. Migranten bringen ihre eigene Geschichte mit, wenn sie sich in einer Stadt niederlassen. Sie bringen auch ihre Netzwerke in Form von Kontakten in anderen Ländern oder Religionen mit. Diese Netzwerke können auch bestehende Netzwerke stärken und deren Bedeutung beeinflussen. Die Geschichte, die die Migranten mitbringen dient auch dazu, mit anderen zu identifizieren oder andere auszuschließen. Dies führt zu Segregation als auch zu Diversifikationen der Einwohnerschaft in Städten.

### Listen zum Thema Stadt (Auswahl)
- Liste der Städte in Deutschland
- Älteste Städte Deutschlands
- Liste historischer Stadtgründungen
- Liste ehemaliger Städte in Deutschland
- Liste der Städtelisten nach Ländern
- Liste der Groß- und Mittelstädte in Deutschland
- Liste der größten deutschen Städte
- Liste der 100 flächengrößten Gemeinden Deutschlands
- Liste der größten Städte Europas
- Liste der Millionenstädte
- Liste der Städte nach Bruttoinlandsprodukt
- Liste der Städte nach Anzahl an Wolkenkratzern
- Liste von Städten mit historischem Stadtkern
- Liste der Städte in Frankreich

## Populärmedien
- Film: Berlin – Die Sinfonie der Großstadt. Regie: Walter Ruttmann, Deutschland 1927.
- Lernsoftware/Edutainment: Virtuelle mittelalterliche Stadt
- Tim Lambert: Am Anfang war das Wir. Vierteilige Fernsehdokumentation von arte (Vereinigtes Königreich, 2018)
- Dieter Wieland (Regie, Sprecher): Dinkelsbühl – Stadtbaukunst des Mittelalters. 1983, Topographie – Dokureihe des Bayerischen Rundfunks (BR, Folge 48 – lang). 42 Min.